# Budapest XVI. kerülete
Budapest XVI. kerülete a Duna bal partján, a pesti oldal keleti részén fekvő kerületek egyike. Északkeleten Csömör, keleten Nagytarcsa, délkeleten a XVII. kerület, délnyugaton a X. kerület, nyugaton a XIV. kerület, míg északnyugaton a XV. kerület határolja. Jelentősebb terei többek között a Reformátorok tere, Petőfi tér, Pálffy tér, Mátyás király tér és a Hősök tere. Jelentősebb parkjai többek között a Kertvárosi olimpikonok parkja, a Naplás-tavi, illetve a sashalmi parkerdő és a Regős liget.
A kerület 1950. január 1-jén jött létre az akkor Budapesthez csatolt négy nagyközségből (Cinkota, Mátyásföld, Rákosszentmihály és Sashalom), valamint az addig is a fővároshoz tartozó, a Budapesti út és a Pirosrózsa utca által határolt területből. Az 1990-es évek óta a kerület területén Budapest öt városrésze osztozik, melyek határai nagyjából megegyeznek az egykori települések „Nagy-Budapest” létrejötte előtti határaival. Az 1950 előtt is már a fővároshoz (ezen belül Rákosfalvához) tartozott részt ekkor Sashalom városrészhez osztották be, míg a korábban Cinkota részét képező Árpádföld külön városrész lett.
A kerület területe 33,52 km², lakosainak száma a 2023. január 1-i népességszámítás alapján 72 154 fő, illetve népsűrűsége 2153 fő/km², ezzel a fővárosi kerületek közül a hetedik legnagyobb területű kerülete, tizenegyedik legnagyobb népességével rendelkező kerülete és az ötödik legritkábban lakott kerülete.

## Fekvése
A XVI. kerület 1950 óta Budapest egyik elővárosi kerülete, a főváros keleti részén, mely az egykori elődtelepülések összenövéséből alakult ki. A Szilas-patak két partján, a Pesti-hordalékkúpsíkság és a Gödöllői-dombság találkozásánál terül el.
Északon Csömör, keleten Kistarcsa és Nagytarcsa, délkeleten Budapest XVII. kerülete, délnyugaton Budapest X. kerülete, nyugaton Budapest XIV. kerülete, északnyugaton Budapest XV. kerülete határolja.

### Kerületi városrészek nevei és területi lehatárolásai
A Budapest Főváros XVI. kerületi Önkormányzat 392/2012. (X. 17.) számú 2012. november 21-i képviselő-testületi határozatban foglalt javaslat alapján.
Árpádföld
Szlovák út (Budapesti úttól) – Csömöri út – Budapest közigazgatási határa – Budapesti út.
Cinkota
A főváros határa a Budapesti úttól északkeletnek, majd délkeletnek, majd délnyugatnak futva – X., XVI., XVII. kerületi hármashatár – Forrásmajori dűlő – Zsemlékes út – Nógrádverőce utca – Sarjú út – Budapesti út meghosszabbított vonala – Budapesti út.
Mátyásföld
Sarjú út a Budapesti úttól – Nógrádverőce utca – Zsemlékes út – Forrásmajor utca – X., XVI., XVII. kerületi hármashatár, valamint a X. és XVI. kerület közigazgatási határa – Mátyásföldi repülőtér nyugati határa (Ballada utcával párhuzamosan) – Újszász utca – Jókai Mór utca – Veres Péter út – Futórózsa utca – Budapesti út – Sarjú út.
Rákosszentmihály
Körvasútsor – Rákospalotai határút – Budapest közigazgatási határa – Csömöri út – Szlovák út –Budapesti út.
Sashalom
Futórózsa utca a Budapesti úttól – Veres Péter út – Jókai Mór utca – Újszász utca – Mátyásföldi repülőtér nyugati határa (Ballada utcával párhuzamosan) – Pesti határút – Sárgarózsa utca – Kerepesi út – Szolnoki utca – Budapesti út a Futórózsa utcáig.

## Története

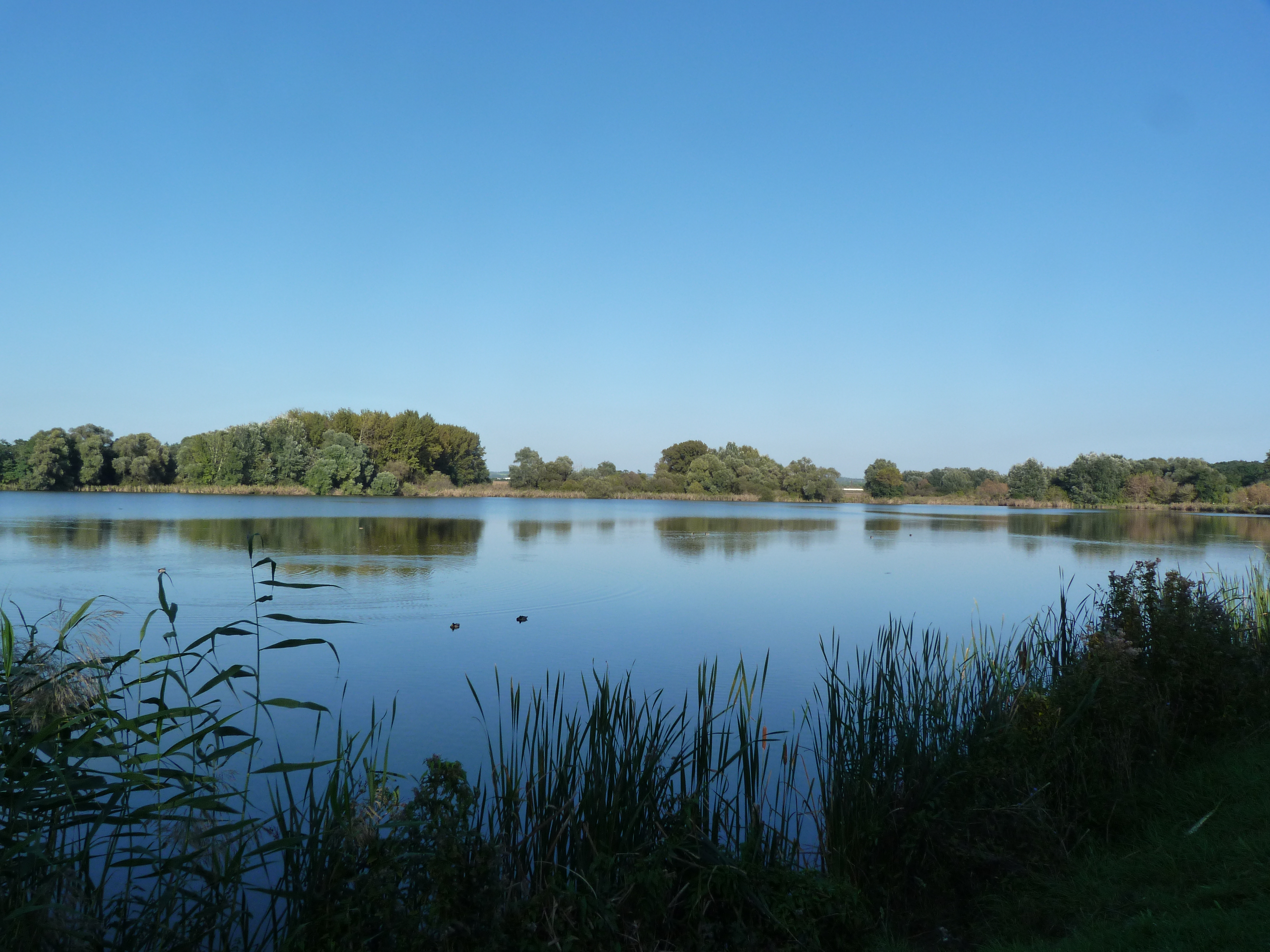
Naplás-tó

Számos más fővároskörnyéki település mellett Cinkota, Mátyásföld, Rákosszentmihály és Sashalom nagyközségeket, továbbá Csömörtől Szabadságtelepet 1950. január 1-jével csatolták Budapesthez, s ezek egyesítésével hozták létre a kerületet.
A régészeti leletek tanúsága szerint a korai kőkorszaktól élnek emberek ezen a Szilas-patak két partján, a Pesti-síkság és a Gödöllői-dombság találkozásánál található területen. Az időszámítás utáni két évszázadban a szarmaták, a honfoglalás előtt pedig az avarok éltek itt. A magyarok a XI. század második felében települtek meg a vidéken. Cinkota, benne a mai Mátyásföld és Sashalom területe már több, mint 950 éve létezik településként, míg Rákosszentmihályon és a kezdetekben ahhoz tartozó Árpádföldön a tatárjárás előtt – és nem bizonyítottan utána is – csupán kisebb falvak voltak.

A kerület részeinek 1950 előtti története 
 szócikkeiben olvasható.
1950. január 1-jével a négy nagyközséget (Cinkota, Mátyásföld, Rákosszentmihály, Sashalom), mint a Főváros XVI. kerületét, Budapesthez csatolta az 1949. évi XXVI. törvény. E rendelettel Rákosfalvának a körvasúttól északra fekvő területe is ide került. Az újonnan alakult kerületet két közigazgatási területre osztották: Rákosszentmihályra és Cinkotára. Ekkortól a Mátyásföldön található Ikarus, majd 1956-tól a Szovjet Hadsereg „Déli Hadseregcsoport” Főparancsnokságának helyet adó terület (mátyásföldi repülőtér, Erzsébet-liget) kapott központi szerepet, így a közműveket a Kerepesi út két oldalán lévő utcákban megépítették, s ezért e részek fejlődtek elsősorban. A Jókai utca és Kerepesi út találkozásánál indult meg a kerületi centrum kiépítése (rendőrségi székház, szakrendelő, kerületi pártközpont, posta, patika stb.). A kerület egészét tekintve a lakosság száma – a központi fejlesztések hatására – az 1950 utáni három évtizedben szinte megduplázódott. Ugyanakkor Cinkota és Rákosszentmihály más részeinek jelentősebb fejlődése egészen az 1980-as évekig stagnált. Az M2-es metróvonal megépítését követően a kerület közlekedését átalakították. A Szilas-patakon, Cinkota határában az 1970-es évek második felében árvízvédelmi okokból, mesterségesen létrehozták a Naplás-tavat, hivatalos nevén a Szilas-pataki árvízvédelmi tározót, ami azóta is Budapest legnagyobb állóvize. A kerület a szovjet csapatok távozása (1991) után is jelentős változáson ment keresztül. Az 1992 áprilisában megjelent Fővárosi Közlöny öt városrészre osztotta a területet.

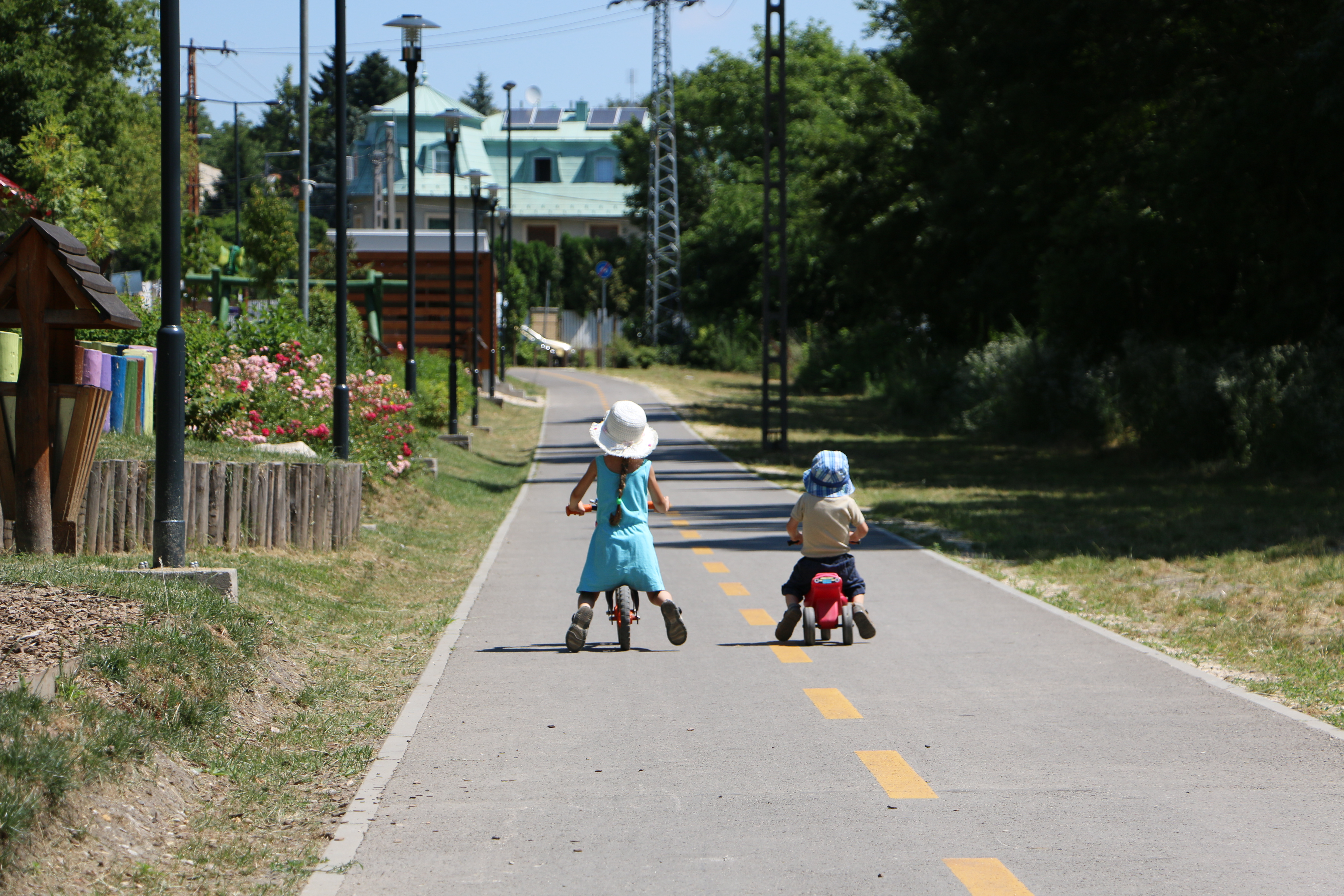
A Hermina úti sportpark menti kiágazó bicikliút Rákosszentmihály és Árpádföld határán

A kerület egységes megjelenése 45 évig váratott magára. 1995 áprilisában a képviselő-testület pályázatot írt ki a kerület egységes földrajzi nevére, valamint ehhez kapcsolódva a kerületi címerre. A „Minek nevezzelek?" pályázatra 162 név-javaslat érkezett. Mindkét pályázatból négyet-négyet szavazásra bocsátottak az önkormányzat újságjában. A névről (mely szavazáson az „Ilona-kertváros”, a „Pestszentmargit”, a „Margitváros” – ez utóbbi kettő arra emlékeztet, hogy a kerületet adó területet IV. Béla király a nyulak-szigeti apácáknak adományozta, ami közel háromszáz évig az övék is maradt – és a „Szilas-kertváros” elnevezések közül lehetett választani) végül döntés nem született sem ekkor, sem következő év októberében, amikor egy újabb kiírást kezdeményeztek. Az 1990-es évek végétől azonban egyre gyakrabban jelenik meg egy egységesen használt kerület-megnevezés, a Kertváros. A kerületi címer és zászló tervezője Bodrog Levente Budakeszi illetőségű villamosmérnök volt. A címer és zászló nyilvános bemutatása 1996. augusztus 19-én történt, másnapi felszentelését dr. György Attila, a Sashalmi Katolikus Egyházközség plébánosa végezte a 929. sz. Szent Mihály Cserkészcsapat közreműködésével, megáldását pedig Pánczél Tivadar, a Rákosszentmihály-Sashalmi Református Egyházközség tiszteletese. A kerület címerének zöld mezejében – ami a természeti kincseket, a ligetes erdőket, virágos réteket, köztereket és a gondozott kerteket szimbolizálja – két, hullámos ezüst pólya – ezek a terület szabad vizeire utalnak – között ötágú arany korona lebeg. A címerpajzsot ágkoszorú fonja körül: egy tölgyág öt makkal és egy „rózsaág” öt szimbolizált levéllel (botanikailag nem hű, mivel az szárnyasan összetett) és rózsavirággal – ez utóbbit két tövis egészíti ki – az öt kerületrész összetartozását, kül- és kertvárosias jellegét jelképezik. A zászló színei a zöld és az arany.
1997-től az addigra intenzív horgászvízzé lett Naplás-tó környezetével egy – 2013-ra 167 hektáros – természetvédelmi terület része, ahol számos természeti érték, tanösvények és kilátó is található. Kiépültek a „Tempo 30-as” (forgalomcsillapított) övezetek, 2011-től folyamatosan zajlott a közterületek akadálymentesítése, az utcák szilárd burkolattal való ellátása és a kerékpáros infrastruktúra fejlesztése. 2021 decemberétől a kerület elindította erdőtelepítési programját a Pilisi Parkerdő Zrt. szakmai irányításával.

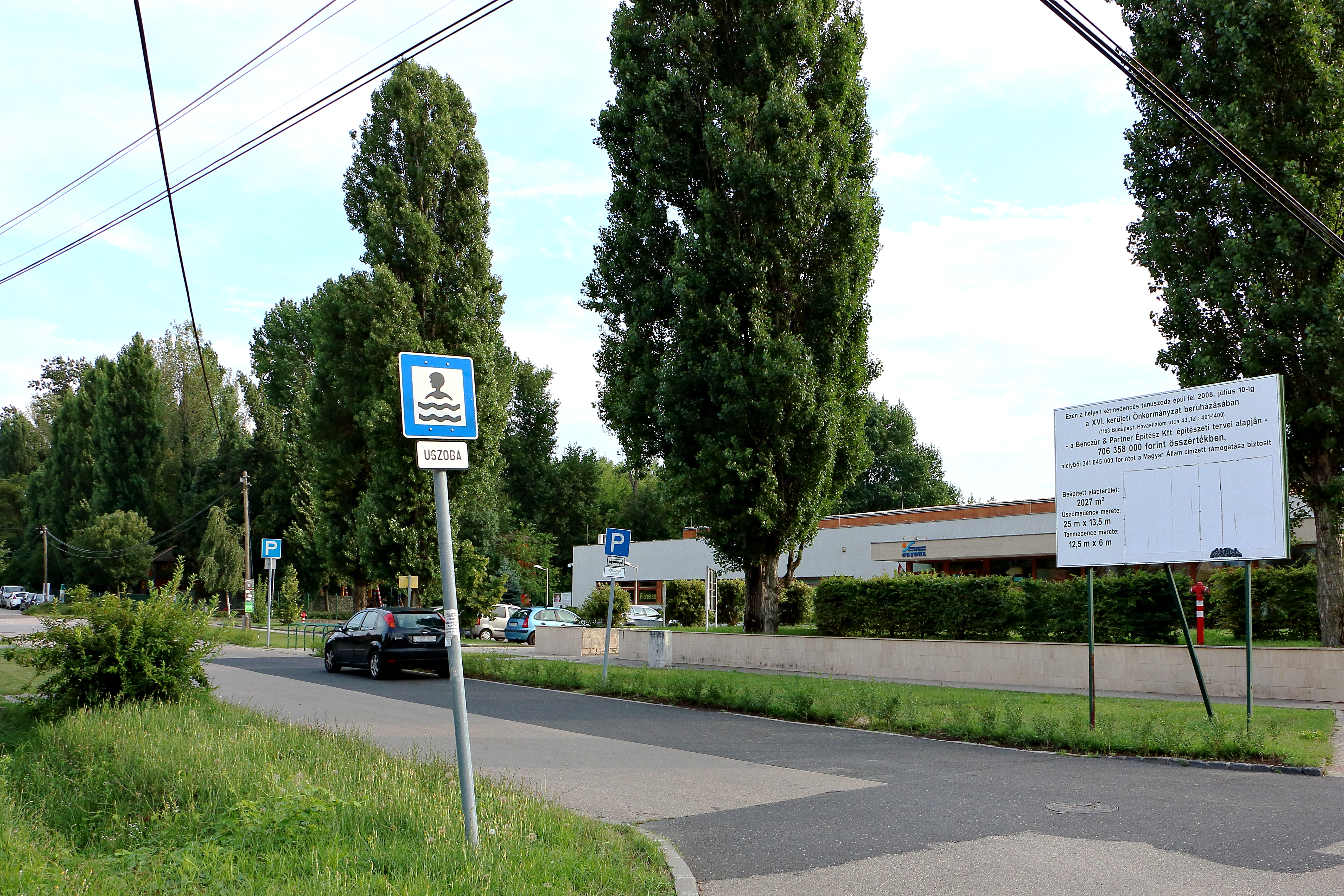
Szentmihályi Konrád Ferenc Uszoda 2019-ben

A 2000-es években a kerületben két uszoda is épült. A Kertvárosi Sportlétesítményeket Üzemeltető Kft.-t Budapest Főváros XVI. kerületi Önkormányzata 2006. december 13-án alapította az alapító Önkormányzat tulajdonában álló, de a társaság üzemeltetésében lévő Erzsébetligeti Uszodára és Rákosszentmihályi Uszodára kiterjedő teljes körű sportlétesítmény-üzemeltetői tevékenység ellátása, mely 2008 közepétől 2012-ig még a Keringő utcai sporttelep, 2010 tavaszától 2017-ig pedig az Ikarus sportpálya futófolyosó-öltözőépület működtetésével is kiegészült. 
Az Erzsébet-ligetben már volt egy 1902. július 16-án megnyílt strandfürdő (előbb Mátyásföld, majd 1954-től a II. Rákóczi Ferenc Katonai Középiskola, 1957 után az Ikarus Munkás Szabadidőközpont üzemeltette; 1972-ben pedig a szovjet Déli Hadseregcsoport emelt új fedett épületet két szabadtéri medencével, ami a szovjet polgárok rendelkezésére állt), 1990-től azonban a terület állapota fokozatosan leromlott. A korábbi fürdő helyén a 2005. januárjában indult liget rehabilitációs program keretében épült egy teljesen új, modern (a napelemes fűtésrendszer mellett az akkor Magyarország legnagyobb fesztávolságú – harminc méteres –, ragasztott fából készült tetőszerkezete tette különlegessé), de a villanegyeddel is harmonizáló épület, ami a kerület első saját uszodájaként 2008. január 25-én nyithatta meg kapuját. Négy évvel később (kültéri) stranddal bővült, majd a továbbiakban csúszdákkal és további két medencével is kiegészítették. Az intézmény 2019. április 30-án vette fel vezetője, Rátonyi Gábor nevét halálát követően. 
A sokáig csak Szentmihályi Uszodaként emlegetett másik létesítményt csupán fél évvel az előbbi után, 2008. július 10-én nyitották meg, ezzel a fővárosban egyedüliként a kerületnek már két önkormányzati uszodája is lett. Ennél 2003-ban került sor a meghívásos tervpályázat kiírására és 2017. október 28-án vette fel Konrád Ferenc, a Rákosszentmihályon élt olimpiai bajnok vízilabdázó nevét, aki haláláig sokszor megfordult ott, mint a Szent-Györgyi Albert Általános Iskola által szervezett úszóversenyek díszvendége. A 25 m-es úszómedence mellett tanmedencével is rendelkező uszoda 2023. január 28-án hajnalban kigyulladt és az uszodatér mellett (ahol feltehetően a szaunában keletkezett a tűz) a teljes tetőszerkezet is kiégett.

## Politika

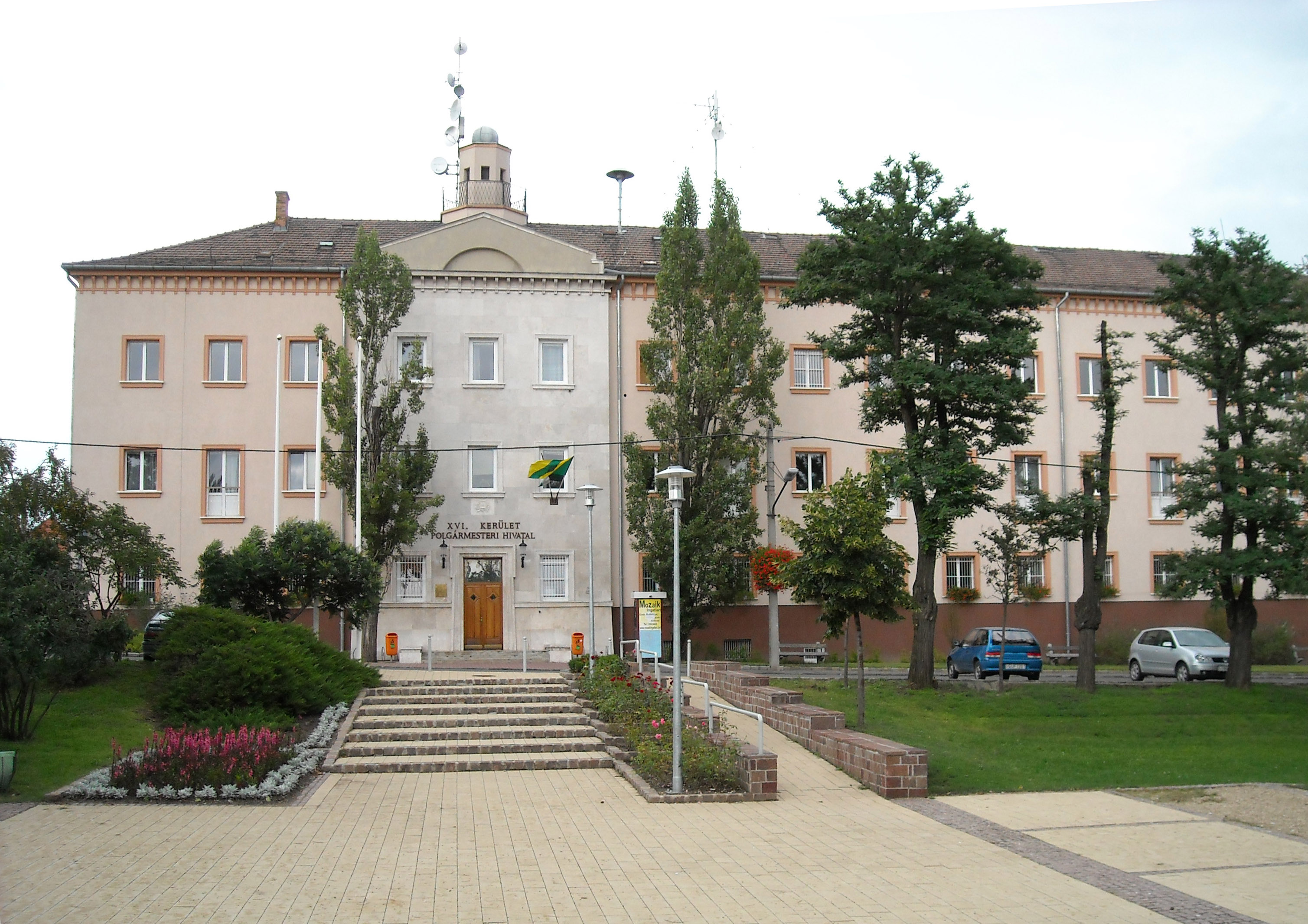
A XVI. kerületi önkormányzat épülete Sashalmon

### Polgármesterek
| Név                    | Jelölő szervezet(ek)                               | Terminus  | Megjegyzés / Források             |
| ---------------------- | -------------------------------------------------- | --------- | --------------------------------- |
| Fekete Gábor           | Fidesz                                             | 1990–1994 | Az 1990-es választási eredmények: |
| Kovács Attila          | MDF-KDNP-FKgP-MIÉP                                 | 1994–1998 | Az 1994-es választási eredmények: |
| dr. Szabó Lajos Mátyás | MSZP-SZDSZ                                         | 1998–2006 | Az 1998-as választási eredmények: |
| dr. Szabó Lajos Mátyás | MSZP                                               | 1998–2006 | A 2002-es választási eredmények:  |
| Kovács Péter           | Fidesz-MDF-MIÉP-VP                                 | 2006–     | A 2006-os választási eredmények:  |
| Kovács Péter           | Fidesz-KDNP                                        | 2006–     | A 2010-es választási eredmények:  |
| Kovács Péter           | Fidesz-KDNP                                        | 2006–     | A 2014-es választási eredmények:  |
| Kovács Péter           | Fidesz-KDNP                                        | 2006–     | A 2019-es választási eredmények:  |
| Kovács Péter           | Fidesz-KDNP-Magyar Vállalkozók és Munkaadók Pártja | 2006–     | A 2024-es választási eredmények:  |

### A 2024-es önkormányzati választás eredménye
- A polgármester-választás eredménye[46]

| Jelölt neve       | Jelölő szervezet(ek) | Jelölő szervezet(ek)                            | Szavazatok száma | Szavazatok aránya |
| ----------------- | -------------------- | ----------------------------------------------- | ---------------- | ----------------- |
| Kovács Péter      |                      | Fidesz – KDNP                                   | 21 527           | 56,07%            |
| Csizmazia Ferenc  |                      | DK – Momentum – MSZP – LMP – Zöldek – Párbeszéd | 13 615           | 35,46%            |
| Schaffer Viktor   |                      | XVI. Kerületi Közösségi Egyesület               | 1705             | 4,44%             |
| Dr. Zsidró László |                      | Mi Hazánk                                       | 1547             | 4,03%             |
| Összesen          |                      |                                                 | 38 394           | 100%              |

- A képviselőtestület-választás eredménye[47]

| Párt | Párt                                            | Mandátumok | Képviselő-testület | Képviselő-testület | Képviselő-testület | Képviselő-testület | Képviselő-testület | Képviselő-testület | Képviselő-testület | Képviselő-testület | Képviselő-testület | Képviselő-testület | Képviselő-testület | Képviselő-testület | Képviselő-testület |
| ---- | ----------------------------------------------- | ---------- | ------------------ | ------------------ | ------------------ | ------------------ | ------------------ | ------------------ | ------------------ | ------------------ | ------------------ | ------------------ | ------------------ | ------------------ | ------------------ |
|      | Fidesz – KDNP                                   | 12         | P                  |                    |                    |                    |                    |                    |                    |                    |                    |                    |                    |                    |                    |
|      | DK – Momentum – MSZP – LMP – Zöldek – Párbeszéd | 4          |                    |                    |                    |                    |                    |                    |                    |                    |                    |                    |                    |                    |                    |
|      | XVI. Kerületi Közösségi Egyesület               | 1          |                    |                    |                    |                    |                    |                    |                    |                    |                    |                    |                    |                    |                    |
|      | Mi Hazánk                                       | 1          |                    |                    |                    |                    |                    |                    |                    |                    |                    |                    |                    |                    |                    |

## Népesség
A XVI. kerület lakónépessége 2022. október 1-jén 73 270 fő volt, ami Budapest össznépességének 4,4%-át tette ki. A 2011-es népszámlálás óta 2090 fővel nőtt a kerület lakosság száma. Ebben az évben az egy km²-re jutó lakók száma, átlagosan 2187 ember volt. A XVI. kerület népesség korösszetétele igen kedvezőtlen. 2022-ben a kerület lakónépességének a 15%-a 14 évnél fiatalabb, míg a 65 éven felülieké 22% volt. 2021-ben a férfiaknál 76,2, a nőknél 81 év volt a születéskor várható átlagos élettartam. A legmagasabb befejezett iskolai végzettség szerint a diplomával rendelkezők élnek a legtöbben a kerületben 23 443 fő, utánuk következő nagy csoport az érettségi végzettséggel rendelkezők 23 410 fővel. 2022-ben a 6 évnél idősebb népesség 89,4%-nál volt internet elérési lehetősége. A népszámlálás adatai alapján a kerület lakónépességének 13,7%-a, mintegy 10 061 személy vallotta magát valamely kisebbséghez tartozónak. A kisebbségek közül német, kínai és vietnámi nemzetiségűnek vallották magukat a legtöbben.
A 19. század utolsó harmadától a XVI. kerület lakosságszáma, előbb lassan, majd dinamikusan növekedett, egészen 1980-ig. A 80-as években visszaesett a kerület lakosságszáma, azonban a 90-es évektől egészen napjainkig nagyon lassú növekedés indult meg. A legtöbben 2022-ben éltek a kerületben 73 270 fő.
A 2022-es népszámlálási adatok szerint a magukat vallási közösséghez tartozónak valló XVI. kerületiek túlnyomó többsége római katolikusnak tartja magát. Emellett jelentős egyház a kerületben, még a református.

## Gazdaság
XVI. kerületi székhellyel rendelkező legnagyobb 20 vállalat nettó árbevétel alapján.
| Rangsor | Vállalat               | Nettó árbevétel (Mrd Ft) 2021 | Alkalmazottak | Főtevékenység                                                               |
| ------- | ---------------------- | ----------------------------- | ------------- | --------------------------------------------------------------------------- |
| 1       | DIGI-X Zrt.            | 11,9                          | 19            | Lakó- és nem lakó épület építése                                            |
| 2       | PENOGRAIN Kft.         | 11,7                          | 12            | Mezőgazdasági gép, berendezés nagykereskedelem                              |
| 3       | Soós és Társa Zrt.     | 6,4                           | 63            | Vegyestermékkörű nagykereskedelem                                           |
| 4       | Péter Építő Kft.       | 6                             | 70            | Lakó- és nem lakó épület építése                                            |
| 5       | BÁSTYA Millenium Zrt.  | 5,5                           | 74            | Lakó- és nem lakó épület építése                                            |
| 6       | Inter Menü Kft.        | 5,5                           | 65            | Postai, futárpostai tevékenység                                             |
| 7       | Olimpia Kerékpár Kft.  | 4,4                           | 14            | Kerékpár gyártása                                                           |
| 8       | ELAS Kft.              | 4,3                           | 37            | Elektronikus, híradás-technikai berendezés, és alkatrészei nagykereskedelem |
| 9       | Pallet Solution Kft.   | 4,2                           | 6             | Fa-, építési anyag ügynöki nagykereskedelem                                 |
| 10      | Solar&Solar Kft.       | 4,1                           | 15            | Napelem nagykereskedelem                                                    |
| 11      | Optimal Flotta Kft.    | 3,5                           | 1             | Személygépjármű kölcsönzés                                                  |
| 12      | Endo-Plus-Service Kft. | 3,5                           | 20            | Orvosi eszköz gyártása                                                      |
| 13      | NEDA-BAU Kft.          | 3,4                           | 26            | Fa-, építőanyag-, szaniteráru-nagykereskedelem                              |
| 14      | KATEX Kft.             | 2,9                           | 48            | Ruházat, lábbeli nagykereskedelem                                           |
| 15      | CATV-HUNGÁRIA Kft.     | 2,9                           | 34            | Elektromos, híradás-technikai célú közmű építése                            |
| 16      | VECTRA-LINE Plus Kft.  | 2,8                           | 24            | Egyéb háztartási cikk nagykereskedelem                                      |
| 17      | HULLÁM-PACK Kft.       | 2,8                           | 42            | Papír csomagolóeszköz gyártása                                              |
| 18      | Job HR Kft.            | 2,7                           | 617           | Munkaerőkölcsönzés                                                          |
| 19      | Pagát Gold Zrt.        | 2,6                           | 39            | Egyéb gép, berendezés nagykereskedelem                                      |
| 20      | EXITY Kft.             | 2,6                           | 5             | Ruházat, lábbeli nagykereskedelem                                           |

## Közlekedés
A Veres Péter út a 3. sz. főút budapesti bevezető szakasza. A H8-as és H9-es HÉV kapcsolatot teremt az Örs vezér terén a 2-es metróval.
Buszjáratok a kerületben:

 31, 44, 45, 46, 92, 92A, 130, 131, 144, 146, 174, 175, 176E, 231, 244, 276E, 277
2020-ban a XVI. kerület lett az Év körforgalma verseny győztese a mátyásföldi Mátyás király út felújításának részeként elkészült körforgalommal, közönségszavazatok alapján.
2023-ban új szabályozást vezetett be az önkormányzat a kerület közterein (az utak utcák, ahol nem jár busz, illetve nem főútvonalak) a bérelhető mikromobilitási eszközök – elektromos roller – elhelyezéséről és mikromobilitási pontokat (gyűjtőpont) hoztak létre.

### Kerékpárutak

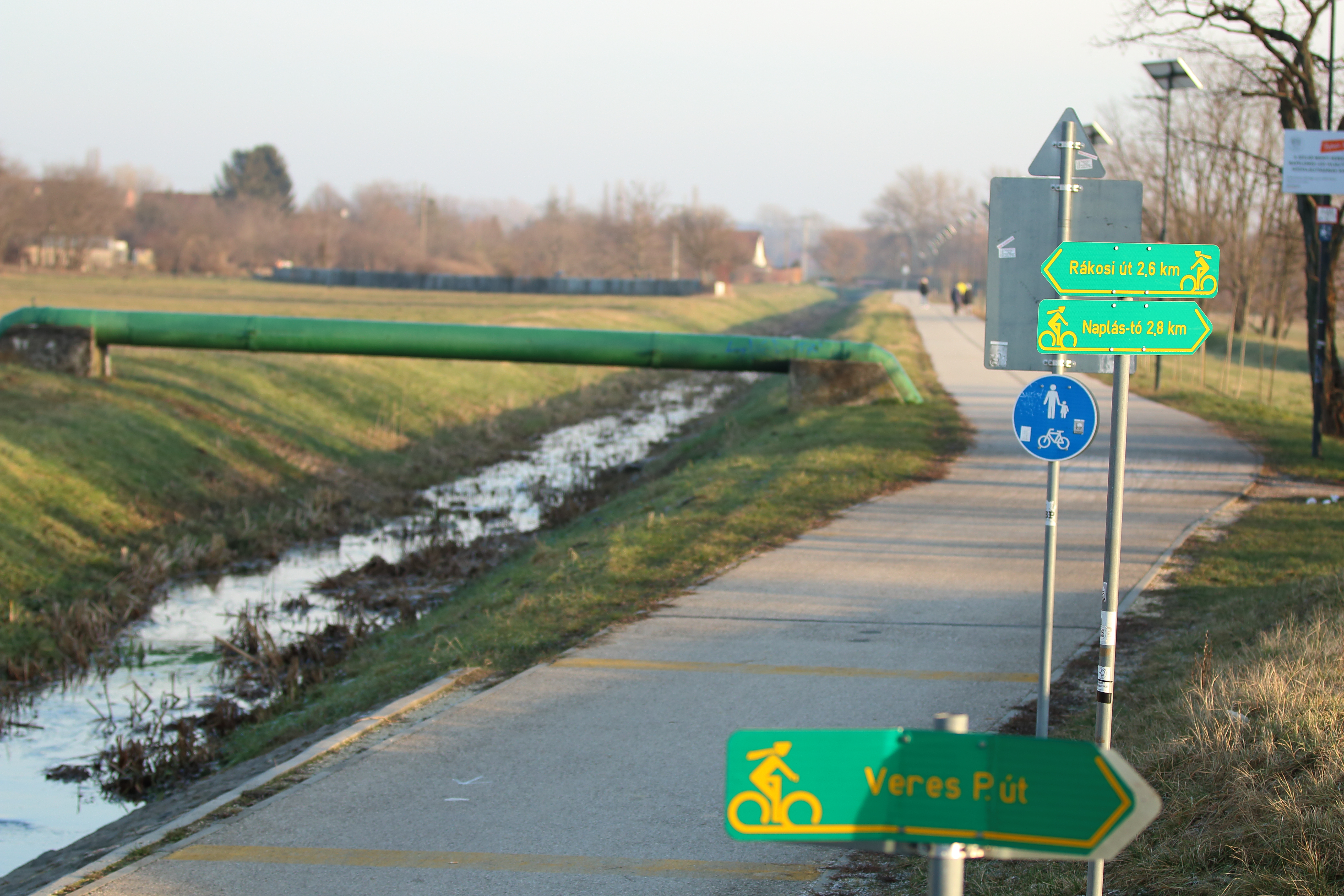
A Szilas-menti kerékpárút a Szilas-patak és a Veres Péter út találkozásánál

A kerület legrégebbi kerékpárútja 1952 óta köti össze a Veress Péter úton keresztül a városrészt az Örs vezér térrel. A 2010-es évektől számos út és útszakasz kapott biciklisávot.
A Szilas-patak menti kerékpárút keresztülszelve a XVI. kerületet köti össze a Veress Péter útra merőlegesen a kerületrészeket a Sarkad és a Béla utcák találkozásától – zárt kerékpárúton a Hermina úttól a Cinkotai útig (Simongát utca), majd – a Naplás-tó mellett a XVII. kerületig, a 2019 óta egybefüggő, kivilágított bicikliúton. Több helyen parkosított pihenők, sport- és játszóterek kerültek kialakításra, mint a Hermina úti vagy a Zúgó-patak menti többhasznosítású parkok, vagy az Újszász utcánál a madárvédelemre fókuszáló (fontosságát és eszközeit bemutató) Fekete Istvánról elnevezett tanösvény.
2019-ben a Kertvárosban a biztonsággal kerékpározható belterületi közút hossza 216, az önálló kétirányú kerékpárút hossza 17 kilométer volt. Először 2016-ban, amikor a tizedszer meghirdetett pályázaton 54 önkormányzat nyerte el, majd 2020-ban a 2019-es évre a „nagyvárosok, vagyis megyeszékhelyek, megyei jogú városok és főváros kerületek” között ötödmagával a XVI. kerület ismét megkapta a Kerékpárosbarát Település címet az Innovációs és Technológiai Minisztériumtól. Az elbíráláskor fontos szempont volt, hogy a kerületben KRESZ park, több kerékpáros pihenő található, önálló kerékpárút visz külterületi munkahelyekre, vannak szervizek, szaküzletek és a kerékpártámaszok száma is folyamatosan nő.

## Nevezetes helyek és intézmények

### Nagyicce
A cinkotai kántor és Mátyás király története úgy a 19. század óta kötődik Cinkotához. Előbb fogadót – mely épületeinek részbeni helyén a 2010-es években autószalon, később autómosó is épült –, majd HÉV-állomást és településrészt neveztek el az anekdota fő motívumáról. Az spanyol közvetítéssel Európába érkező eredetileg arab mese először Kis János 1806-ban megjelentetett Kellemetes időtöltésre való elmés nyájasságok című kötetében olvasható magyar vonatkozással, A Tzinkotai Mester cím alatt. A területről szóló leírásokban hosszú ideig elfogadott tény volt, hogy a fogadó már Mátyás korában is állt. Valójában az arról a 20. századig megtalált első írásos adat 1801-ből származik, a Beniczkyek vagyonfelmérésből. A „Cinkotai nagy itzéhöz” név először 1850-ben Lőwy Áron bérlő szerződésében olvasható, majd 1882-ben a III. katonai felmérés térképén is megjelent. Az akkori bérlő, Ehmann Viktor, felismerve a Kerepes–Gödöllő–Hatvan-felé tartó út potenciálját, megvásárolta (a környékbeli, később felparcellázott mocsaras területeket a tulajdonosoktól és) a Beniczkyektől a fogadót is, amit 1910-ben fia, Béla Viktor vett át. 1912-ben bérlője, Mayer Benedek vendéglős (aki előtte és utána is csalás miatt fogházba került) építtetett új, akkor modern épületet a meghagyott patinás, régi épületegyüttes mellé, kertjének sarkára. Ez utóbbi vendéglő az államosítás előtt az 1920-as évektől kezdődően Hamar Viktor családjáé volt, majd az 1950-es években egészen a rendszerváltás körülig egészségház, tüdőgondozó lett. Egykori hatalmas kerthelyiségének egy részén később autójavító műhely üzemelt, ennek tulajdonosa 1996-ban szerezte meg a sarokházat, ami bár 1994-ben (még a Péterfy Sándor utcai kórház telephelyeként) a Fővárosi Közgyűlés határozatával fővárosi védettséget kapott, végül vitatott körülmények között 2000-ben összedőlt. A régi, a legendára épülő valódi cinkotai Nagy itczét – védettség nélkül – ezt követően, 2010-ben bontották le, egy kis irodának megfelelő részt meghagyva. Címeres tégláiból 2014-ben, az új tulajdonos emelt egy vitrin szerű falat, melybe egy hitelességre törekvő, a KHEK Helytörténeti Gyűjtemény által tervezett történelmi tablót helyeztetett a hajdani fogadóról.

### A mátyásföldi villanegyed és az Erzsébet-liget

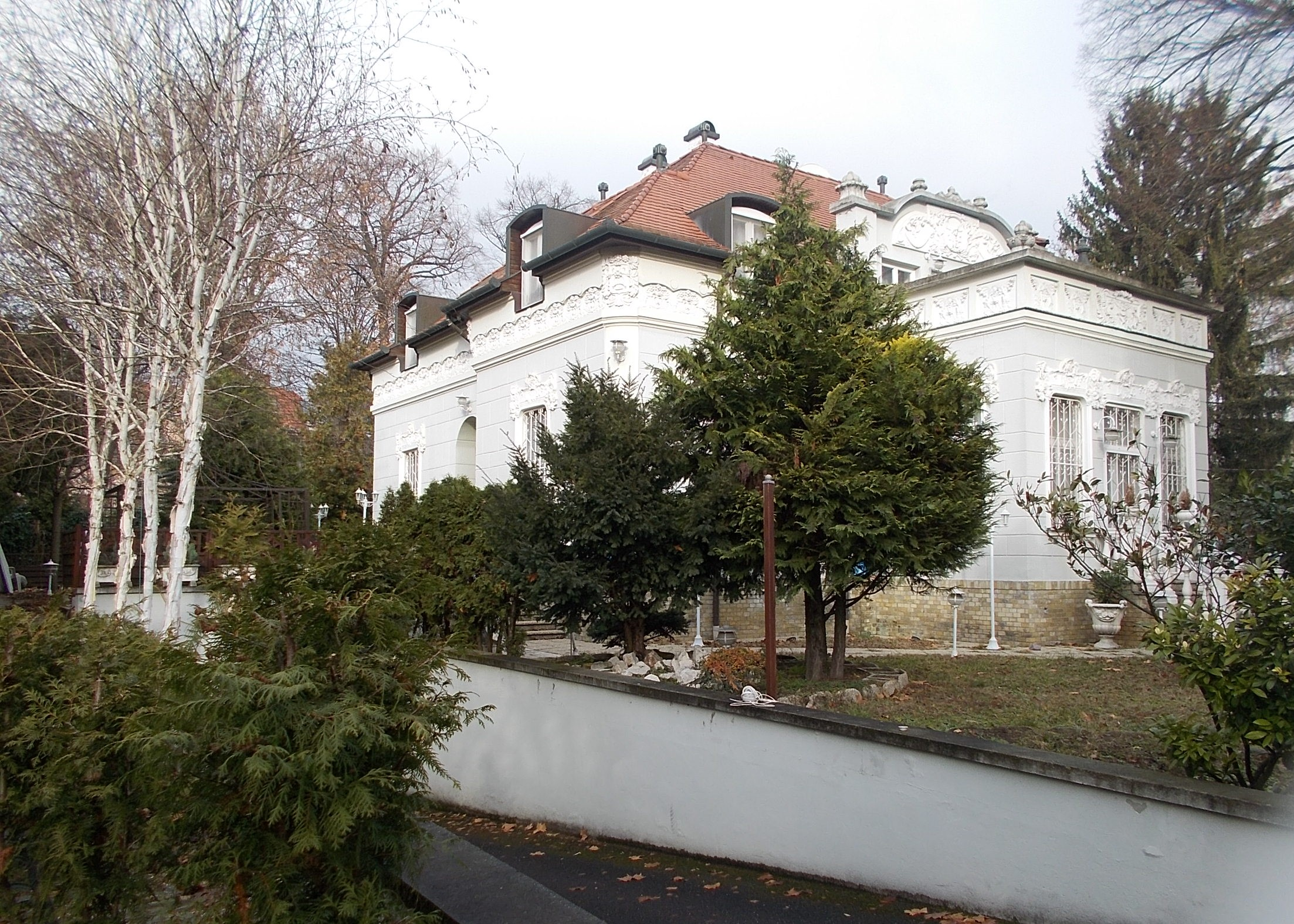
Lakóvilla a Szilágyi Mihály és Pilóta utcák sarkán (védett épület)

Mátyásföld villanegyedét a – Kunkel Imre és Paulheim József által vezetett – Mátyásföldi Nyaralótulajdonosok Egyesülete fokozatosan vette meg és alakította ki, a cinkotai Beniczky Gábor-féle vadászterületen, a Kerepesi úttól délre eső rész felparcellázását követően, 1887-től. Jellemzően nagy telkeken, széles utakkal, közművekkel. E területek tulajdonosai a századforduló eklektikus stílusában és erdélyi stílusjegyek, vagy a szecesszió magas fokú alkalmazásával építtették fel épületeiket. Az 1950-es évek után kiépült Jókai utcai lakótelep jelentős része a mátyásföldi villaterület egy részén épült meg.
Az Erzsébet-liget a mátyásföldi nyaralótulajdonos Szurmay Sándornak köszönheti létezését – ő érte el, hogy területét ne parcellázzák föl –, ezért 2008-ban a ligetet hosszában átszelő vadgesztenyesorral övezett utat róla nevezték el. 1891-ben vásárolta meg a parkerdő ma Erzsébet-ligetnek nevezett részét Mátyásföldi Nyaralótulajdonosok Egyesülete, melyben akkor még csupán egy favázas, emeletes nagyvendéglő állt, a későbbi Corvin Mátyás műszaki középiskola és gimnázium. A 20. század második felében, majd a liget jelentős változáson ment keresztül. Az 1956-os forradalom leverése után Mátyásföldön, a ligettől nem messze elhelyezkedő repülőtér és a MÁG területén berendezkedett szovjet hadsereg laktanyája lett. 1991-ben távoztak a csapatok, ami után 2004-ben az önkormányzat tervpályázatot írt ki egy uszodaépítés megvalósításához, melynek nyertese, Koczor György, Ybl Miklós-díjas építész elkészíthette az építési engedélytervet. Ez alapján készült el 2008-ig az új uszodaépület az egykori romos fürdő helyén, mely átadását követően fél évvel a kerület Rákosszentmihály városrészén is megépült egy újabb uszoda. Itt kapott helyet a Corvin Művelődési Ház és Erzsébetligeti Színház (a hajdani színházépület és a mellette, már lévő romos állapotú egykori szovjet katonai étterem egybeépítésével), a Budapesti Gazdasági Egyetem Külkereskedelmi Főiskolai Kara a volt II. Rákóczi Ferenc Katonai Középiskola épületében (ami 1953–1956 között, majd a Déli Hadseregcsoport bevonulásával a szovjet csapatok főhadiszállása volt), az 1956-os Alapítvány Bajtársak Otthona (mely az Erzsébet-liget Újszász utcai oldalán épült fel az 1956-os forradalomban meghurcoltaknak és idős leszármazottaik részére) és megújultak az 1950-es évek során felépített lakóépületek, a leromlott állapotú teniszklub (a Mátyásföldi Lawn Tennis Club – MLTC) és környezete, a volt Tiszti Kaszinó felújított épületeiben pedig 2017-ben a kerületi vívó és birkózó sportegyesületek számára edző- és versenyterem, illetve étterem és rendezvényház nyílt.

### A Caprera-patak és vidéke

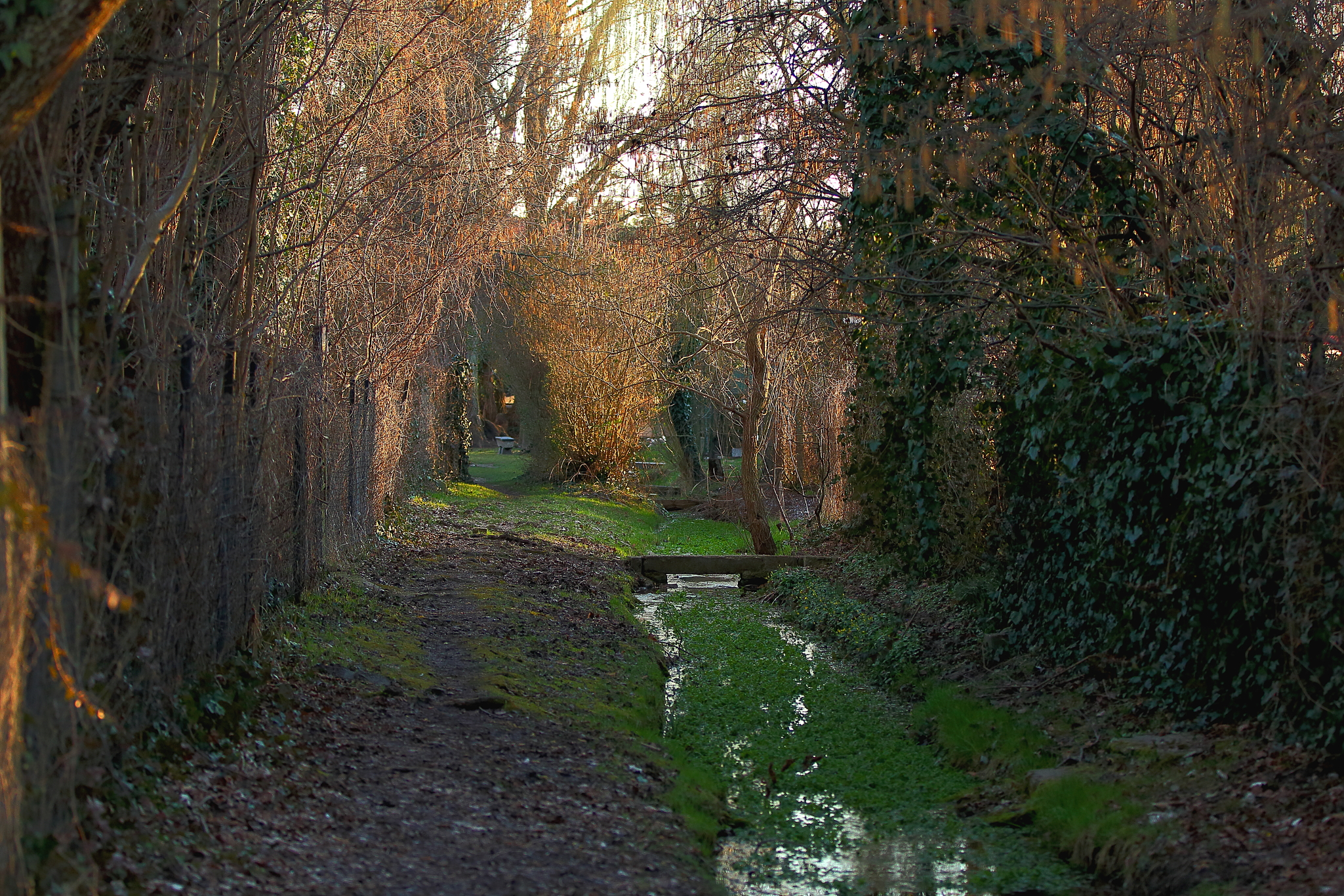
A Caprera-patak felső szakasza 2020 márciusában

A Caprera-patak Cinkotán ered és torkollik a Szilas-patakba, aminek egyik mellékága. Az alig két kilométeres vízfolyáson két fürdőhely is működött a 19–20. században, környezetében pedig több bánya is üzemelt. A kerület az egyik legjelentősebb vízfolyásaként tartja számon, de a városrész és hajdani település 21. századig kialakult arculatának is meghatározó formálója volt. A patak felső, észak-déli irányú, lankás lejtésű szakasza mentén, a régebben még szőlőföldekként művelt dombsorok alatt a 19. században még sok felszálló forrás volt, de a jobbágyfelszabadítás után földhöz jutó cinkotai gazdák betömték azokat, hogy a területet művelés alá vonják. Így akkortól ezek a források egymástól nem nagy távolságban a patakárokban buzogtak fel. A területen az 1890-es években geológiai megfigyelést végző Schmidt Sándor a gyep által takart további forrásokat is megfigyelt a vízfolyás középső szakasza körül is. A patak fő forrását 1928-ban vasbetonnal kerítették körbe. A 21. században Budapest legtisztább vizű vízfolyásainak egyike, azonban 2019-es adat szerint forrása is jelentős mennyiségű nitrátot tartalmaz, így emberi fogyasztásra alkalmatlan. Teljes szakaszán megfigyelhetők indikátorfajok, melyek csak a tisztább vízfolyásokban fordulnak elő. A patak nyitott medrét végig gazdag fás- és lágyszárú vegetáció kíséri, amely búvó, fészkelő és táplálkozó helyet biztosít az állatok számára. Több védett állatfaj is él itt – rovarok (kis szarvasbogár, fecskefarkú lepke), hüllők (gyíkfajok), kétéltűek (több békafaj), emlősök (denevérfajok, keleti sün). Gyakoriak környezetében az énekesmadarak (verébalakúak, csuszka, vörösbegy, széncinege, kékcinege, fakopáncsok, zöldike).
Csömörhöz közeli forrásvidékétől lefele haladva a patak pár száz méter után két hajdani kavics- és homokbánya területe között enyhe kanyarral folyik át 1900 óta a csömöri HÉV sínje – ami mellett innentől egészen a Szilas-pataki torkolatáig halad – alatt, mielőtt elérné a Caprera teret. A két bánya közül a kevésbé ismert a folyásirány szerinti bal parton található hajdani „feltárás”. Schmidt Sándor 1893-as, Czinkota geologiai viszonyairól című cikkében úgy írta le, hogy az akkori cinkotai szőlőkhöz (erre épült, terjeszkedett ki később Cinkota Újtelep városrésze) vezető gyalogút mentén keletre esett. A 17. század óta a területet birtokló Beniczkyek az addigra már teljesen kifejtett kemény konglomerátumos kvarc-homokkőpadok kőzetét több épület és építmény (például a Caprera-fürdő medencéjének kőfalazata és a Szerb Antal Gimnázium kertjében található Beniczky Lea-emlékhely) építésekor is felhasználták. Kitermelésével a 20. századra felhagytak.
A patak jobb partján, az attól délnyugatra található dombtetőn az 1890-es évek körül nyitott kavicsbányát Beniczky Gábor nagybirtokos. Később, egy az 1950-es években átkeresztelt utcáról kapta a Csobaj utcai bánya megnevezését (ami a század végére Csobaj-bányára rövidült). Államosítását követően egészen az 1970-es évek második feléig a helyi Aranykalász termelőszövetkezet bányásztatott belőle sódert, agyagot és homokot. Ezután a tanács bérbe adta az Aszfaltútépítő Vállalatnak és a Szilas menti Termelőszövetkezetnek, amik építési hulladékot, törmeléket hordtak addigi medrébe, miközben Árpádföld felé folytatták a bányászati tevékenységet, amely terület már az 1700-as években is emberi használat alatt állt (szántó, legelő, a környékén szőlő volt). Ez utóbbi, addigra már szintén felhagyott fejtésben 1987-ben forgatta a Gyöngyössy Imre, Kabay Barna rendezőpáros a ZDF televíziós társaság, a Satellit Film GmbH és a Mahir koprodukciójában készült Cirkusz a holdon című játékfilm cirkuszi jeleneteit, 1993-ban 2000 nézős roncsderbit rendeztek a homokbuckák között (amit környezetvédelmi okokból 1994-től másik sóderbányába szerveztek), 1998-ban pedig az Ámokfutók kliphelyszíne is volt. A rendszerváltás után a Csobaj utca menti korábbi feltöltés az önkormányzatnál maradt, míg az aktívként számontartott bányameder kárpótlási jegyekkel 270 ember tulajdonába került, de bányaként a Bányakapitányság fennhatósága alá tartozott, az üzemeltetési jog jogutódja pedig a jogát tovább adta egy vállalatnak. Ez már 1999-ben sitt-lerakóként kívánta hasznosítani a még mindig hatalmas kiterjedésű külszíni bánya medrét. A hely időközben a környékbeliek kedvelt kirándulóhelye lett, a területen pedig jelentős számúra nőtt a már az 1950-es évektől megfigyelt, évről évre itt fészkelő gyurgyalag és partifecske populáció. A költő madarak jelenléte a 2000-es években évekig visszatartotta a jelentősebb átalakításokat. Bár az önkormányzat és a bányakapitányság is a pihenőhellyé alakítását támogatta, hivatalos indokok szerint a bánya egy részének feltöltése feltétlenül szükségessé vált, hogy elhárítsák például a meredek falak, szakadékok miatti balesetveszélyt. Ezzel azonban további problémák is felmerültek. A kerületi önkormányzat környezetvédelmi bizottsága tartott a környezet és a felszín alatti vizek szennyeződésétől és hogy a nehéz gépjárművek, teherautók útvonala mennyire zavarja majd a lakosságot. 2002-ben kapta meg a vállalkozás az engedélyeket, amikor is elkezdték feltölteni a bányatavakat (a Bíztató utca felőli tavat az omlásveszélyre hivatkozva teljes egészében be is temették), de 2008-ig nem változott érdemben a terület. Az önkormányzati tulajdonban levő 1980-as évekre feltöltött hajdani (Beniczky Gábor által nyittatott) bánya fejlesztési iránya a 2008-as szabályozási terv szerint – a szomszédos telek tulajdonosaival együttműködésben és annak hasznosításának függvényében önállóan vagy együtt – a Havashalom parkhoz hasonló közpark létrehozása volt, amellyel kapcsolatban 2020 végén, 2021 elején megindultak a felmérések és egy állami támogatással tervezett Kertvárosi Idősek Otthona és Közösségi Központ is felépülhet a területen. 2008-tól a magán tulajdonú bányamedret – elsősorban a 4-es metró munkálataiból származó földdel – jelentős mértékben feltöltötték. 2018-ban előbb abbahagyták a rekultivációt, amikoris nagyrészt egy kft. tulajdonába került a terület, majd egy újabb tulajdonosváltást követően ismét kérvényezték a feltöltést ingatlanépítési célzattal. Eközben a 2010-es években közvetlen környezete is teljesen beépült (a korábbi mezőgazdasági területen a Honfoglalás lakópark, illetve annak részeként a Csabaliget, és a Lucernás utcai ingatlanokkal). 2018-ban a kerület építési szabályozását alátámasztó javaslatban a cinkotai bányató és környezete 25 hektáros összterületével a Kertváros legnagyobb egybefüggő beépítetlen területeként szerepelt. Az önkormányzat határozata alapján 2020-ban a magánterület nagy kiterjedésű rekreációs és szabadidős (K-Rek/XVI/1), míg az önkormányzati rész előbbihez kapcsolódó kisebb fele ugyanilyen, nagyobb része pedig nagy területű, változatos funkciókat magába foglaló közpark (Zkp/XVI/1) területfelhasználási kategóriába tartozik. A bányató a 2018-as dokumentumban a Naplás-tó mellett a kerület legjelentősebb felszíni állóvizeként szerepel. A különleges rekreációs terület területfelhasználási egységként a javaslat szerint „a felhagyott bánya területe kiváló zöldfelületi, szabadtéri sportolási lehetőséget biztosíthat a környéken élők számára”. A XVI. kerület utolsóként bezárt bányája volt.

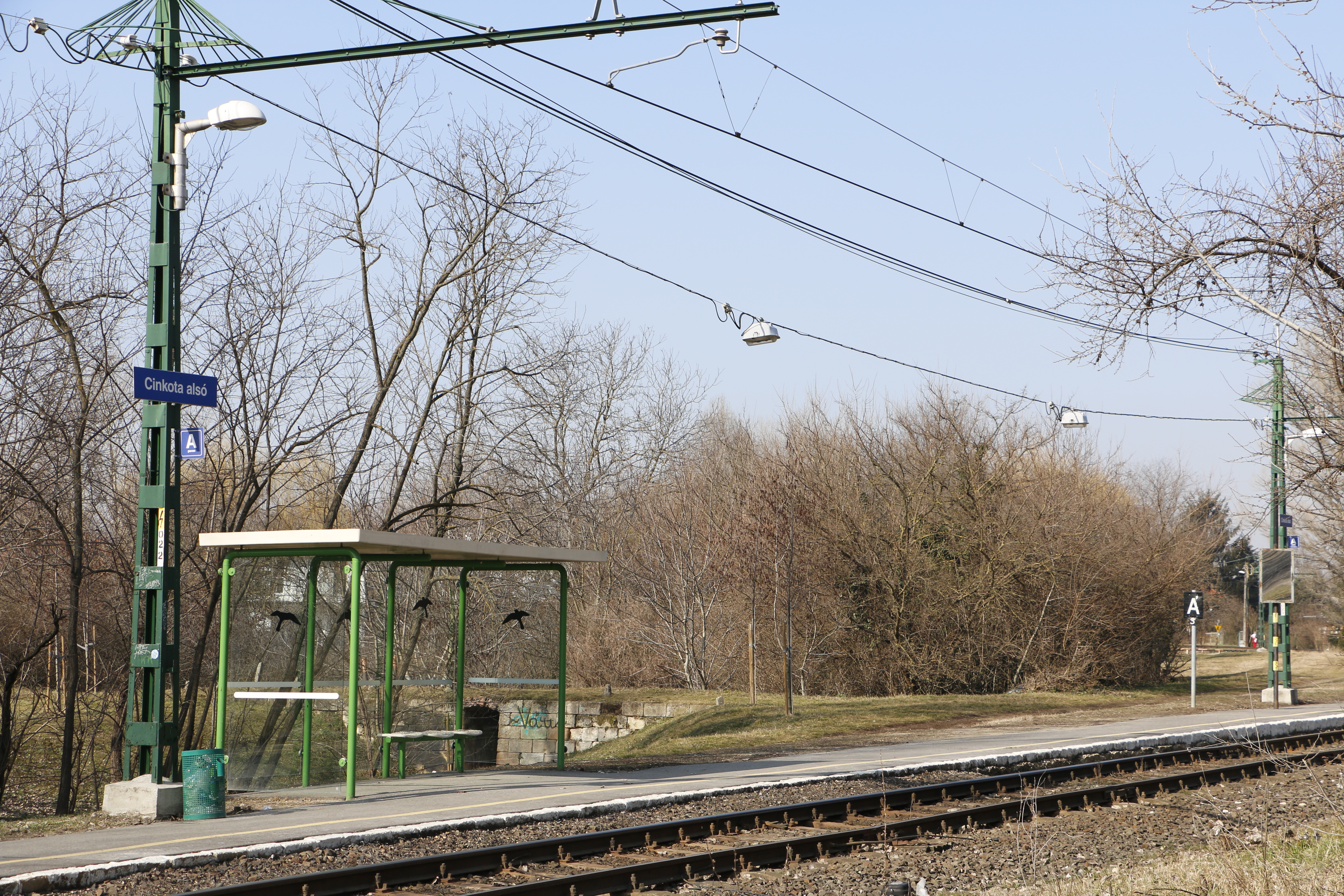
A 19. században épült Caprera-fürdő a HÉV-megállóhellyel 2021-ben

A Caprera-patak mentén tovább haladva fedezhető fel a még a 19. században épült Caprera-fürdő bozótos medre. Később erről kapta a forrás (és patakja), az azóta átnevezett HÉV-megállóhely, illetve egy tér és utca is a nevét. Építtetője a helyi nagybirtokos, Beniczky Gábor volt. 1908 nyarán özv. Beniczky Gáborné született Batthyány Ilona grófnő védnöksége alatt egy sportklub is létesült «Capréra» Ifjusági-kör néven, ami versenyeket, táncestélyeket is rendezett. Jelentőségét azonban az 1920-as évekre elvesztette. 1929 májusában Caprera-tóként említi a helyi hetilap, mivel az esőzések annyira megduzzasztották, hogy megnyitották a zsilipjét a környék védelmében, így azonban a lezúduló víztömeg jelentős kárt tett a lejjebbi új strandfüdőben. Későbbi térképen területe Fürdő malom néven szerepel. A mellette található teret 1974-ben nevezték el a fürdőről, amit a 21. századra teljesen benőttek a növények, fénykorára csupán a duzzasztógát graffitis kövei emlékeztetnek.

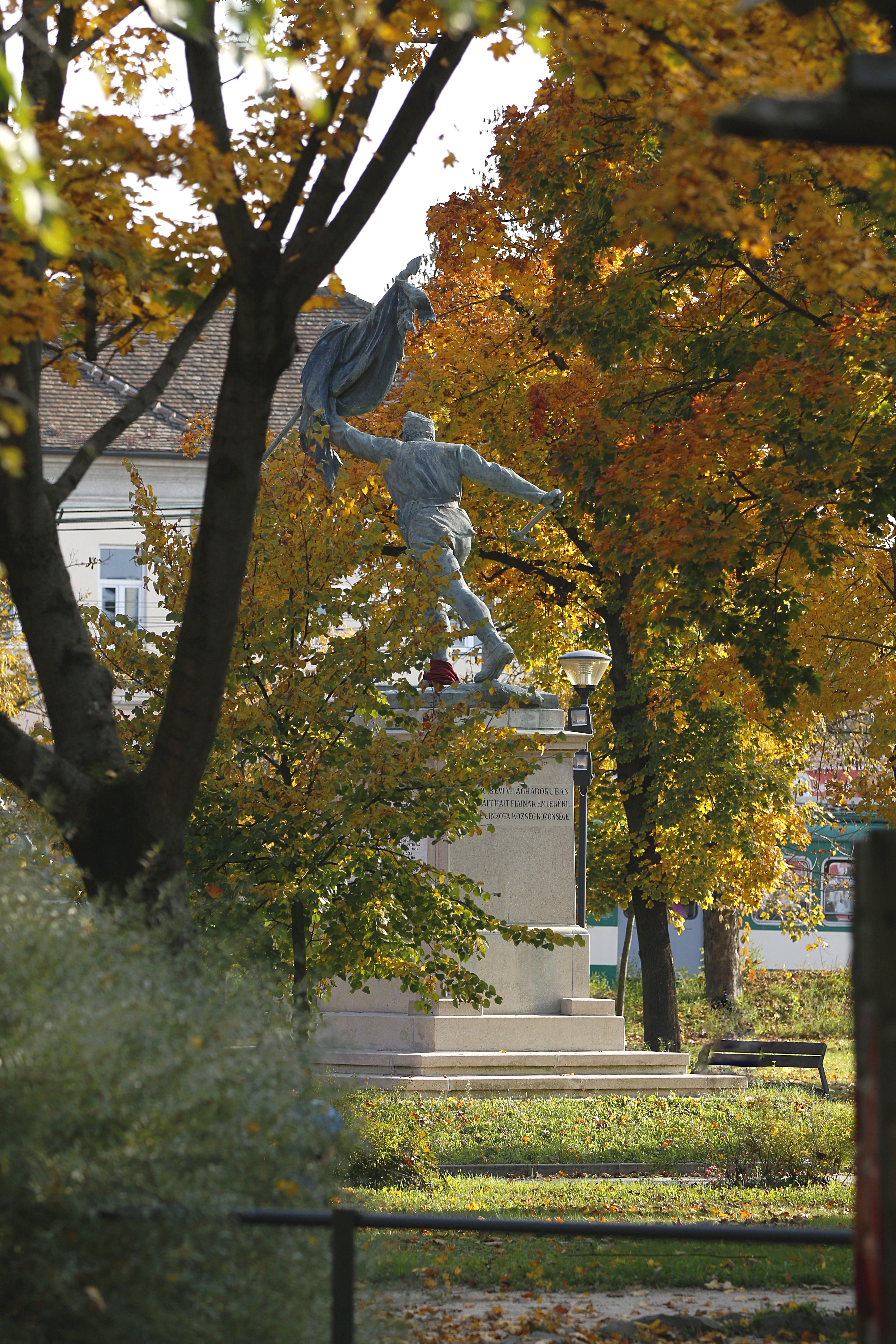
Az Állomás tér a hősi emlékművel a Locsoló utca felől

1928-ban egy új, a kor igényeinek megfelelő modern strandfürdő épült Cinkota Budapesti Helyiérdekű vasútállomásának közvetlen közelében, mely még az év júliusában meg is nyitotta kapuit. Az azt működtető Cinkotai Strandfürdő Egyesület (amit a község hozott létre, mivel a terület megszerzésére megkapták ugyan a miniszteri jóváhagyást, a vármegye azonban nem engedélyezte az építkezést a költségvetésben, így az elöljáróság kezdeményezésére kizárólag helyi adófizetőkből érdekeltséget alakítottak a tó és környezetének bérbevételére) vendéglőt is nyitott. Az 5000 négyszögméteres vízmedence – melyben vízipóló és szabályos 100 méteres úszópálya is helyet kapott – homokos partján az akkor legmodernebb tornaeszközök is megtalálhatóak voltak. A tó a 19. században lóúsztató volt és a mellette fekvő libalegelő terület után libás tónak is nevezték, míg telente jégtermelésre hasznosították – ekkor még a patak forrása táplálta. Próbálták vizét a szomszédos területekre is kiterjeszteni, de azt az altalaj elvezette. A medence 1928-as kiépítésekor méretét – részben a jégtermelés megnövelése, részben tűzivíz-tározó kialakítása végett – minimum 1500 négyszögöl felületűnek határozták meg. 1931 májusában tisztításakor kubikosok 2 bővizű forrást fedeztek fel a nyugati oldalán. Így később e rétegvizet hasznosítva két fúrt kút (mely artézi kutak átlagos mélysége 100 m körüli.) szolgáltatta a vizet a medencébe. A strandfürdő tulajdonviszonya az államosítást követően megváltozott és a Fővárosi Gyógyfürdők és Gyógyforrások Községi Vállalata (később Fővárosi Fürdőigazgatóság) kezelésébe került. A medence parti részeit előbb kaviccsal és fövennyel fedték be, majd, mivel a strand vize a nyári nagy forgalom idején erősen iszapos volt, a tó fenekének egy részét a Budapesti Városi Tanács 1955-re burkolattal látta el. A tókiképzésű strandfürdő vizét csak a fürdőidény befejezése után engedték le a 30×60 méteres medencéből. Ahogy a hasonló, úgynevezett hideg vizű fürdők, csak ritkán melegedett 20 °C fölé. Űrtartalma ezerötszáz köbméter volt, így majdnem itt forgatták 1966-ban az Egy magyar nábob árvíz jeleneteit, csakhogy a KISZ kibérelte a területet nyári nemzetközi tábora számára. A rendszerváltás után 1992-ben az állami fenntartó szerepét az önkormányzati működtetésű Fővárosi Önkormányzat Fővárosi Fürdőigazgatóság vette át. Ekkor Budapest legnagyobb össz-vízfelületű strandjai között — sorrendben a Palatínus, és a Dagály után — a harmadik volt, ugyanakkor az összes fürdőhelyek között a legalacsonyabb zsúfoltsággal (ez az egy négyzetméterére jutó éves vendégszám, ami a cinkotai esetében négyzetméterenként 9 fő volt) működött. A Fővárosi Fürdőigazgatóság előbb bérbe adta – így az utolsó néhány évben a strandszezonon túl ősztől tavaszig horgásztóként is próbálták hasznosítani – 1999-ben azonban bezárta kapuit. Az üzemeltető fővárosi cég értékesítette a külvárosi fürdőstrandjait, mivel azokat kicsi látogatottságuk, és aránytalanul magas költségű fenntartásuk mellett a közegészségügyi előírásoknak és az európai uniós elvárásoknak megfelelő korszerű vízforgató rendszerrel felszerelni nem érte volna meg. A 2000-es években még autókat tároltak az egykori medencében, majd pusztulásnak indult. Teljes területe (22 012 m2) a kerületi építési szabályzat szerint K-Rek/XVI (nagy kiterjedésű rekreációs és szabadidős terület) besorolású.
1928-ban a strandfürdő megépítésével rendezték a patak környékét is. Így többek között a sínek mentén, a strand és Cinkota HÉV-állomás közötti, addigi szemétlerakó területen az első világháborúban elhunyt cinkotaiak emlékére alakították ki a Hősök ligetét – ami később az Állomás tér nevet kapta. Már 1930-ban is tervezték, hogy felállítják ott a hősök szobrát, Istók János alkotását, de erre csupán 1937 októberében került sor. Az emlékművet, amin (a mátyásföldiekkel együtt) 104 elhunyt helyi katona neve is olvasható József királyi herceg tábornagy avatta fel – 1997-ben és 2013-ban felújították. A tér 2014-ben újult meg, füvesítéssel, faültetéssel, a patak medrének lépcsős rendszerűvé alakításával, illetve szabadtéri sporteszközöket is elhelyeztek, a szobor pedig esti díszkivilágítást kapott.
Az Ostoros út és a HÉV kocsiszín közötti részen a 19. században még egy vályogvetésre alkalmas agyag- és homokbánya volt. A Caprera ekkor még itt az altalajba szivárgott és nem érte el a Szilas-patakot, csupán a későbbi tereprendezések során. 1975-ben a patak ezen szakaszát áthelyezték és lefedték, hogy helyet adjon a HÉV új végállomás épületének.

### A Csömöri úti sporttelep és János utcai napközis tábor létesítményei
Már az 1800-as évek elején lakták a Csömöri út és János utca találkozásánál létrehozott úgynevezett Szent Mihályi majort.

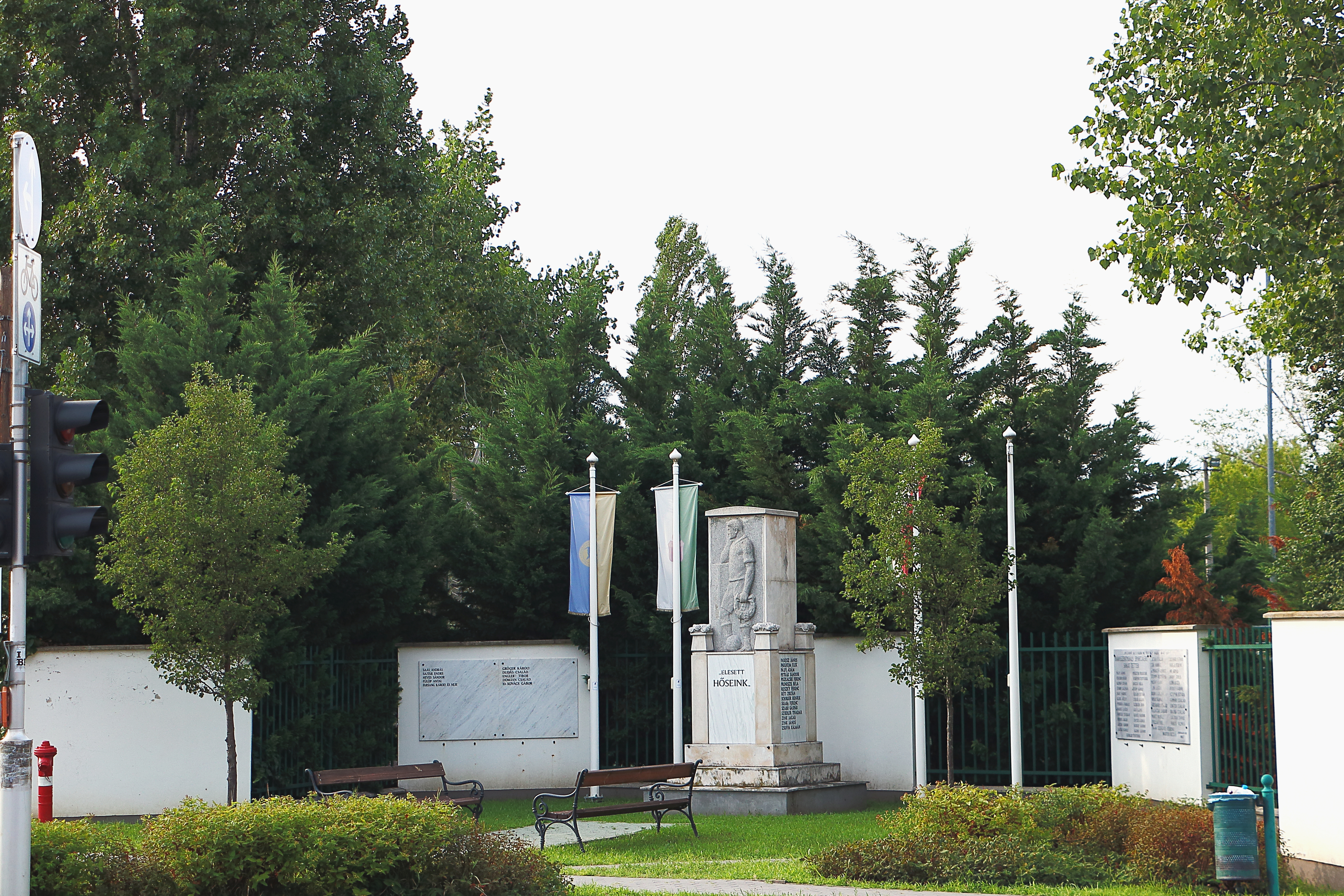
Első világháborús sportemlékhely a János utca – Csömöri út sarkán

Ugyanitt 1898 nyarán öt-hat fiatal alapított Sporttelepet, amin előbb futball-, majd hamarosan teniszpályát is építettek, ami az 1910-ben megalakult Rákosszentmihályi Sport Club pályája lett. A rákosszentmihályi pezsgő sport (és kulturális) életet az első világháború derékba törte, a frontokon több helyi sportember is odaveszett. A háborút követően 1920-ban két helyi klub Rákosszentmihályi Testedzők Köre (RTK) néven egyesült, majd két évvel később a helyi sportbarátok felállították a sporttelep szélén az ország egyetlen első világháborús sportemlékművét. Prokopp Endre építész eredetileg általános emléknek tervezett művészi emlékét pénzhiány miatt az RTK pénzén saját halottainak állíttatta föl futópályájának karimáján. A műgránitból készült három méter magas gúla mellső oldalán futballista relief látható, három oldalt pedig az elesett hősök nevei olvashatók. Ez az emlékmű az 1980-as évekre jelentősen megrongálódott, és mivel az eredeti neveket akkor nem tudták rekonstruálni, az utólagosan, 1983-ban a Rákosszentmihályi Sportbarátok Köre által elhelyezett táblára azok nevét vésték, akik a 20. században sokat tettek Rákosszentmihály sportjáért. Az eredeti névsort 2009-ben állították helyre, Varga Ferenc kerületi sporttörténész kutatásainak köszönhetőn, így a Rákosszentmihály sportjáért sokat tett családok nevei a – telep kapujának áthelyezésével keletkezett – kis teret határoló kerítésen kaptak helyet.

1966–1967-ben hatszáz gyermek befogadására alkalmas nyári napközi és úttörőtábor nyílt a János utcában. 1972-ben a kerületi KISZ javaslatára a XVI. kerületi tanács a kerületi üzemekkel összefogva, a lakosság társadalmi munkájának segítségével 5 holdnyi területre egészítették ezt ki, ahol faházak, árnyas ligetek, játékterek, sok játék és sporteszköz, zuhanyozók, mosdók kaptak helyet. Ekkor már az egész országból és külföldről (1972-ben például Georgiából) is érkeztek ide fiatalok. 1977-ben 440 gyerek elhelyezésére alkalmas, akkor már négy és fél hektáros területen nyílt meg a tábor 14 faházzal és több mint száz különböző növénnyel.

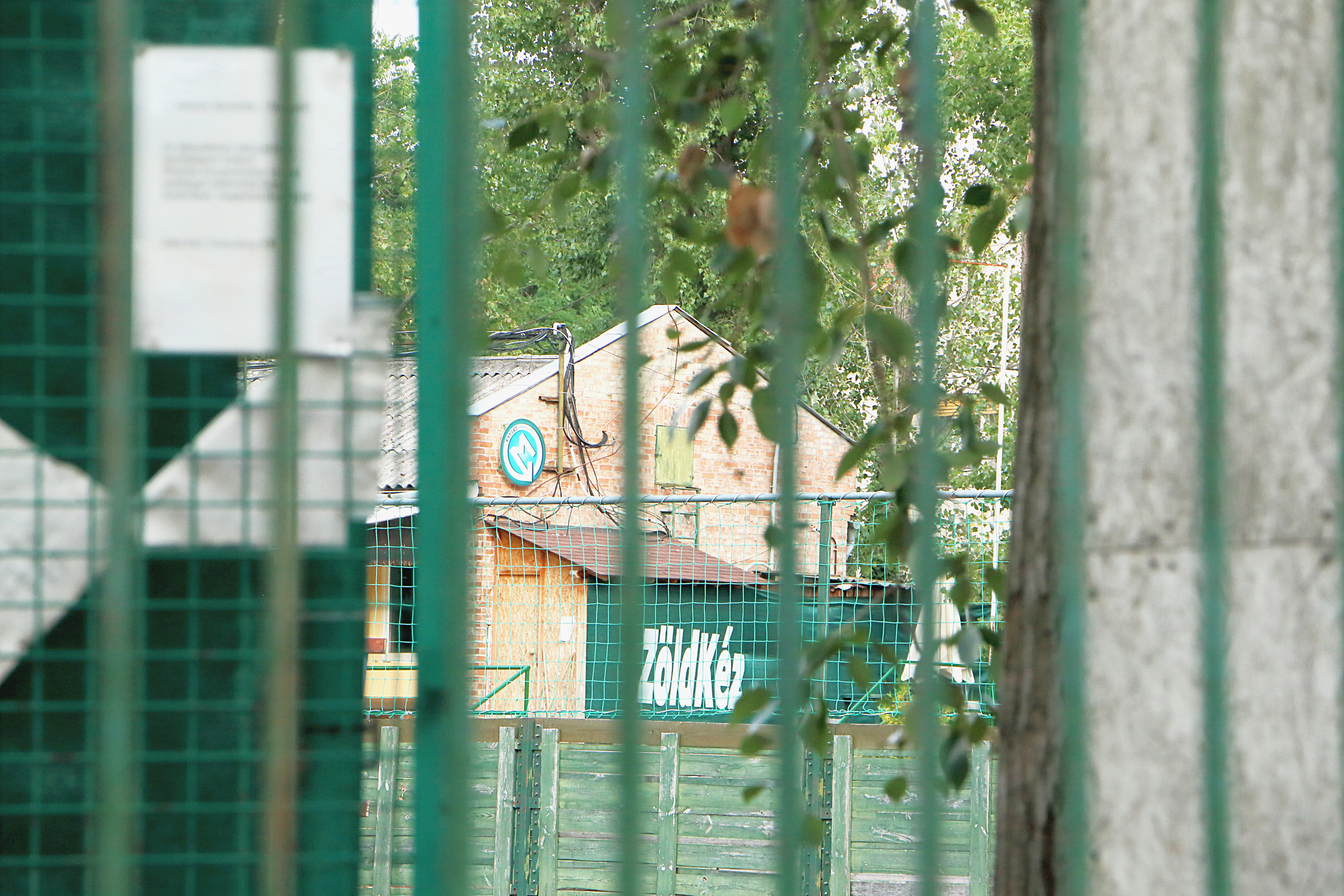
A sporttelep egyik épülete

1950-től a Vörös Meteor építette ki a margitszigeti sporttelepe melletti új létesítményének. Az 1960-as években még 3 labdarúgó-, 2 kézilabda-, 1 atlétikai és 1 röplabdapálya volt a területen. A Rákosszentmihályi TK 1972-ben egyesült a KÉV Metróval Metro RSC néven a Csömöri úti sporttelepen. Az 1970-es évek végén a BLSZ III-ban játszó labdarúgócsapat megszüntetésével az addigi földes nagypálya helyén 2 kispályát, és egy újabb teniszpályát hoztak létre. Ekkor még volt aszfaltos és salakos (ez villanyvilágítással) kézilabdapálya is. 1979-ben tervbe vették egy aszfaltos női kézilabdapálya, illetve 1985-ig egy 20X49 méter hasznos alapterületű csarnok, illetve új öltöző- és kiszolgáló helységek megépítését. 1983-ban az MTK-VM Sportklub szervezett ide nyári napközis tábort. Ebben az évben már mint "Csömöri úti teniszparadicsom" cikkeztek a sporttelepről. Ekkor már tervben volt egy pihenőpark ötlete, csobogóval, melyben az 1984-re már el is készült 12 teniszpálya kapott helyet, illetve a két már meglevő bitumenes kézilabdapálya mellett pedig egy félkör ívű futópálya, továbbá az öltözősoron egy kis klubot alakítottak ki. A telep vezetője az ötletgazda Kétyi Zsolt lett. A sporttelep mellett 1985 nyarán nyitotta meg kapuit a szabadbattyáni termelőszövetkezet leányvállalataként működő Saturnus Tours utazási iroda és a KÉV-Metró Vállalat sportegyesület közös kempingje, a Metró Tenisz Kemping. A háromcsillagos létesítményben ötven, elektromos csatlakozóval is ellátott lakókocsi-, sátorhely volt. A kempingezők a teniszpályákat is igénybe vehették. A fővárosban az elsők között fedték be a salakos teniszpályáik nagy részét, így gyakorlatilag lehetővé tették az egész éves sportolást a kerületben, majd két műfüves focipályát is kialakítottak. Nem sokkal később a salak pályák olyan borítását kaptak, aminek köszönhetően már élversenyzők is gyakorolnak a sportpályán, mint Szávay Ágnes, vagy Arn Gréta. A szabadtéri szezonban 13 salakos és 2 Australian Open kemény borítású teniszpálya működik, a téli szezonban 12 salakpálya és 2 Australian Open fedett pálya üzemel. 2018 második felétől a Zöld kéz Consulting Kft. üzemelteti a sporttelep Metro R.S.C. által tulajdonolt al- és felépítményeit.

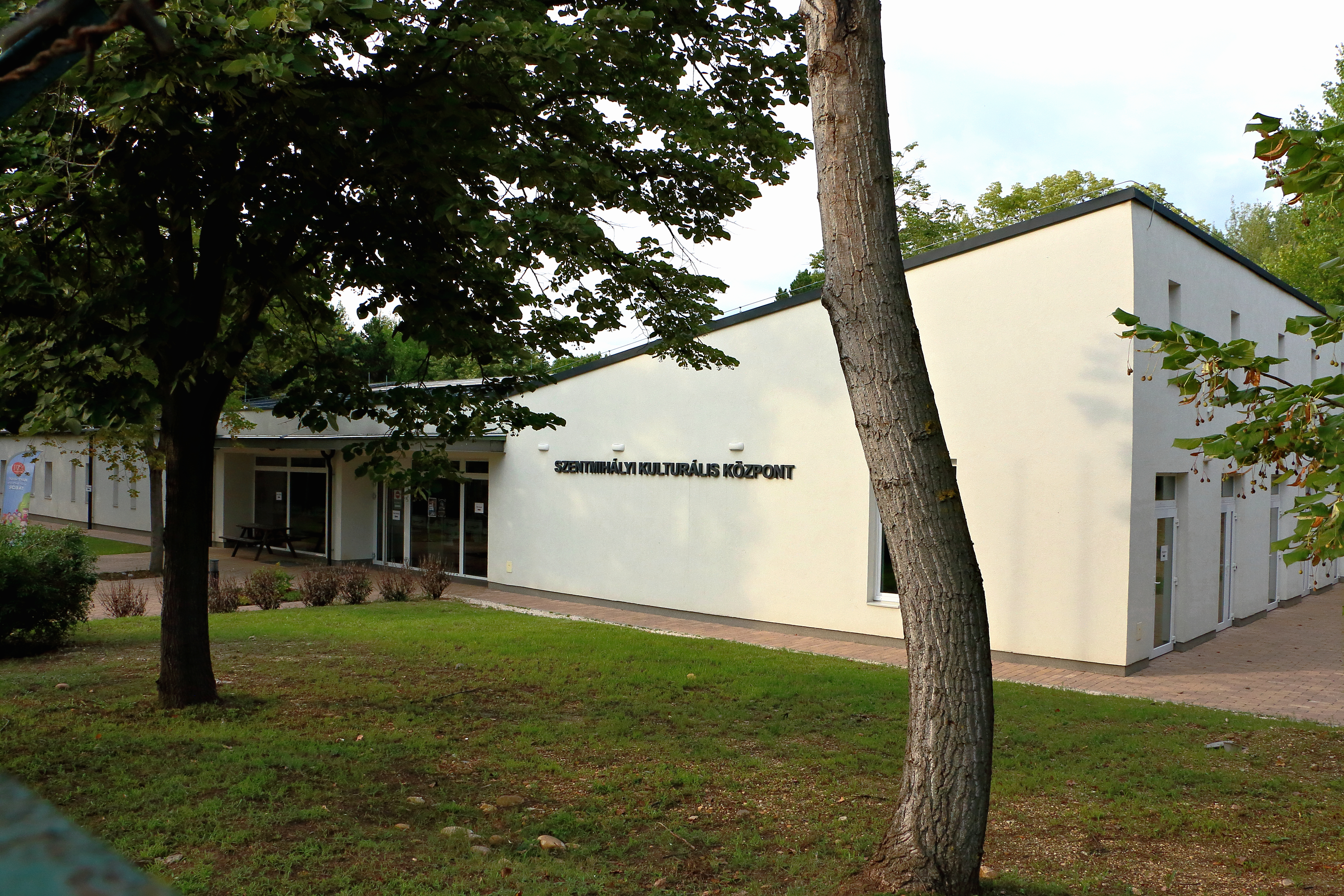
Szentmihályi Kulturális Központ

A részben önkormányzati tulajdonú terület következő nagyobb szabású fejlesztése 2008-ban indult meg a – napközis tábor utcatömbjében található – Segesvár utcai részen fekvő rákosszentmihályi tanuszoda és rekreációs központ (Szentmihályi Konrád Ferenc Uszoda) átadásával. Ezt a gyermektábor területének megújítása követte azzal a céllal, hogy egy egész évben, teljes éjszakai tartózkodásra is alkalmas gyermek-központ létesüljön, ami nem csak a kerület igényeit képes kiszolgálni és alkalmas közösségi összejövetelek és rendszeres oktatási, illetve rekreációs (pl. edzőtábor, erdei tornapálya, mozgáskorlátozott gyerekek testnevelése, stb.) tevékenység szervezésére is. Ezért a létesítményben helyet kapnak a civil egyesületek irodái, egy könyvtár, és egy büfé. A tervek között egy sportcsarnok kialakítása is szerepel. A napközis tábor területén belül 2013–2014-ben közel 3000 m2-es területrészen korosztályonként elkülönített egységekkel korszerű játszóteret alakítottak ki, 2017-ben pedig a János utcában megnyitották a többcélú, 1100 m2-es Szentmihályi Kulturális Központot, amiben kialakítottak egy „vietnámi szobát” is, ahol az érdeklődök betekintést nyerhetnek az ország életébe (ezzel is megemlékezve a kerület egyik testvérvárosáról).

### Mátyásföldi repülőtér és a MÁG

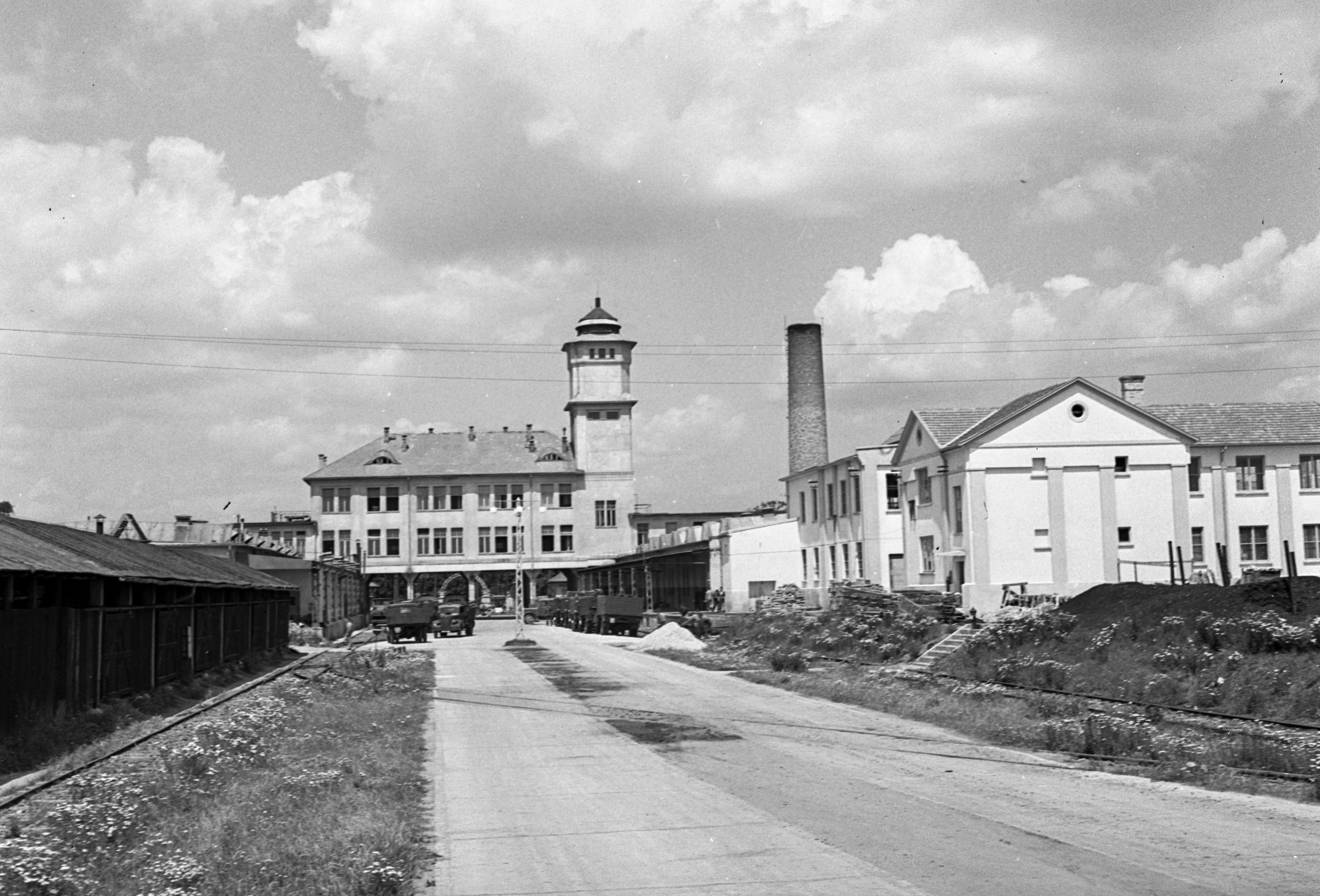
A Magyar Királyi Honvéd gépkocsiszertár és udvara 1943-ban (Újszász utca 41-43.)

A Rákosi rétek után Mátyásföld is az amatőr magyar aviatika bölcsője volt az 1910-es évek második felében. E két hely, a repülőgéptervezők, -építők és reptetők emlékét a környező utcák nevei (Zsélyi Aladár, Prodam Guido, vagy Pilóta utca), a repülőtér HÉV megállóhely és emlékmű is őrzi.
1916-ban a Magyar Általános Gépgyár Részvénytársaság (MÁG) a hadsereg ösztönzésére Mátyásföldön új nagy gyártelep építésébe fogott. A terület egészen 1950-ig Cinkota közigazgatásához tartozott. A mátyásföldi üdülőtelep közvetlen szomszédságában elterülő urasági szántón – a korábbi Beniczky birtokon – hozták létre repülőgépgyárukat. Az 1916-ban még csak részben, 1917-ben már teljesen elkészült és megnyitott üzem kb. 1200 munkást foglalkoztatott a környékről. Felismerve a katonai gépjármű és repülőgépmotor-gyártás mellett a komplett repülőgépekre való igényt, egyezséget kötöttek a legsikeresebb vadászrepülőgép-gyártó Fokker Repülőgépgyárral, hogy az Mátyásföldön bővítse üzemeit vadászrepülőgépeinek építésével és berepülésével, így a hozzá tartozó repülőtér megépítésével. A háborút lezáró trianoni békeszerződés előírta a magyar repülőgépipar és repülőterek megsemmisítését is, amely során a MÁG-ban fellelhető teljes „repülőanyagot" megsemmisítették, de maga a repülőtér a hat megkímélt, állandó épületű repülőtér közé számított, melyeket a későbbi légiforgalom érdekében megkíméltek a lerombolástól, mivel a szerződés végrehajtásának időpontjában már az Antant hatalmak kezdeményezték a Mátyásföldet érintő, nemzetközi légi forgalmuk megnyitását. 1918–1937 között a mátyásföldi volt Budapest nemzetközi forgalmat is bonyolító légikikötője. A Magyar Általános Gépgyárból a 2010-es években is eredeti állapotukban fellelhetők még a gyár főépülete – ami reptérre néző oldalán található egy Horthy-erkélynek nevezett épületrész, mely mögött a kormányzóhelyettes szolgálati lakása rejtőzött –, a 39 méter magas dísztornya és a szerelőcsarnokok egy része.
A gépgyár 1920-tól átállt a kisgépek és automobilok gyártására. Bár a háborús konjunktúra elmúltával megharcolt a fennmaradásért, a nagy gazdasági világválság azonban 1929-ben térdre kényszerítette és megindult a felszámolása, ami egészen 1941-ig tartott. Ezzel egyúttal befejeződött a személyautó-gyártás is Magyarországon. A társaság mátyásföldi gyári telkeit és épületeit 1940-ben hosszas tárgyalások után a királyi kincstár vásárolta meg 1 050 000 pengőért. Előbb a repülőteret, majd a gépgyárat is a honvédség vette át.

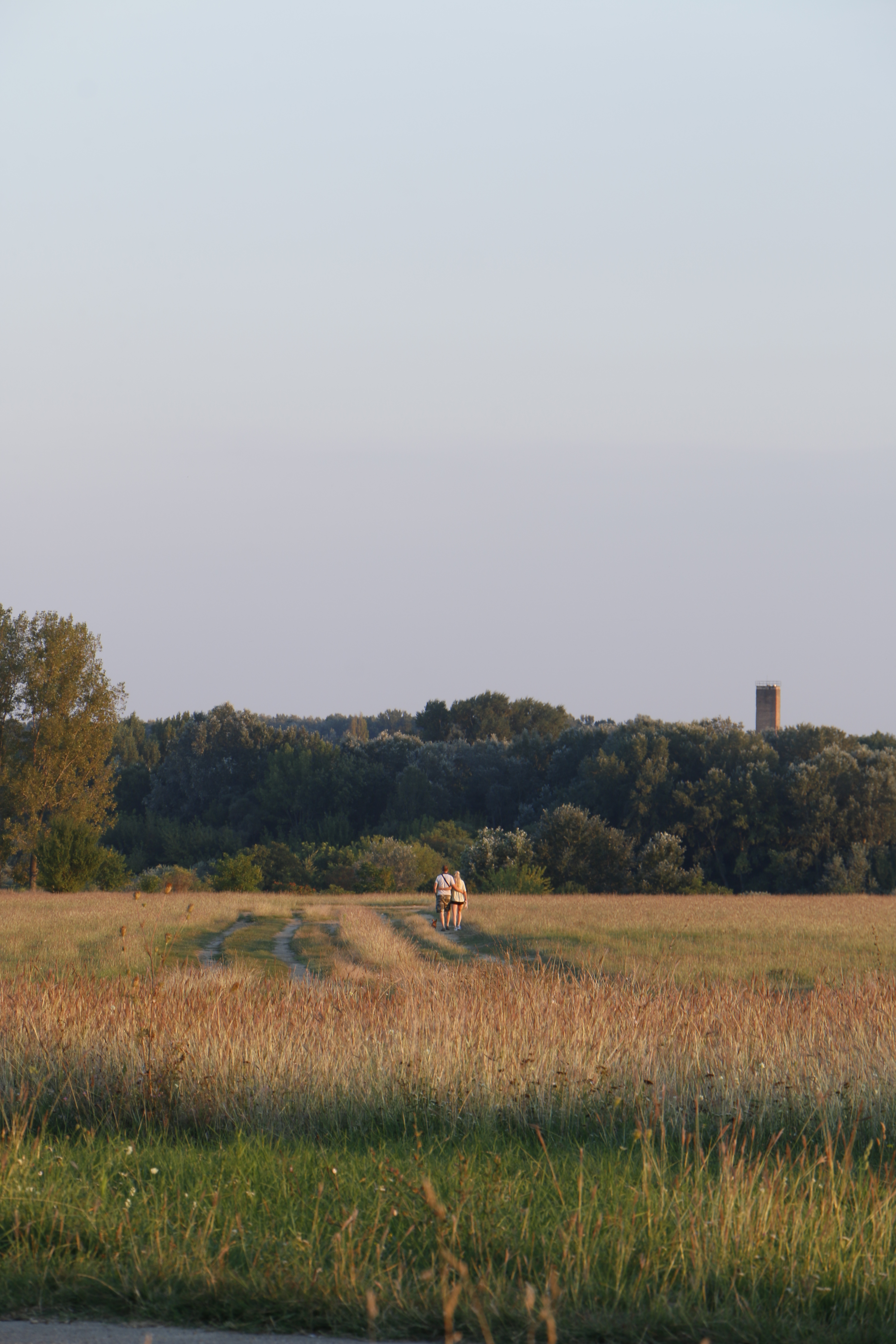
A mátyásföldi reptér 2016-ban

1937-re a titkos légierő teljesen kiszorította a polgári forgalmat és a sportrepülést, amik Budaörsre kerültek Mátyásföld repülőteréről, miközben itt nagyarányú laktanya és szolgálati épület építések kezdődtek. A második világháborúig egy vadászrepülő ezrednek, egy közelfelderítő- és egy távolfelderítő repülőszázadnak adott már otthont. Területe és felületformája azonban nem tett bővítéseket lehetővé, így ezt a célt sem szolgálhatta tovább. 1943-ra az Ikarus Karosszéria- és Járműgyár egyik elődvállalata, a Repülőgépgyár Rt. iskolarepülőgépeinek berepülő bázisává lett, ezért ettől kezdve nem érték nagyobb támadások. A háború után itt indult meg, mint Honvéd Központi Repülőgépjavító Üzem, az összegyűjtött roncs repülőgépek helyreállítása, amelyekkel a „demokratikus hadsereg” első kiképző repülőszázada megkezdhette „az újszellemű magyar légierő” megteremtését. 1948 szeptember első felétől itt vonták össze az ejtőernyős század kiképzőkeret tagjait és egy rövid ideig itt is állomásoztak. 1950-től a Magyar Repülő Szövetség központi repülőgépjavító üzeme vette át a repülőteret – ahol többször látványos repülőnapokat is rendeztek – és az üzemet.
Az 1956-os forradalom leverése után Mátyásföldön rendezkedett be a megszálló szovjet hadsereg, így, az akkori katonai repülőtérről hurcolták Romániába Nagy Imre miniszterelnököt és társait. 1966-ban pedig a hajdani MÁG a Margit utcai Ikarus gyár új telephelyévé lett. A repülőtér viszont a megszállás utóbbi évtizedben többnyire már csak helikoptereket fogadott. Délkeleti sarkába a katonák nagyméretű disznóólat építettek, javítandó a tiszti hús-ellátmányt. A kivonulás előtti hónapokban a repülőteret szegélyező iparvágány mentén – a környékbeli lakosok állítása szerint – teherautószámra ástak el gyanús hulladékot, a gödröket betonlapokkal fedték le és úgy temették vissza. 1991 júniusától a repülőtér használaton kívül került. Kezelője és őrzője (az ahhoz kapcsolódó két volt szovjet területtel együtt, a repülőtér és az Újszász utca között), a Kincstári Vagyonkezelő Szervezet volt, majd a kerületi önkormányzat lett. A 90-es évektől a terület futóversenynek, repülőnapoknak ad helyt, ahol „igazi” és a kerületi modellezők gépei repülnek.

### Ikarus járműgyár mátyásföldi üzemei

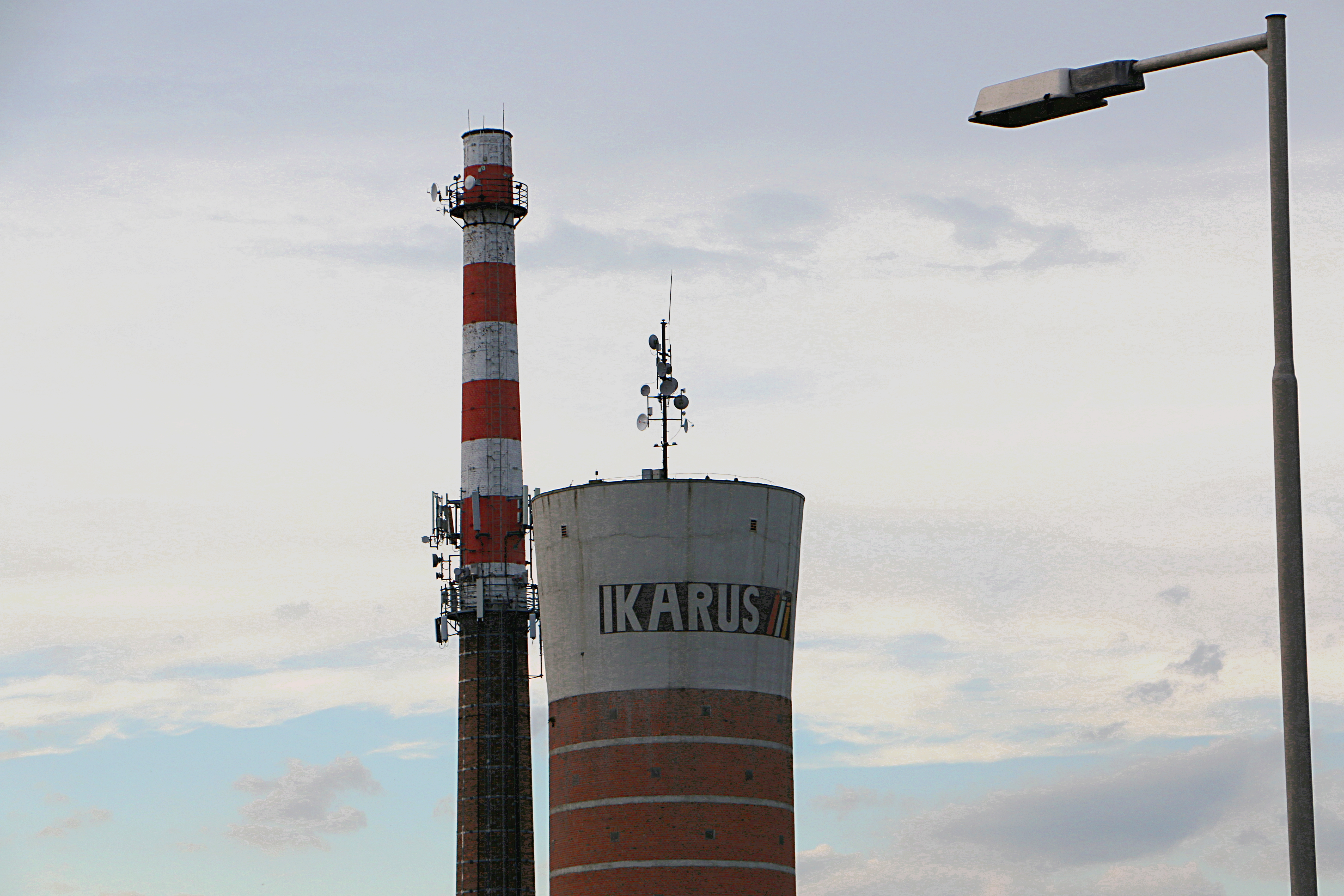
Az Ikarus-víztorony a Margit utcából

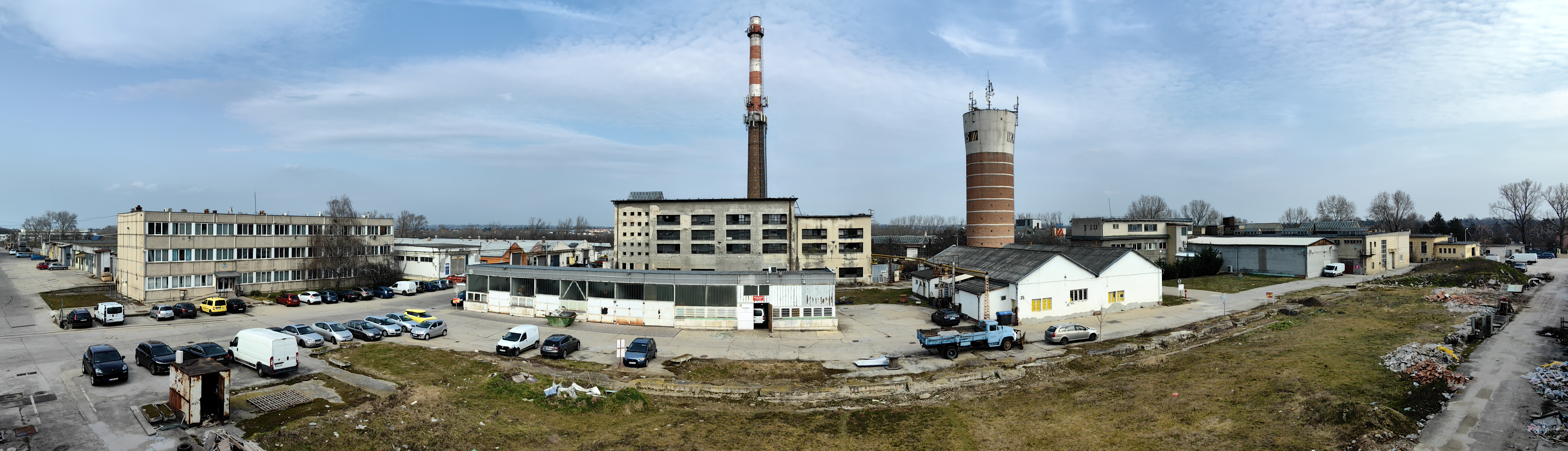
Panorámakép a gyár egyik épületéből

A kerületben volt az egykor világhírű, azóta gyakorlatilag megszűnt Ikarus járműgyár mátyásföldi üzeme. A magyar buszgyártás előkelő színtere volt több mint fél évszázadon keresztül. Az 1942-es alapítású, Uhri testvérek és Fábián András cégének részeként 1944 áprilisától itt, a Margit utcai üzemben gyártották a Levente II típusú tanuló repülőgépeket. A gyár végszereldéjét ezért a mátyásföldi repülőtér északnyugati részén helyezték el. A második világháború idején az Uhri Testvérek Autókarosszéria és Járműgyárában felfutott a termelés: a hadseregnek teherautókat gyártottak, majd a jelentősebb repülőgyártásba is bekapcsolódtak és megépült a mátyásföldi üzem a Repülőgépgyár Részvénytársaságnak – részben ezért, innen ered az évtizedek alatt világhírűvé vált Ikarus név és logó –, ahol a karosszériagyártás is helyet kapott. A világháború után a Vörös Hadsereg részére vállaltak gépjárműjavító munkákat, a magyar-amerikai árucsereprogram részeként pedig az amerikai katonai teherautók, dzsipek javítását, újrakarosszálását részben ők végezték. Ezzel egy időben a részben kitelepített repülőgépgyártása ellehetetlenült és a Repülőgépgyár Rt. ezután már csak névlegesen létezett tovább. 1947-ben még a Nehézipari Központ (NIK) vette át a gyárat, a gazdasági és politikai változások miatt azonban az Uhri családot hamarosan eltávolították a vállalat éléről. A cég meghatározó profilja a hazai autóbusz-gyártás lett, „NIK” márkajelzéssel. 1948 tavaszában államosították. 1949-re az Uhri Testvérek autókarosszéria és járműgyár rt. és a Repülő gépgyár rt. cégeket összevonták az Ikarus Gép- és Fémáru Részvénytársasággal Ikarus Karosszéria- és Járműgyár néven, és az így létrejött nemzeti vállalat üzeme és székhelye Mátyásföld lett. 1963-ban egyesült a székesfehérvári Általános Mechanikai Gépgyárral is, ezzel ott egy új gyáregység jött létre. A legnagyobb számú autóbuszt 1980-ban gyártotta az üzem, csak abban az évben 13 700 darabot.

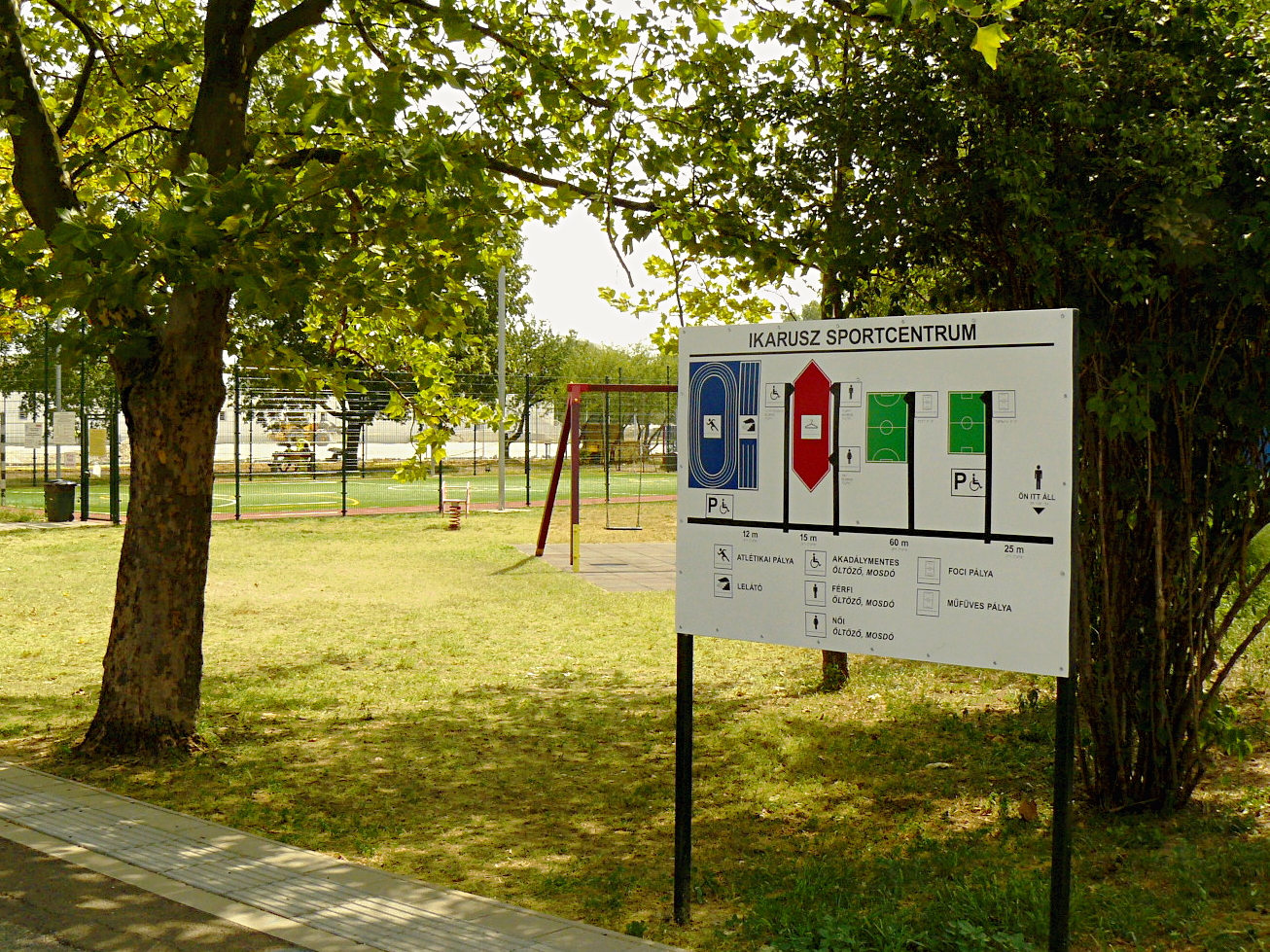
Ikarus Sportcentrum információs tábla (2012)

A mátyásföldi gyáregységhez egy 1952–1954-ben épült sporttelep is tartozott atlétika, labdarúgás, kézilabda és asztalitenisz specializációkkal. Avatása 1954 májusában volt. A Sportligetet – ahogy akkor nevezték – gyepszőnyegen, virágágyakon, díszcserjéken, zöld sövényeken kívül 1200 kanadai nyárfacsemetével ültették be. Közöttük két labdarúgópálya (közülük az egyik füves), két röplabdapálya, két kosárlabdapálya, egy kézilabda salakpálya és hat teniszpálya (közülük egy süllyesztett, amit zöld gyeplépcsők vettek körül) húzódott meg. A füves labdarúgópályát atlétikai pálya vette körbe. Akkor kezdték építeni a négy pályás teke-stadiont és egy huszonöt méteres uszodát is terveztek. A megnyitóra viszont már készen állt a klubház, üveg falú társalgóval, nyolc öltözővel, hideg-meleg vizes fürdőkkel, játékvezetői szobával, sportirodával és szertárral. 1989-et követően e területet is beleértve gyár szociális létesítményeinek tulajdonjoga sokáig vita tárgyát képezte, azok ugyanis a részvénytársaságba bevitt vagyontárgyak listájából is kimaradtak. A földhivatal viszont annak ellenére bejegyezte az ingatlan tulajdonjogát, hogy az Ikarus Rt. nem igazolta a belterületi földek privatizálása utáni 50 százalékos összeg megfizetettét. E miatt az önkormányzat 1997-ben pert kezdeményezett. Bár a per még 2003-ban is tartott, az Ikarus Rt. még az év elején eladta a nevét viselő sportpályát. Az új tulajdonos a pályára lakóházakat szánt, de a területre emellett egy új sportközpont felépítését is tervezte. Csakhogy, mivel a XVI. kerületi önkormányzat vitatta, hogy a pálya az Ikarusé lenne, az ingatlanon továbbra is perfeljegyzés volt, miközben a Kincstári Vagyoni Igazgatóság is úgy vélte, hogy a pálya állami tulajdon. Ezt követően elmérgesedett a helyzet. Végül 2005-ben előbb csak részben került az önkormányzat tulajdonába: az öt hektár egy-egy nagyméretű füves és salakos futó-, nagyméretű földes pályát és egy szabad területet foglalt magába. A maradék három hektáron volt öltözőépület, tekepálya, asztalitenisz terem, egy kisméretű tornacsarnok, vendéglő és még több sportpálya is, ezért ezeket az itt működő sportegyesület egy ideig bérelni volt kénytelen. Ezért 2009–2010-ben, az önkormányzati területre eső, korábban földből emelt, kétirányú lelátódomb helyére egy különleges formájú új öltöző- és futófolyosó került, fedett lelátóval, elnöki és klubhelyiséggel. 2012-ben új műfüves pályával, parkolókkal és játszótérrel egészítették ki, illetve akadálymentesítették a területet. 2013-ra a teljes sporttelep a kerület tulajdonába került. Az Ikarus egy 1965 áprilisában felavatott nemzetközi lőteret is működtetett, ami még 2009 előtt megszűnt. A 3,5 hektár területű telek állaga rendkívül leromlott, a lőtér épülete pedig többször is leégett.

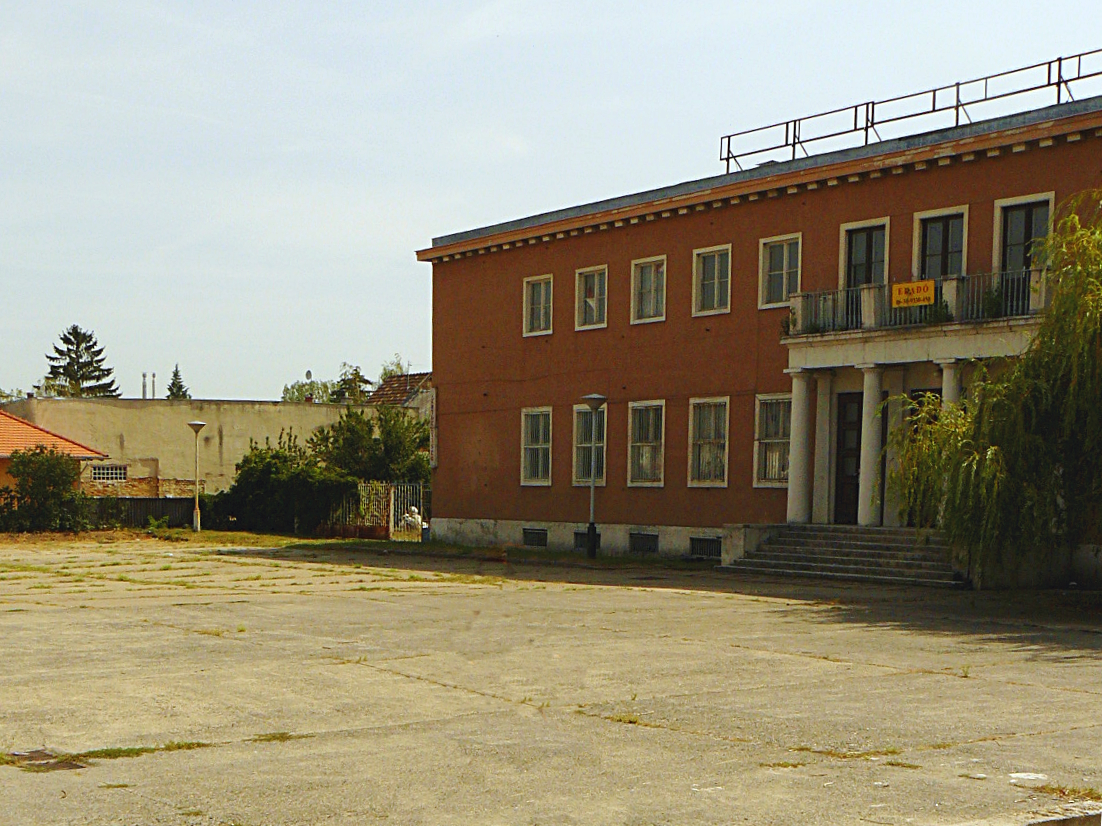
A művelődési ház elölről (2012)

1952–1954-ben Winkler Oszkárral – aki itt már kénytelen volt átvenni az 1951-es építész kongresszuson lefektetett elveket – építtették meg a gyár dolgozóinak kultúrházát. Érdekessége, hogy a művelődési ház büféje és ruhatára előtti terület padlózatát és a földszinten további területeket is a királyi várból hozott márványlapok fedték. Homlokzata középtengelyes szervezésű, közepén a tribünként is használható emeleti erkélyt lépcsősorra emelt négy dór oszlop tartja. A pincében klubterem és stúdió,az emeleten irodák, könyvtár és további kisebb rendezvény-termek kaptak helyet. Az 1980-as években a progresszív-alternatív zenekarok, mint a Kontroll Csoport, vagy az Európa Kiadó rendszeres fellépőhelyévé vált. A sokféle kulturális programnak helyszínéül szolgáló és népszerű épület 2001-ben zárta be kapuit. Ezt követően filmforgatásokra bérelték ki néhányszor – itt forgatták például a Veszettek, a Made in Hungaria című filmeket, de korábban Bódy Gábor A kutya éji dala című filmjének egyes jeleneteit is. 2017-ben egy dunántúli, hűtött áruk szállításával foglalkozó cég vette meg a kultúrházat a hozzá tartozó 6400 négyzetméteres telekkel együtt. Irodahelyiségeket, éttermet és rendezvényhelyszínt szándékoztak kialakítani a felújított épületben, mellette pedig egy 800 vagy 1000 négyzetméteres mobil jégpálya beszerzéséről is gondolkodtak. Azonban 2019-ben újabb tulajdonoscsere történt.

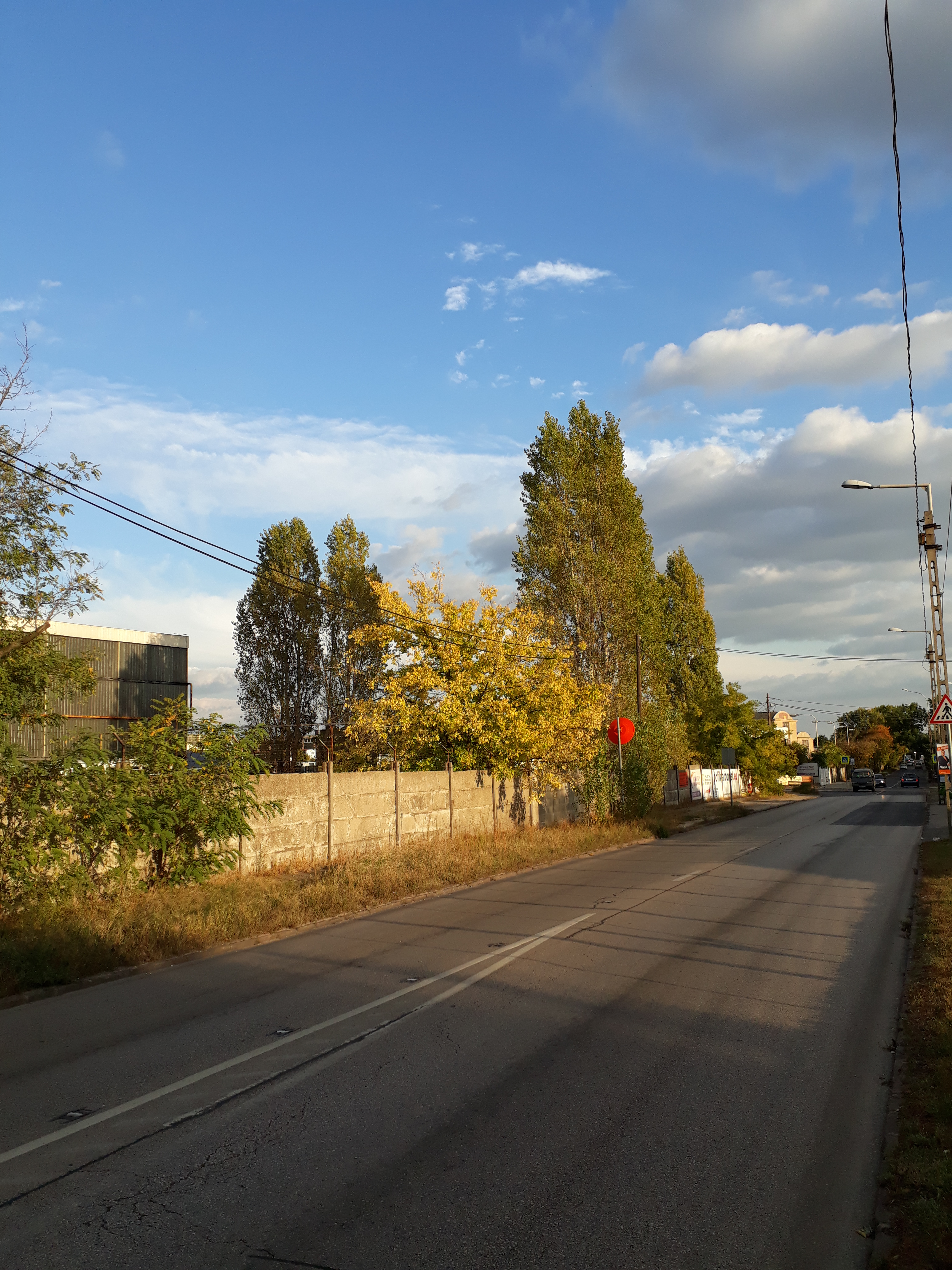
Az Arany János utca és az Ikarus (2019)

A 28 hektáros gyártelek és további ingatlanjai (óvoda, művelődési ház, sporttelep és Baross utcai nyugdíjasház) az 1990-es években az állami tulajdonú Ikarus Járműgyártó Rt.-é volt, ami a csőd szélén lavírozott. 1996 közepén az Állami Privatizációs és Vagyonkezelő Rt. (ÁPV) kezdeményezésére Széles Gábor, a Magyar Gyáriparosok Országos Szövetsége elnöke került a cég élére. 1998 márciusában saját cége, az MT-Liz Kft. vette meg, ami a privatizációkor arra kötelezte magát, hogy 2001-ig nem csökkenti a magánosításkor átvett országszerte alkalmazott 6270 fős létszámot, ami azonban már 1999 végére csaknem a felére apadt. Az ÁPV által kirótt 5,3 milliárd forintos büntetés helyett azonban szerződésmódosítást csikart ki azzal a feltétellel, hogy a cég 2003 decemberéig legalább 2800 főt foglalkoztat majd. Az eladósodott Ikarus többségi részvénycsomagját ekkor a francia-olasz Irisbusnak adta tovább, amivel a buszgyártás folytatására Ikarus Bus Rt. néven új, közös társaságot hoztak létre. A mátyásföldi, a javarészt kiürült ingatlan eközben az Ikarus Járműgyártó Rt. tulajdonában maradt. 2000-ben a területre az ÁPV 2 milliárd forintos jelzálogjogot jegyeztetett be. 2001 decemberében ipari parkká alakították. 2002-től az Ikarus Járműgyártó Rt. már csak a telek bérbeadásával foglalkozott Ikarus Holding Rt. néven. Egyebek között saját leányvállalatától, az ott tevékenykedő Ikarus Préstechnika Kft.-től, valamint az Irisbus többségi tulajdonába került Ikarus Egyedi Autóbusz Gyár Kft.-től szedett be százmilliókat. Mivel 2003-ig nem sikerült teljesíteni a vállalásokat, de Széles Gábornak egy újabb alkut sikerült kötnie azzal az ígérettel, hogy a mátyásföldi ingatlan eladásából és saját forrásból visszavásárolja az Irisbustól az időközben tönkrement székesfehérvári gyárat és újraindítja a termelést. Így 2003-ban a jelzálog levételre és 1,9 milliárd forintért az ingatlan a B.C.R.E. Felikon Ingatlankezelő és Hasznosító Kft.-hez került. 2005 novemberében egy háromezer lakásos lakópark tervével álltak elő, azonban 2007-re lemondtak erről – a lakosság szerint az ipari tevékenység miatti szennyezett talaj még alkalmatlanná teszi erre a területet. A 2003-as székesfehérvári gyár bezárást követően az Irisbus, illetve a buszgyár utódcégeként az Ikarus Egyedi Autóbusz Gyár Kft. 2007 végéig mint bérlő folytatta még tevékenységét, ezután azonban nem hosszabbította meg a telephely lejáró bérletét. Ezt követően az üzemeltető Felikon Ingatlankezelő és -hasznosító Kft. és az új tulajdonosi kör (szintén 2003-tól, a Ronifield Invest Kft.) a helyi önkormányzat tiltakozása – továbbá egy még 1998-ban megalkotott szabályozás, – ellenére is egy a Mega-Wéber Kft. béreltében működő lomis piac megnyitását tervezte a sajtoló gyáregység területén. Ennek folyományaként 2008–2011 között a világhírű festő- és foszfátüzemet és több alkatrészraktárat is lebontottak – a víztorony védett épületként, míg több más létesítmény a bérlők használata által maradhatott meg. 2010-től az Auto Rad Controlle Kft. (ARC) lett Széles Gábor új buszgyártó partnere, így 2011-től a mátyásföldi gyár egykori szerszámüzemében tovább folyt valamilyen szinten a korábbi autóbuszgyártáshoz kapcsolódó munka, a Lanta Consulting Kft.-vel.

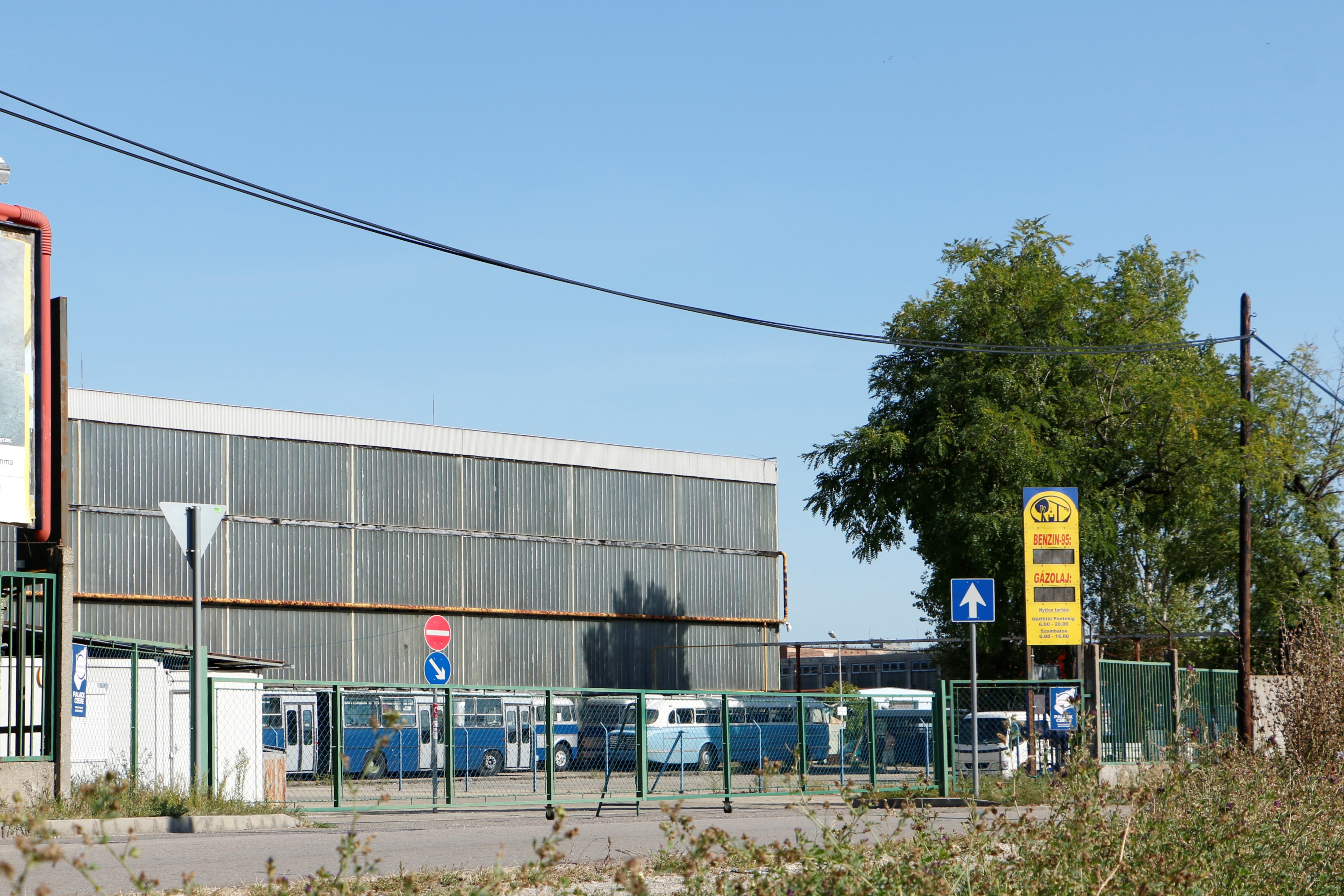
A gyár az Arany János u. 102 felől

Még 2012-ben is ugyanaz a két meghatározó gazdasági szereplő működött az egykori autóbuszgyár területein. A Ronifield Kft., Garay Jenő vezetésével a Budapesti út Szilas-patak felőli részen található gyárterületet, az Ikarus Ipari Park, amelynek ügyvezetője Schopper János a gyártelep túlnyomó részét, a volt művelődési házzal, valamint az Ikarus sporttelep bő egyharmadát birtokolta – az utóbbi többi része az önkormányzaté, melyhez korábban, a Baross Gábor utcai volt Ikarus óvodával együtt, vétel útján jutott. 2012 júniusában az önkormányzat egy többoldalú megállapodást kötött a cégekkel. 2015-től az ARC partnereként, az itt székelő cégek egyikeként a Lanta Kft. készítette például az újépítésű Modulo csuklós buszainak egyes elemeit, de felújítottak a szinte csodával határos módon megmaradt régi Ikarusokat is, a jármű restaurálás igen magas fokán. Szintén ettől az évtől érdeklődők a Kertvárosi Időutazó gyársétáin ismerhették meg az épületegyüttes történetét és betekinthettek gyártási folyamatokba is. Az Ikarus Ipari Park tulajdonosi köre azonban sem az állammal, sem a kerülettel szemben fennálló kötelezettségeinek nem tett eleget, így felszámolási eljárás alá került. 2019 nyarán, hosszú, eredménytelen hirdetés után egy kínai háttérrel rendelkező magyar cég vásárolta meg nyilvános liciten a 28 hektáros földterületet a rajta lévő felépítményekkel, egy a gyárterület és a korábbi lőtér közötti telekkel és az Ikarus Művelődési Ház épületével együtt. A jelentős beruházás a kínai állam hozzájárulásával került megvalósításra. A cég az egykori autóbuszgyár területén fő tevékenységként elektromos meghajtású autók összeszerelését végzi, valamint egy logisztikai központot is kialakít, Kínából származó árucikkek raktározására és elosztására. Ezek mellett a Kínában együtt élő mintegy 99 különféle népcsoport életét, hagyományait is szeretnék bemutatni, hogy az emberek jobban megismerhessék a sokszínű országot, illetve az önkormányzat kérésére egy Ikarus-múzeum is nyílik.

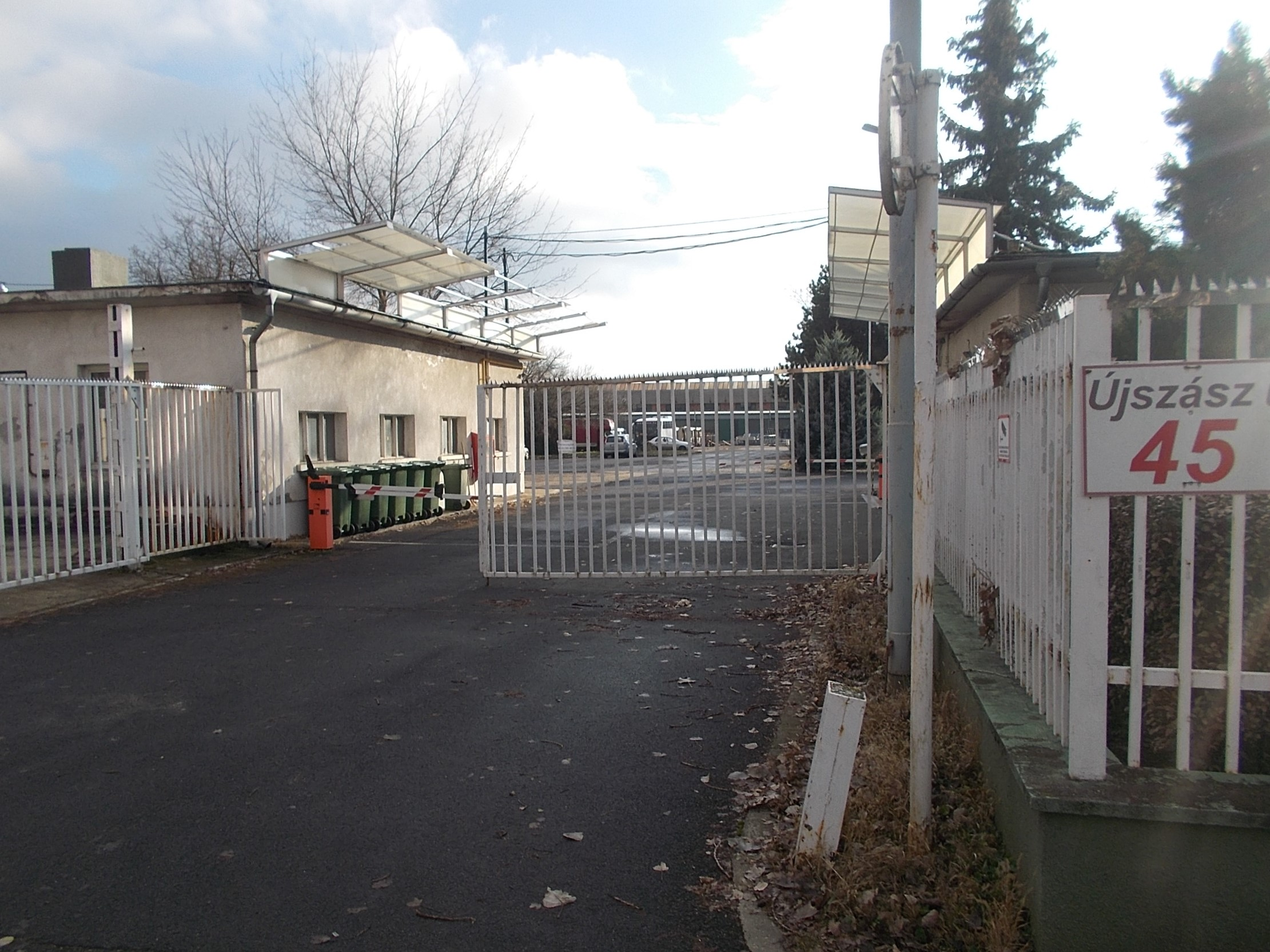
A volt MÁG, később Ikarus Egyedi Autóbuszgyár Kft. Újszász utcai telep kapuja

A Margit utcai gyár 1966-ban bővült az Újszász utcai teleppel, ahova az Arany János utcán vonatoztatták át a félkész autóbuszokat – az út közepén futó iparvágányt, a 2000-es elején szedték fel. Az Újszász utcai Ikarus-, majd 1993-tól már NABI-gyár, ahol évente 300-400, csúcsévben 800 buszt is gyártottak, 2012. december 31-én állította le a termelést, ami 2013-ban az Evopro-csoport kezébe került és a NABI jogutódaként MABI-BUS Kft. (mozaikszó a Magyar Busz Innováció kezdőbetűi) néven folytatta a tevékenységét. 2014-ben az Ikarus Sasvár utcai csarnokában tevékenykedő, ott legtovább kitartó bérlő, Simon Pál Lanta nevű, felújításokat és vázakat építő és az ARC csapata is integrálódott a cégbe. 2016-ban a MABI és az Ikarus Egyedi összeolvasztásával az Ikarus Egyedi Kft. cégnevet vitték tovább. Azonban az Ikarus Egyedi Újszász utcai gyára 2018-ban csődközelbe került, majd felszámolták.

#### Ouqiao Technológiai Ipari Park

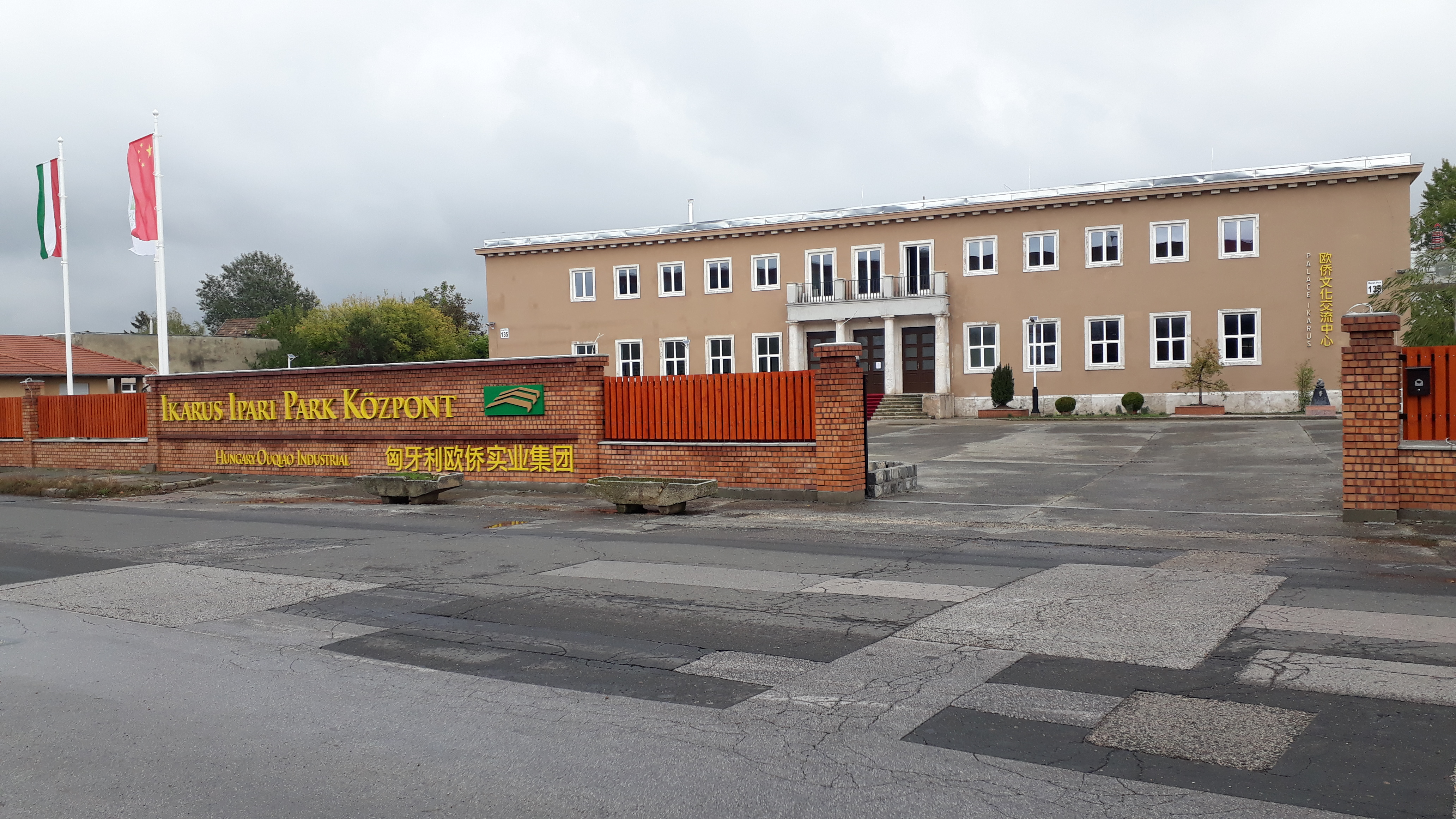
Ikarus Ipari Park Központ (2020)

Az Anhui Ouqiao Industrial Co. Ltd. – ami a kínai Anhuj tartomány Hofej városának Hi-Tech Ipari Fejlesztési Zónájában működik – által 2019 májusában alapított Hungary Ouqiao Industrial Kft. vette meg az Ikarus területét, az arra kiírt negyedik árverésen. A terület új neve: Ouqiao Technológiai Ipari Park. Terveik között – amiről az egyik tulajdonos, Csan Hsziao-zsung (詹晓荣, Zhan Xiaorong) nyilatkozott – szerepel, hogy a területet teljes egészében felújítják, miközben a már ott levő bérlőkkel a továbbiakban is együtt dolgoznak. Az Ikarus egykori művelődési házának emeletén irodákat, földszintjén pedig kulturális központot alakítottak ki és helyet kapott egy a gyár történetét bemutató kiállítás is – az épület ünnepélyes átadására a 2020-as Ikarus-nap alkalmából került sor. A kínai tulajdonú magyar cég 2020 áprilisában elnyerte a kínai modell • 2019. évi kiemelkedő hozzájárulású vállalkozói díjat, amit Kan Pu-hua (甘普华, Gan Puhua) társtulajdonos vett át a tizedik Kínai Nép Nemzeti Bizottsága Politikai konzultációs konferencián. A harmadik tulajdonos Csan Li-hung (詹丽弘, Zhan Lihong) asszony. 2020 szeptemberéig befejezték a kultúrház előző tulajdonosa által megkezdett felújítását, a gyárban elvégezték az elektromos hálózat felülvizsgálatát és szükség szerinti cseréjét, megszüntették az addig havi több ezer köbméter víz elfolyását is, miközben már folyamatban volt tetők javítása, a kerítés és a belső utak felújítása.

### Kertvárosi olimpikonok parkja és a Sashalmi sétány
A Polgármesteri Hivataltól sashalmi piachoz átvezető tér és parkosított útszakasz a XVI. kerület városközpontja. Rekonstrukciójára 2008–2011 között került sor, ami elnyerte a Magyar Urbanisztikai Társaság és az ICOMOS Magyar Nemzeti Bizottság Egyesület 2014-ben meghirdetett Köztérmegújítási nívódíját.

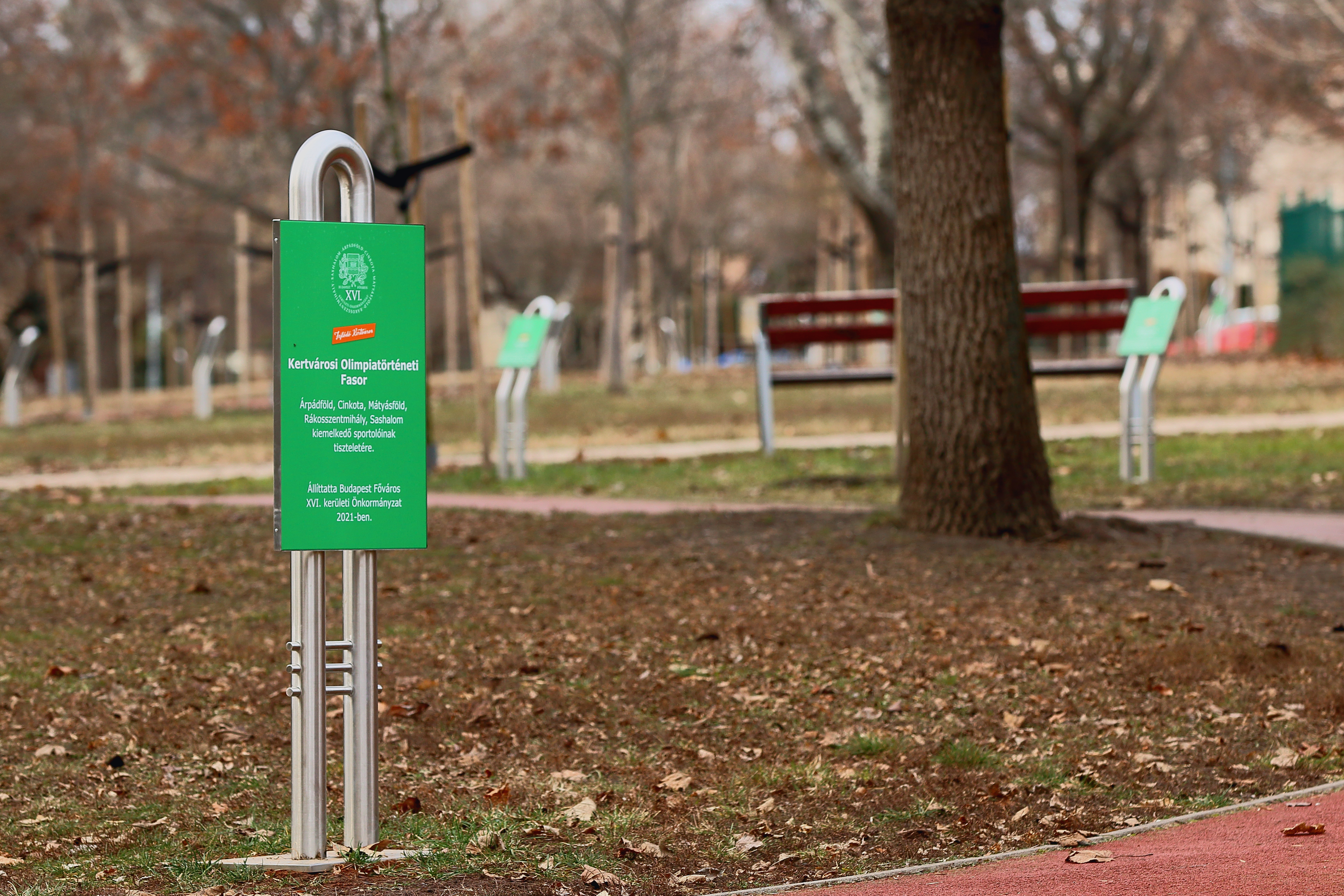
A Kertvárosi Olimpiatörténeti Fasor a Kertvárosi olimpikonok parkjában

A Kertvárosi olimpikonok parkja, vagy köznyelven a Havashalom (illetve a 20. század második felében Tanács) parknak hivatal előtti alig több, mint egy hektáros területét az 50-es évek közepén parkosították, majd 1969-ben társadalmi munkában bővítették ki több mint két hektárossá. Korábban a Budapesti út fele eső felső része és a későbbi Fővárosi Vízművek területe Dittrich (vagy Dietrich)-bánya volt, majd pedig szántóföld. Növényzete közel kétszáz idős fából és szép cserjefoltokból áll. Mogyorófák, cserszömörcék, erdei- és feketefenyők, hatalmas ezüst juharok, illetve park északi részén egy gömbjuhar is említést érdemel. A kerületi Önkormányzat 1998-ban állíttatta fel R. Törley Mária szobrászművész Szent István-szobrát a Polgármesteri Hivatallal szemben kialakított, akkor még kavicsos, később a parkkal egységes burkolatot kapott téren. Található itt egy ingyenes, süllyesztett beton gördeszkapályája, az úgynevezett Sashalmi pool is, ahová az egész városból járnak ki a gördeszkások és a biciklisek. Mellette játszótér, gumiburkolatú labdapálya, kiszolgáló épület (WC-vel, pelenkázóval), a kutyások számára pedig elkülönített kutyafuttató is kialakításra került. A parknak piros kismozaik tereptárgyak adnak egyedi egyedi karaktert. A Karát utca mellett egy nagyméretű árok fogadja be és tárolja elszikkadásig a felhőszakadások, záporok vízhozamát – mivel nincs a térségben zárt csapadékelvezető rendszer. A 2020-ig hivatalosan névtelen terület elnevezésére először Borovitz Tamást, a Varjú Vilmos Olimpiai Baráti Kör (VVOBK) tiszteletbeli elnökétől érkezett javaslat, miszerint a sporthoz kapcsolódó neve legyen ennek a nagy zöldterületnek, ami végleges megnevezését a képviselőtestület döntötte el és 2020 júniusában a Fővárosi Önkormányzat is elfogadta. A parkban a helytörténeti fasor kvázi folytatásaként egy olimpiatörténeti fasort is kialakítottak (elsőként 34 a kerülethez kötődő olimpikon nevével ellátott táblával és fával) a futópálya mentén. A Covid19-világjárvány miatti intézkedések azonban csak egy évvel később tették lehetővé a hivatalos névadó ünnepséget és átadást.
A terület Budapesti úti sarkánál található az 1970-es években épült rákosszentmihályi gépház és víztároló telep. A kelet-pesti szivattyúház és átemelőtelep építési munkáit 1970-ben kezdték. A víztároló 1972–1974 között feszítettbeton-eljárással készült, és egy 10 000 m3-es, zongora alakú, 7 méter magasságú medence, ami Magyarország legelső ilyen kísérleti építménye volt – építési tapasztalatait a gellérthegyi létesítmény építésénél is hasznosították –, és az úgynevezett pesti alsó zóna része. Formájának, valamint a medencében található terelő oszlopoknak köszönhetően nem alakulhat ki benne pangó víz. A födémszerkezet stabilitását 22 tartópillér biztosítja. Naponta 45 000–60 000 köbméter víz áramlik innen ki a Cinkotai úton lévő 10 000 köbméteres medencébe és a leágazások fogyasztóihoz. Erről a hálózatról kapja a vizet a mátyásföldi és a ferihegyi gépház is, melyek a magasabb hálózati nyomást igénylő területek (Mátyásföld, Rákoshegy) zavartalan vízellátását biztosítják.
A Sashalmi sétányon piros virágú gesztenyesor található és annak kiegészítéseként alakították ki a Helytörténeti Fasort, melyben a XVI. kerület kiemelkedő személyiségei számára ültetett emlékfák előtt zománc-tábla mutatja, melyik kinek a fája. Ezek között található Budapest legkiemelkedőbb, hányatott sorsú főkertészének, Räde Károly – aki Mátyásföldön lakott – emléke is. A sétány nagyjából lekövetve a hajdani Rákosszentmihályi HÉV nyomvonalát a Fővárosi Vízművek Budapesti úti rákosszentmihályi telepétől a Margit utcai egykori megálló egyszintes, 71 m2-es épületéig tart. A „városközpont projekt” záró elemeként a szintén megújult piac központjában lévő kis téren medence készült évelő és díszfű kiültetéssel.

### Corvin Honismereti és Helytörténeti Klub
A klub megalakulásának első lépése a Magyar Televízió Fekete-fehér igen-nem című országosan népszerű helytörténeti vetélkedője volt, amin a kerület néhány lelkes helyi lokálpatriótája is elindult és a múlt megismerésének versenyén a csapat ezüstérmes lett. A műsor elérte célját, a lelkesedés összetartotta őket és 1970. március 10-én megalakult a Corvin Helytörténeti Club. Célja az irodalmi, művészeti, helytörténeti kutatómunka folytatása, a tárgyi emlékek, dokumentumok gyűjtése, a feltárt adatok, dokumentumok nyilvánosságra hozatala és a közösségi élet (klubélet) kialakítása. Helytörténeti, képző–zeneművészeti, irodalom–könyvtár, munkásmozgalom, szociológia, műszaki (ipar, technika, közlekedés) és sport szakcsoportok működtek benne.
1974-től 2005-ig Paor Éva vezette a klubot, megteremtve a helytörténeti gyűjtemény alapját lelkes helytörténészekkel összegyűjtöttek régi iratokat, régi és
új fotográfiákat a kerület épületeiről és a lakók életéről, illetve a korabeli helyi sajtóanyagokat. Megalakulásának 15 éves évfordulója alkalmával munkájának elismeréseként Budapestért Zászló kitüntetést kapott.
Először is létrehozták a Corvin Hírnök című lapot, amit Paor Éva jelentetett meg. Első száma 1970 szeptemberében jelent meg, kezdetben 150 példányban, a XVI. kerületi Tanács Népművelési csoportjának kiadásában, az 1996-ban kiadott (utolsó) tematikus számból pedig már 2000 került ki a nyomdából.
A helytörténeti klub először a helyi könyvtárban tevékenykedett, majd a Hazafias Népfronttól kapott termet, ezt követően a Mosolygó Antal, illetve 1991-től új nevén a Corvin Művelődési Ház vált otthonává egy ideig.
A Kertvárosi Helytörténeti Füzetek sorozat 1999-ben Benedek Ágnes újságírónő ötletével kezdődött, aki a helyi újságírás történetét dolgozta fel. Az írás végül az
önkormányzat gondozásában jelent meg, majd ezt követte még az ő szerkesztésében 7 „füzet” (a Temetők és bűnügyek, Lantos Antal tollából Rákosszentmihály története két kötetben, az Oskolák és katedrák, Szabó József építész és Vica kisasszony párhuzamos életrajzai, a Mesélő Mátyásföld Takács Ferenc tolmácsolásában és az In memoriam 1945). Benedek Ágnes indította el iskoláknak, vagy egyéni csoportoknak a kerület nevezetességeit bemutató buszos Időutazásokat, valamint az iskolák számára rendezett helytörténeti vetélkedőket.
A helytörténeti klub tevékenysége 2006 őszén kapott új erőre. Lantos Antal helytörténész vállalta a tevékenység koordinálását, munkatársaival együtt határozott célkitűzéseket fogalmazott meg, a tevékenységet a vezető nyolc fő pontba fogalmazta meg:
1. a helytörténeti gyűjtemény feldolgozása;
2. a gyűjteményen kívüli (levéltárak, múzeumok stb.) kutatások elősegítése és a talált anyagok digitális feldolgozása – a helytörténet szempontjából fontos iratokat Széman Richárd rögzítette digitálisan –;
3. a kerület helytörténetének feldolgozása, ezen belül az ezzel foglalkozó helytörténészek munkájának koordinálása;
4. a publikáció helyi és országos szinten – a kerület sajtójában kiállításaival, könyvbemutatóival rendszeresen szerepel a helytörténet, az önkormányzat lapjában, a XVI. kerületi újságban pedig állandó egyoldalas rovatot kapott –;
5. kiállítások rendezése;
6. Időutazások szervezése egyéni csoportok és iskolák részére, valamint vetélkedők levezetése ez utóbbiaknak;
7. a kapcsolat fenntartása különböző művelődési, oktatási, társadalmi szervezetekkel;
8. a helytörténeti anyagok folyamatos gyűjtése (sajtóanyagokból és a lakosságtól).[276]

A Kertvárosi Időutazó a helytörténeti intézménnyel együttműködésben, de annak keretein kívül 2001 óta szervezett autóbuszos és gyalogos városnézések, amik elsősorban Mátyásföld, Cinkota, Árpádföld, Rákosszentmihály és Sashalom, azaz Budapest XVI. kerületének rejtett szépségeit, megújult köztereit, építészeti érdekességeit, múltjának izgalmas történeteit mutatják be – időnként a kerület határain kívül is, például a közeli kisvárosokba, Gödöllőre, Fótra, Veresegyházra kalandozva.

#### KHEK Helytörténeti Gyűjtemény
A Kertvárosi Helytörténeti és Emlékezet Központ – Helytörténeti Gyűjtemény az önkormányzat jóvoltából 2010 áprilisában a Pedagógiai Szolgáltató Intézet épületében, Mátyásföldön, a Veres Péter utca 157-ben, egy régi, parkkal körülvett villában kapott helyet, ahol egy kisebb raktárszoba, egy kutatóterem, az állandó kiállításhoz a nagy aula és az onnan nyíló az időszaki kiállítások terme áll a helytörténeti tevékenységek rendelkezésére.

#### Cinkotai Tájház
A cinkotai Batthyány Ilona Általános Iskola néhai igazgatója, Gyarmati Imre kezdeményezésére az 1960-as évek elején indult el a munka, hogy összegyűjtsék a lakosok segítségével évtizedek alatt összegyűlt, Cinkotán fellelhető népviseletek, népi bútorok és régi használati tárgyak legszebb darabjait. A néprajzi gyűjtemény méltó elhelyezése érdekében 2004 júniusában létrehozták Cinkotai Tájházért Alapítványt, majd 2008-ban a XVI. kerületi önkormányzat megvásárolta és helyreállította a házat, illetve elvégeztette a bútorok restaurálását is. A budapesti szlovák nemzeti örökségének fontos része, mivel a cinkotai paraszti közösség egyik utolsó lakóépülete volt (a török hódoltság alatt elnéptelenedett magyar falut a helyi földesúr, Beniczky Tamás, felvidéki birtokairól szlovák ajkú jobbágyokkal telepítette be, akik hagyományaikat a 21. században is őrzik). 2016. március 1-ével a megalakult Kertvárosi Helytörténeti és Emlékezet Központ egyik telephelye lett, ahol gyermekfoglalkozásokkal (rendhagyó tanítási órákkal, kézműves programokkal) várjuk az óvodás és iskoláskorú gyerekeket.

#### Tóth Ilonka Emlékház

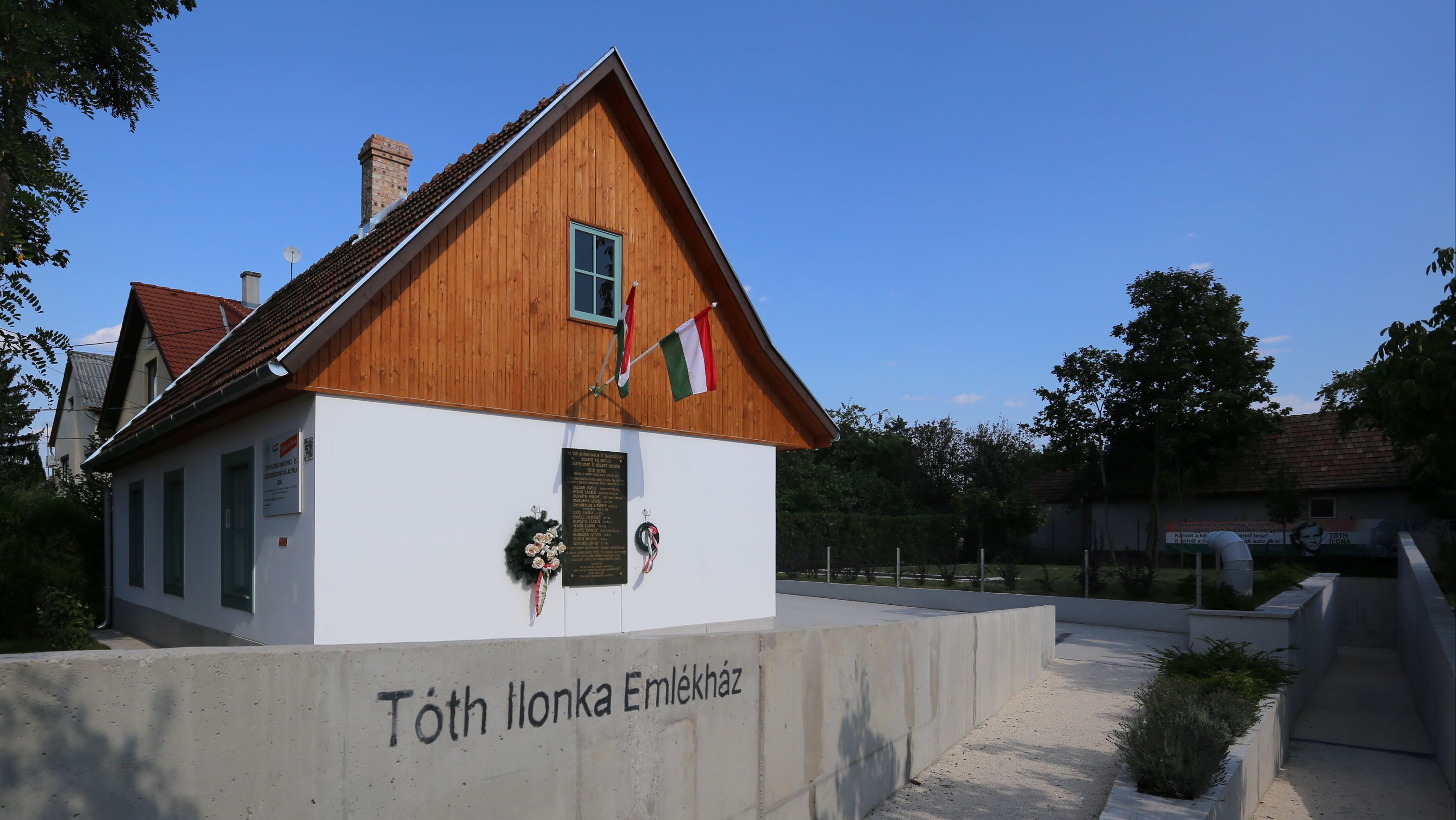
Tóth Ilonka Emlékház (Cinkota, Állás utca 57.)

2013. szeptember 26-án alakult meg a Tóth Ilonka Szülőházáért Alapítvány, mely az 1956-ban 24 évesen mártírhalált halt medika szülőházának megmentését és annak múzeummá alakítását, működtetését tűzte ki célul. Alapítói: Wittner Mária, Mireisz Tibor, dr. Onyestyák György, Weyde Gyula és a kuratórium elnöke: az ötletgazda Petrovics Sándor autóvillamossági műszerész. Az önkormányzat által megvásárolt Állás utca 57-i épületegyüttes oktató- és kiállítótermeiben filmvetítéssel kísért dokumentumösszeállítás, vitrinekben pedig a forradalmat bemutató kiállítás látható 2016 óta.

#### Kertvárosi Helytörténeti és Emlékezet Központ
A Kertvárosi Helytörténeti és Emlékezet Központ 2016 márciusában alakult meg. Az intézmény három helyszínen három arculattal rendelkezik. Az önkormányzati fenntartású intézmény vezetője Villányi Péter, aki pályázat útján nyerte el a posztot előbb egy, majd további öt évre.
A mátyásföldi villanegyednél található székhelyén folynak a már évtizedes helytörténeti kutatómunkák, kiadványok szerkesztése, kiállítások és a hely szelleméhez illő rendezvények rendezése.
A cinkotai parasztporta az intézmény telephelye, ami feladata a régi cinkotai paraszti emlékek ápolása, gondozása, átörökítése. Tájházként látogatható, a kert és a fedett színek kerti mulatságoknak, szabadtéri rendezvényeknek, kemencés, üstös sütés-főzésnek adnak helyszínt.
Az árpádföldi emlékhely az 1956-os forradalom és szabadságharc 60. emlékéve alkalmából, a mártírhalált halt fiatal orvostanhallgató szülőházában nyitotta meg kapuit.

### A sashalmi EMG

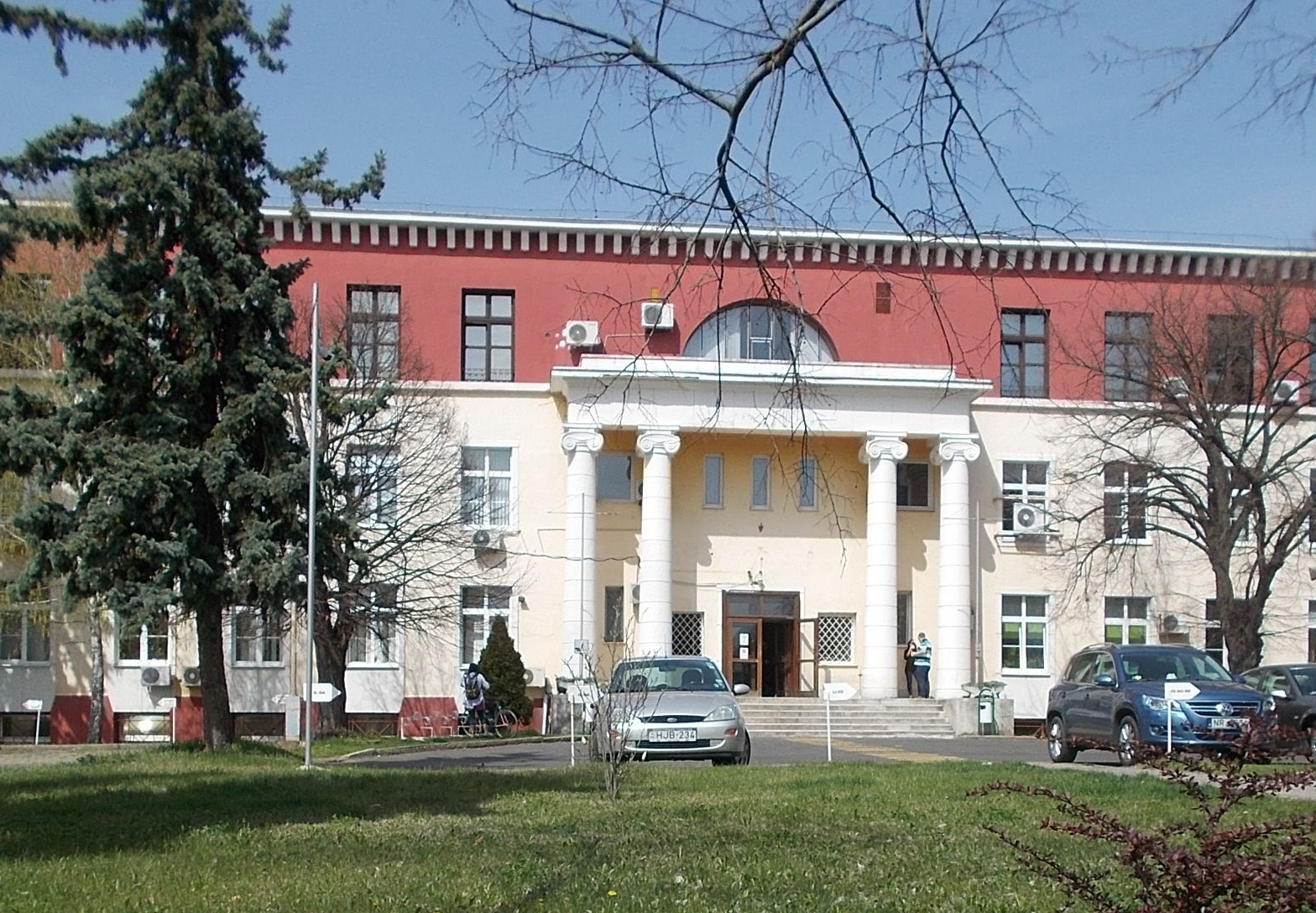
Az EMG-Irodaház 2018-ban

Az átmenetileg az újpesti Baeder-féle szappangyárban 1950-ben megalapított gyár új üzemének felépítését eredetileg Gödöllőre tervezték, de a munkaerő szakképzettsége miatt ezt végül Budapest XVI. kerületének Sashalom városrészére módosították. Mivel mielőbb kész termelőegységre volt szükség, a Mechanikai Mérőműszerek Gyára addigra már engedélyezett terveit adaptálták a területre. Az építkezés 1952-ben kezdődött. 1953 végétől 1954 tavaszáig tartott az átköltözés.
A gyár építésének befejezése során egy sporttelepet is kialakítottak futball-, tenisz-, kézilabda-pályákkal és öltözővel. 1955-ben a gyár megalapította az EMG Sport Egyesületet. 1958-ban egyesült a XVI. Kerületi Petőfi sportkörrel, amely Klatsmányi Árpád vezetésével felvette a Sashalmi Elektronikus Sport Egyesület (SESE) nevet.
Az Elektronikus Mérőkészülékek Gyára mint önálló jogi személy 1991. augusztus 24-től megszűnt, de a vállalat által korábban alapított társaságokat a felszámolás nem érintette, az EMG tulajdoni hányadot olcsón kivásárolhatták, biztosítva ezzel tovább működési feltételüket. A gyártelep helyén az EMG ipari park, illetve a Kiserdő Klinika üzemel. A 2010-es évek elején az EMG alapítású cégek közül az AUTER és az EAC Kft.-k, rajtuk kívül pedig több, a felszámolás idején EMG-sek által alapított cég és számtalan egyéb vállalkozás működik.

### Naplás-tó természetvédelmi terület
A 1 668 657 m2 kiterjedésű Naplás-tó természetvédelmi terület Budapest XVI. kerületében, Cinkota külterületén, Rákosliget mellett található a „Cinkotai út-Simongát utca-Zúgó-patak” és a „Nagytarcsa közigazgatási határ-Budapest XVII. kerület közigazgatási határ” között, a Naplás út északi és déli oldalán. Ökológiai szempontból a főváros egyik legértékesebb területe. Közép-Európában az egyetlen ilyen nagy kiterjedésű városi terület, amelyen vízi és mocsári növényzet, illetve a hozzá csatlakozó sásréti és lápréti vegetáció viszonylag háborítatlan. Az 1997-től fővárosi helyi jelentőségű védett terület három részre tagolódik: a Naplás-tó és a közvetlen környéke, a Szilas-patak menti láprétek és a Cinkotai Parkerdő. A tó egy az 1970-es évek második felében, a Szilas-patakon mesterségesen kialakított árvízvédelmi tározó, vízgyűjtője a Pesti-hordalékkúpsíkságon található. Bár ember alakította, mégis létének (és a védelmét kezdeményező civileknek) köszönhető, hogy a széles, lapos völgyben elhelyezkedő, időszakosan vízzel borított, magas talajvízállású hajdani láprét maradványai fennmaradtak, azonban a folyamatosan növekvő urbanizáció változatlanul befolyásolja, veszélyezteti létét. A terület védetté nyilvánításának törvényben előírt célja a fővárosban egyedülálló természetes növénytársulások, védett és veszélyeztetett növényfajok, a rendkívül gazdag állatvilág védelme, valamint jelentős tájképi, rekreációs értékének megőrzése.
A látogatók túlnyomó többsége a tó kedvéért keresi fel a területet. A főváros és környékének legnagyobb állóvize közkedvelt horgászparadicsom. Tizennyolc állomásból álló tanösvény is készült a természetvédelmi terület bemutatására és egy kis játékhoz. A tótól északra található fűzláp csak tudományos célból, engedéllyel látogatható, így azt megkerülve dűlőutakon kell haladni, míg a botanikai értékekben talán leggazdagabb alsó láprét a patak gátján futó úton haladva ismerhető (meg letérni az utakról nem szabad; a védett növények csak itt mutatnak szépen, kiásva vagy leszakítva nem maradnak életben, pusztításuk pedig szigorú büntetést von maga után). Az erdőben egy a fák fölé magasodó, különleges geometriájú kilátóról 360°-os panoráma, és a Naplás-tó távolabbi környezete is megszemlélhető.
A terület gépjárművel és kerékpárral is közvetlenül elérhető, illetve tömegközlekedéssel is megközelíthető némi gyaloglással.

### Csokoládé Múzeum
2008-ban nyitotta meg kapuit az árpádföldi Bekecs utca 22. szám alatt a Csokoládé Múzeum, ahol századokon átívelő kiállítás és kóstolók zajlanak – alapítója, Farkas Elemér, gyűjtő. Az épület eredetileg 1902-ben vadászkúriának épült.

### Kerületi Trianon-emlékmű

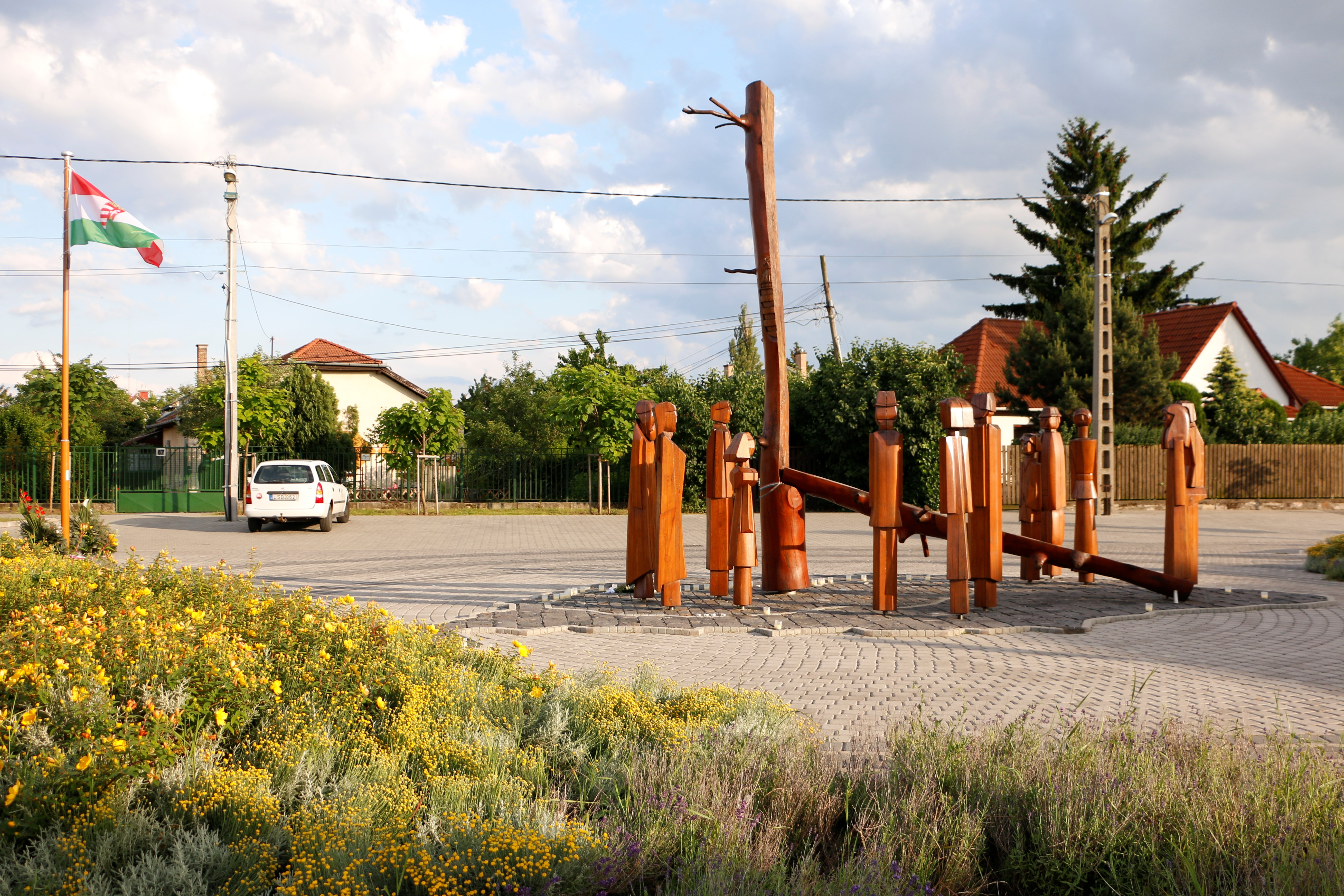
A XVI. kerületi Trianon-emlékmű

A Sashalom és Rákosszentmihály határán álló emlékmű Duffek Tivadar és Csibi László alkotása, amit parkosított tér vesz körül 2013 óta.

### Kerületi tanösvények
A Naplás-tó tanösvény 2012-ben létesült, helyi védettséggel rendelkező, gyalogosan bejárható területen, a Naplás-tó, a főváros egyik legnagyobb állóvize körül. A XVI. kerületi Önkormányzat, a Rákosmenti Mezei Őrszolgálat és a Magyar Madártani és Természetvédelmi Egyesület hozta létre. Hossza körülbelül 4500 méter, 18 darab tanösvénytáblaponttal. Szakaszai egyben, vagy külön-külön is bejárhatók. Szabadon látogatható.
A madárvédelemre fókuszáló (fontosságát és eszközeit bemutató) Fekete István-tanösvény az előbbitől nem messze, a Szilas-patak menti bringaút mentén, a Somkút utca (ami az Újszász utca folytatása Cinkota határától) és a Zúgó-patak parti játszótér és park között. A Kertvárosi Környezetvédő Természetjárók és a Ligeti Madárvédelem közösen hozta létre, hogy az itt élők megismerjék a terület madárvilágát. Átadása 2015 novemberében volt, a kerület harmadik tanösvényeként.

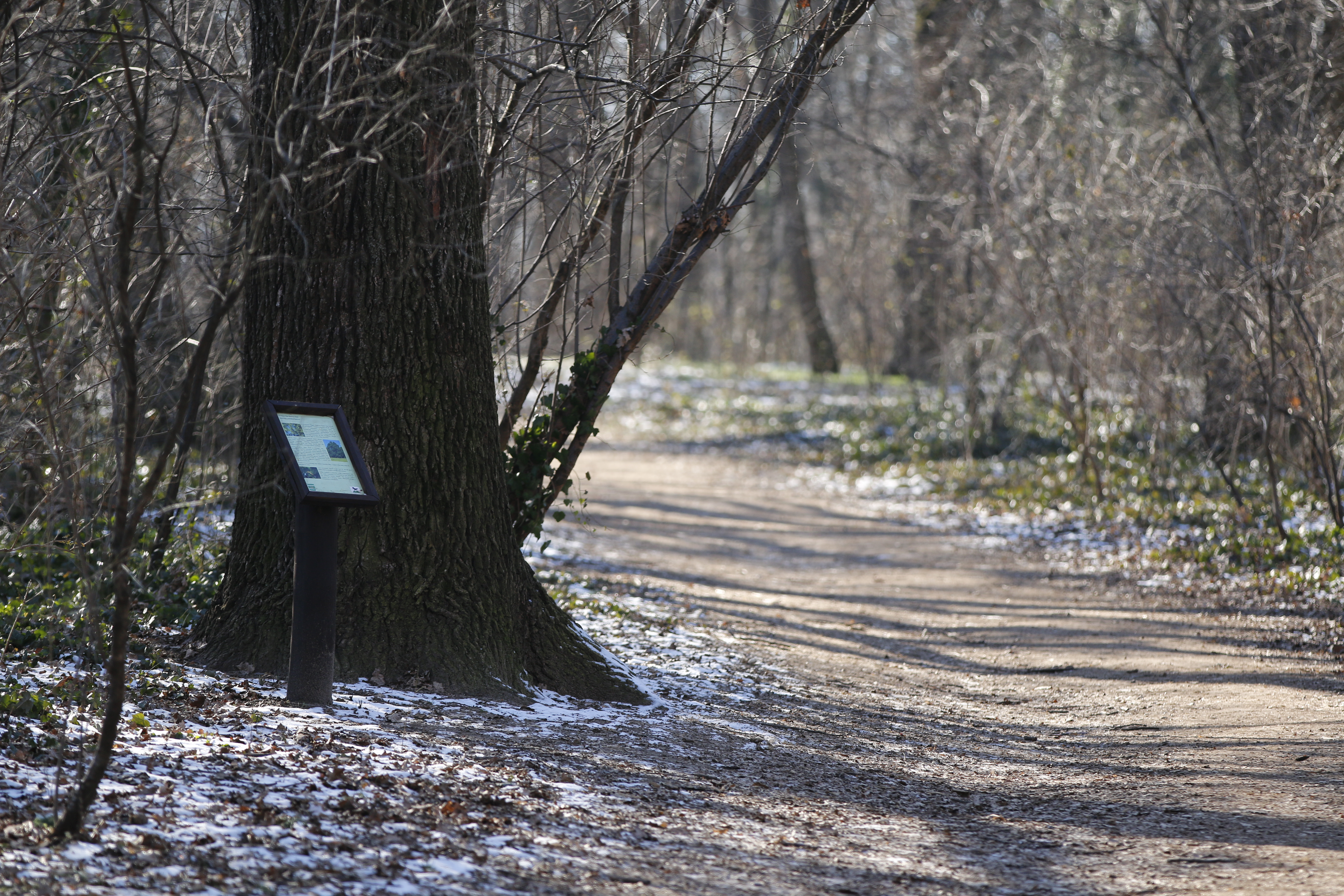
A Sashalmi-erdő tanösvény

A Sashalmi-erdő tanösvény 2015-ben létesült (nem védett terület), a Budapesti Műszaki Szakképzési Centrum Neumann János Számítástechnikai Szakgimnáziuma diákjai és tanárai által. A 350 méter hosszúságú útvonalon karós-füzetes és 1 nagyobb méretű tájékoztató tábla található 7 állomáson. Célja, hogy a természetközeli és részben vagy teljesen mesterséges fás életközösségek legfontosabb jellemzőit mutassa be a 8,3 hektáras parkerdőben. Gyalogosan és kerékpárral is bejárható a kiépített sétautakon. Szabadon látogatható.
A Torma Zsófia botanikai tanösvény 2022 nyarán, az első magyar régésznőről elnevezett sétányon készült el. A kerület főkertésze (Ádám Attila), illetve a Nemzetközi Dendrológai Alapítvány szakemberei (Debreczy Zsolt és Rácz István) a növényföldrajzi egységek és a biológiai sokféleség bemutatására törekedtek, figyelembe véve a területen már meglévő növényzetet. Négy egységet hoztak létre: a Mediterráneum részre fagytűrő délszaki növények kerültek (például örökzöld magyaltölgy, jázmin, jeneszter, levendula, európai ciprus, cserjés macskahere, szúrós csodabogyó); az Örök tavasznak nevezett szakaszon hosszan virágzó fák és cserjék, valamint télizöldek kaptak helyet; a Carpaticumba a helyszínen élő lucfenyő négy kevéssé ismert változata mellé jegenyefenyő, madárberkenye, aranyeső, alpesi köszméte és törpefenyő került; a Nyugat-Ázsia szakasz alapjául szolgáló meglévő diófa mellé pedig olyan fajokat ültettek, amelyek a dióval élnek egy állományban Nyugat-Ázsiában, úgymint a magyal és a tiszafa. A sokak közös munkájának eredményeként létrejött gyűjteményes sétány több mint 40 faja – de nem minden egyede – latin névvel ellátott táblát is kapott. Gyalogosan és kerékpárral is bejárható. Szabadon látogatható.
Bár nem számít kerületinek, de a mátyásföldi reptér mellett, kicsit érintve azt halad el a Felsőrákosi-rétek tanösvény (ami Természetvédelmi Terület 2018-ban a főváros második legnagyobb helyi jelentőségű védett élőhelye).

### Bálint gazda kertjei

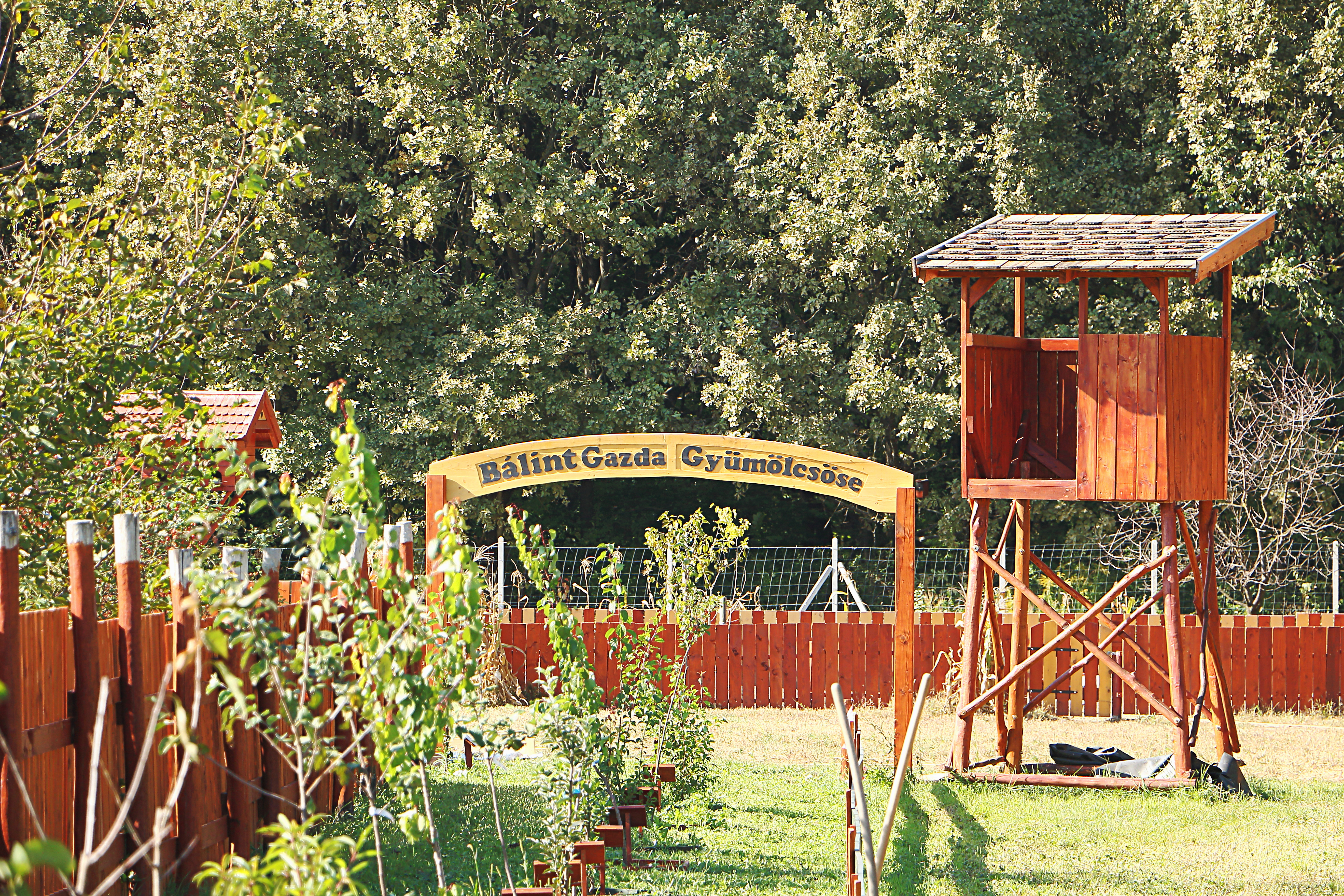
Bálint Gazda Gyümölcsöse a Sarjú út 5. alatt

A Bálint gazdaként ismert kertészmérnök, Bálint György 1999-ben költözött a kerületbe feleségével, aki akkor itt dolgozott. Lakóháza utcájában Sashalmon, a kerületi közkönyvtár olvasóköre róla kapta a nevét. Sok könyvet adományozott nekik az évek alatt. 2017-ben Telegdi Ágnes természetfotós-írónő javaslatára az olvasókertet Bálint gazda kertje névre keresztelték, ahova a névadó egy diófacsemetét ültetett abban a reményben, hogy a könyvtárnak annyi regisztrált olvasója lesz, ahány szem dió a fán terem.
A 2019 nyarán készült el a Rákosmenti Mezei Őrszolgálat telephelyén Kertvárosi Tanyaudvar, ami megvalósításában az abban az évben 100. életévét betöltött szaktekintély is aktív részt vett – tanácsai, ötletei mellett ő végezte a fák első metszését. Bálint Gazda Gyümölcsöse nem csak szakmai tanácsokkal látja el látogatóit, hanem Bálint Györgyről is szól. 100. születésnapja alkalmából júliusban a kerület polgármestere leplezte le az ünnepelt ajándékaként létesített és nevesített kertet.

### Reformátorok tere

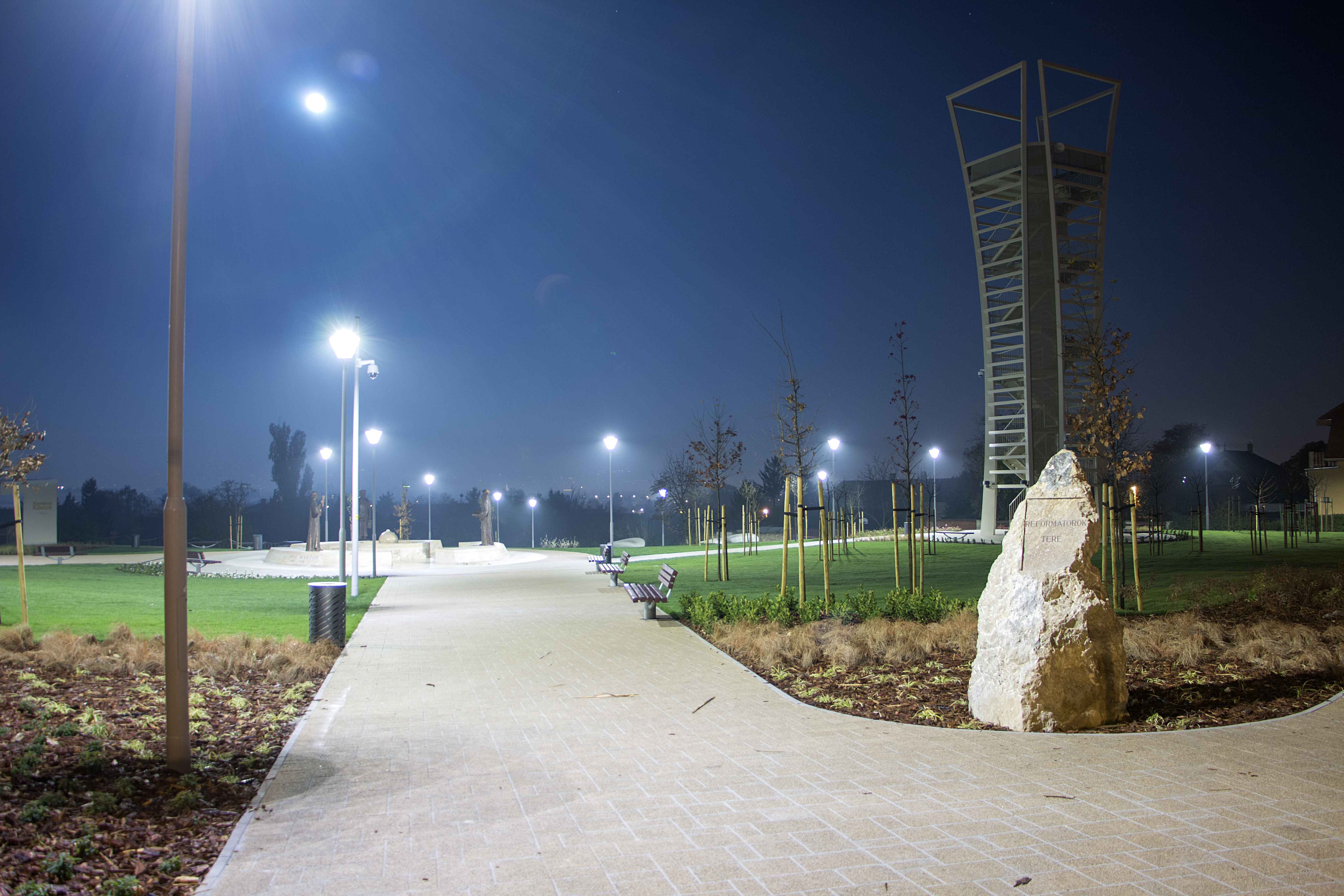
A Reformátorok tere felső része éjjel

A Homokdomb utca – Sashalom utca – Milán utca – Rákóczi út által határolt területen működött 1935-ig – bár már az 1920-as évek folyamán kimerült – Rákosszentmihály községi kavicsbányája – mellette a József utca felé, a tulajdonosa után Dittrich (vagy Dietrich) néven emlegetett, rákosszentmihályi magánbánya volt. Az ezután egyre jobban elhanyagolt állapotú területet Schulek Károly bíró hozatta rendbe az Egyetemisták egyesülete részére és sporttelepként építették újjá: a jó időben tenisz-, télen pedig jégpályákat szerpentin utak, sziklákkal kirakott oldalak, bokrokkal és fákkal díszített sétányok vették körül. 1936-ban Schulek Károly ligetnek nevezték el a területet.
A 2017–2019 között a reformáció 500. évfordulójára újra kiépülő tér közvetlen összeköttetéssel rendelkezik a Havashalom parkkal. Magában foglalja R. Törley Mária szobrászművész reformáció-emlékművét, egy 17 méter magas körpanorámás kilátót, egy kávézót és egy játszó- és közösségi teret.

### Kertvárosi Tanyaudvar

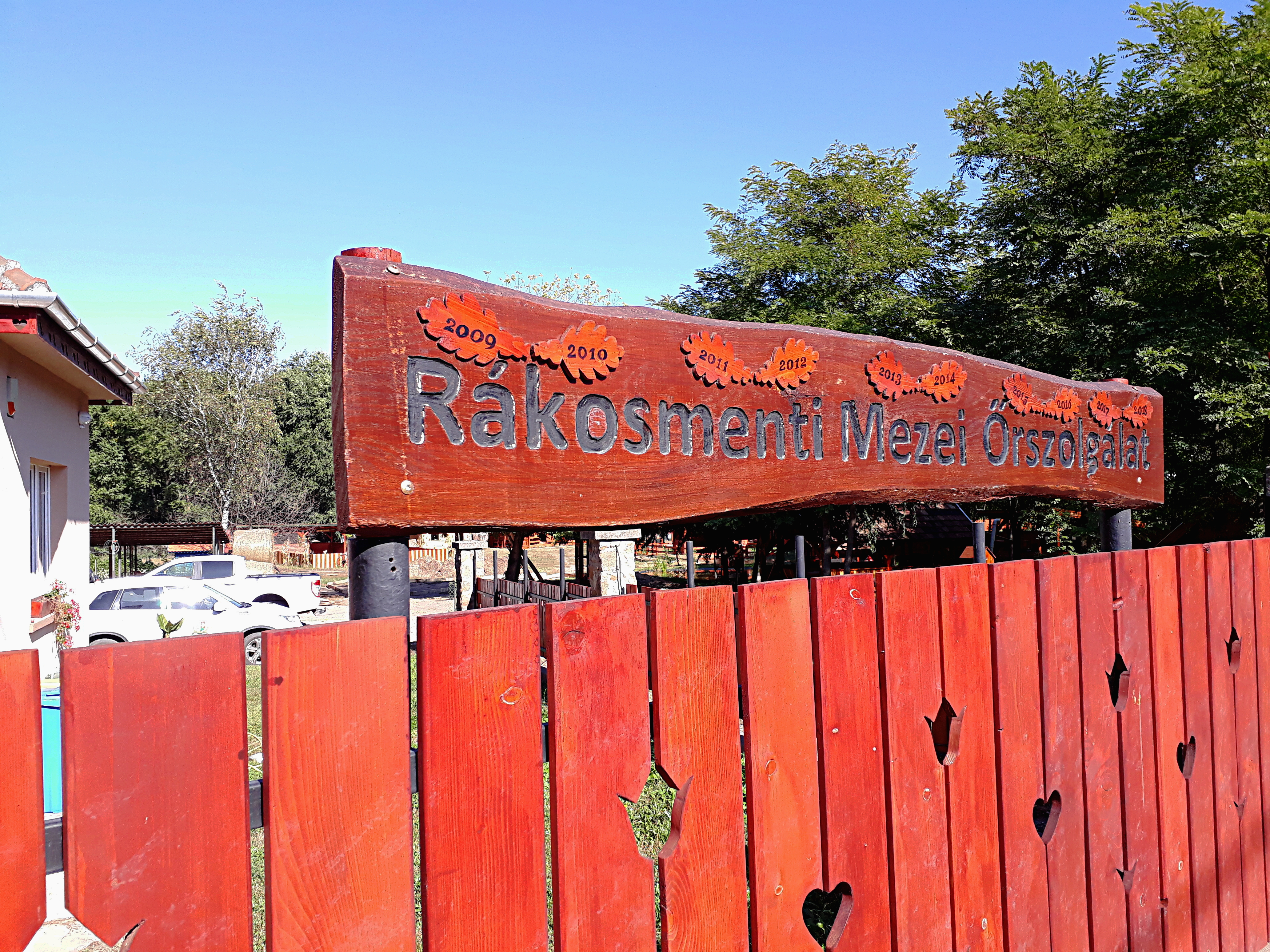
A Rákosmenti Mezei Őrszolgálat központja

A Rákosmenti Mezei Őrszolgálat központja és tanyaudvara részben a szervezet bázisa, részben pedig a környezettudatos nevelési projektjük elemeként létesített tanyaudvar és állatsimogató, ahol a társult (XVI., XVII., X., XVIII. és XV.) kerületek óvódásai, iskolásai találkozhatnak az őshonos háziállatokkal.
Az ország legnagyobb mezei őrszolgálatának, a Rákosmenti Mezei Őrszolgálat mintatanyája és központja 2019 októberében már megnyílt, de teljes egészében 2020-ra készült el a XVI. kerületi Sarjú úton az 5. szám alatt, a Szilas-pataki kerékpárút mentén, a H8-as és H9-es HÉV-töltés mellett (túloldalán a Veres Péter út, közelében a Mátyásföld alsó megállóhely található). Bejelentkezés alapján, időegyeztetéssel, illetve hétvégente látogatható. A csaknem egy hektárnyi fővárosi ingatlant a kertváros önkormányzata, rajta keresztül pedig a mezőőri társulás 15 évre kapta meg. A még a 90-es években, az M0 körgyűrű akkori nyomvonal tervének ismeretében a Fővárosi Önkormányzat által kisajátított családi házas területet a kerületi önkormányzat a Naplás tó és környéke fejlesztésére elnyert TÉR-KÖZ pályázata keretében újította föl. A – bűnmegelőzést szolgáló oktatási tevékenysége mellett a – 22 fős mezőőri csapatból 13 fő elvégezte a Hortobágyi Madárpark – Madárkórház Alapítvány szervezte madármentő tanfolyamot. 2019-ben pedig két fő tanyagondnokkal bővült a létszámuk. Az első állatok már 2018-ban megérkeztek. Először Dezső – az eredetileg a hortobágyi klímára tenyésztett fehér magyar fajtájú – kakas két tyúkkal költözött be, majd két fészekalja vadkacsa, melyekből hármat az Örs vezér teréről, az Árkád üzletközpont tetejéről mentettek ide, tíz csibét pedig Rákosligeten, a Diadal utcánál találtak. A gödöllői génbankból őshonos magyar háziállatok (pl. lúd, galamb, juh, kecske, szamár és kárpáti borzderes szarvasmarha) is gazdagítja az állományt. Még 2018-ban elkészültek a fürjes-házak, nyúlólak, galambdúc, vadász les és a gémeskút, később egy kis tó, közösségi és madárbarát kert. Szálas takarmánnyal a mini gazdaságot körülvevő földekről látják majd el az állatokat, nyáron sávos legeltetéssel. Már a kialakításkor létrehoztak bemutató jelleggel konyhakertet is, ahol valaha a Penkov-féle bolgárkertészet volt. A területen gyümölcsöst is telepítettek, ahol olyan speciálisan nevelt fafajtákat ültettek, amelyek kis helyet foglalnak és amelyek gondozását a gyermekektől a nyugdíjasokig mindenki el tudja látni. Továbbá apróbogyós-gyümölcsbokrok is, mint a ribizli, az egres és még néhány más rokonnövény is helyet kapott, népszerűsítve a családi házak kertjében a gyümölcstermesztést. A részegységet a kerületben lakó Bálint Györgyről Bálint Gazda Gyümölcsösének nevezték el. A korábbi melléképület helyére 40 fős előadóterem készült csikókályhával, kemencével és kovácsműhellyel. 2021-ben felváltva négy tanyagondnok gondoskodik a tanyaudvar fenntartásáról, a távlati tervekben pedig egy vadaspark kialakítása is szerepel.

## Díszpolgárok, díjak és kitüntetések

### A kerületi önkormányzat képviselő-testületének kitüntetései

#### Díszpolgárok
Budapest XVI. kerületét alkotó elődközségek díszpolgárai 1948-ig.
- Gróf Apponyi Albert (Cinkota, Rákosszentmihály 1921)
- Agorasztó Tivadar (Cinkota 1922)
- gróf Klebelsberg Kúnó (Cinkota 1926, Rákosszentmihály 1928)
- Dr. Vass József (Cinkota 1929)
- Tabódy Ida (Cinkota 1929)
- Dr. Pettko-Szandtner Aladár (Cinkota 1930)
- Gömbös Gyula (Cinkota 1930, Mátyásföld 1934)
- Dr. Preszly Elemér (Cinkota 1930)
- Báró uzsoki Szurmay Sándor (Cinkota 1931 előtt[332])
- Krenedits Sándor (Rákosszentmihály 1931)
- Dr. Körmendy-Ékes Lajos (Mátyásföld 1933)
- Keresztes Fischer Ferenc (Mátyásföld 1934)
- Vitéz Marton Béla (Rákosszentmihály 1936)
- Vitéz Nagy Géza (Rákosszentmihály 1943)
- Jobaházi Lajos (Mátyásföld 1947 posztumusz)

A kerület díszpolgárait a képviselőtestület a rendszerváltás után 1996-tól választja meg, részben a kerületi polgárok, civil szervezetek és intézmények jelölései alapján
- 1996: Juhász Károlyné Kovács Erzsébet[334] és Laki Károly[335][336]
- 1997: Pacor Győző (életútjáért) és Mohácsi Regős Ferenc festőművész[337]
- 1998: Farkas Sándor és Pánczél Tivadar[336][338]
- 1999: dr. Gyárfás Endréné és Balogh József (posztumusz)[336][339]
- 2000: Csermely László és Dvorák Károlyné[336]
- 2001: Tóth Ilonka (posztumusz)[336]
- 2002: Vöröss Ferenc[336]
- 2003: dr. Persányi Miklós[336]
- 2004: Novák Dezső[336]
- 2005: Mihala Tibor és Szabó Géza[336][340]
- 2006: Kricskovics Antal és Mádi Jenő[336]
- 2007: dr. Garamvölgyi Árpádné[336]
- 2008: Bíró Ferenc[336]
- 2009: dr. Bátorfi Béla, Rozsinszky Géza és Kovács Attila (posztumusz)[336][341]
- 2010: R. Törley Mária[336]
- 2011: dr. Babay Marietta[336]
- 2012: Kázmér József mátyásföldi képviselő, a Corvini Domini egyesület elnöke[342]
- 2013: Dr. Horváth Attila történész, egyetemi docens[343]
- 2014: Vitéz Lovag Palla László és id. Tomhauser István[344]
- 2015: Jónásné Nagy Katalin – szerkesztő, műsorvezető[345]
- 2016: Vitéz Lovag Máriási György Mihály ’56-os harcos és Molnár V. József néprajz-kutató[346]
- 2017: Decsi András vívóedző, korábbi vívó, a magyar kardválogatott vezetőedzője[347]
- 2018: ifj. Tomhauser István edző-tanár és Gilyén Ince vezető építész tervező, önkormányzati képviselő, a Kerületfejlesztési és Üzemeltetési Bizottság korábbi elnöke[348]
- 2019: Mező Mihály, a Magna Cum Laude frontembere[349][350][* 12]
- 2020: Bálint György (kertészmérnök) és Petrovics Sándor Csaba[352]
- 2021: Paor Lilla, Tóth Miklós és (posztumusz) Horváth János[353]
- 2022: Tarnai Kiss László, Végh Aladár és Nyolczas Péter (posztumusz)[354]
- 2023: Varga Ferenc sportszakíró és Nagy Zoltán a sashalmi Krisztus Király plébániatemplom esperes plébános[355]
- 2024: Bányi Gyuláné a Kertvárosi Kertbarátok Egyesülete elnöke, Gödölle Márton esperes, plébános, a Mátyásföldi Szent József Plébánia plébánosa[356]

A XVI. Kerületi Díszpolgárok Egyesülete
Máriási György kezdeményezésére 2019. február 9-én a kerület díszpolgárai megalapították a XVI. Kerületi Díszpolgárok Egyesületét azzal a céllal, hogy szociális-, kulturális, és sportrendezvényeket szervezzenek és támogassanak, mivel „a jövőben megtisztelő címüket nem passzívan szeretnék viselni, hanem egyesületi keretek között kívánják segíteni a XVI. kerület fejlődését”. Az egyesület elnökének az ötletgazdát, alelnöknek Palla Lászlót és Decsi Andrást választották, az egyesület titkára pedig Nagy Katalin lett. Az alakuló ülésen Mihala Tibor, Decsi András, dr. Horváth Attila, dr. Kovács Szabó László, Palla Lászlóné, Máriási György, Palla László, Nagy Katalin, dr. Babay Marietta, id. Tomhauser István és házigazdaként, valamint Tóth Ilona posztumusz díszpolgár képviselőjeként Petrovics Sándor.

#### Budapest Főváros XVI. Kerületéért
A Budapest Főváros XVI. kerületéért kitüntetés kulturális, művészeti, közművelődési, pedagógiai, sport, közbiztonsági, karitatív, egészségügyi, környezetvédelmi, településfejlesztési vagy más közérdekű tevékenység terén kitűnt és jelentős eredményeket elért személy vagy közösség tevékenységének vagy életművének elismerésére adományozható a kerületi polgárok, civil szervezetek és intézmények jelölése alapján.

#### Budapest Főváros XVI. kerületének Ifjú Tehetsége cím
Képviselő-testületi rendeletet alapján 2011 óta ítélik oda a XVI. kerületben élő, 12 és 35 év közötti tehetségek támogatására, 3 kategóriában: magyar kultúra és irodalom, zeneművészet, valamint tudomány területén. Kategóriánként egy díjazott lehet évente.
- 2011 – Nagy Levente Péter nyelvész; Horváth Benedek zongoraművész; Juhász Bálint villamosmérnök[360][361]
- 2012 – Bíró Gergely író[342][362]
- 2013 – Balla Zsuzsanna Eszter író, Kuti Róbert hegedűművész, Dálya Gergely csillagász[363][364]
- 2014 – Erdélyi Zsombor táncművész, Balogh Ádám kémikusvegyész[365]
- 2015 – Kuti Róbert hegedűművész[345]
- 2016 – Orosz Ákos színművész; Jánoki Márió ének- és zongoraművész; Grósz János környezetvédő[346]
- 2017 – Opolczer Dániel mérnök informatikus; Zelenyánszky Lőrinc gordonka és furulyaművész; Engelné Nagy Éva orosz, német, irodalom szakos bölcsész[347]
- 2018 – Risa Anita környezetmérnök, doktorandusz; ifj. Kuti Róbert hegedűművész, a zeneművészeti egyetem különleges tehetségek osztályának növendéke; Szauer Lilla író, szerkesztő, dramaturg[348]
- 2019 – Dobra Bernadett az előadóművészet területén elért eredményeiért, Varga Laura népdalénekes, Horváth Csaba Csongor[350][366]
- 2020 – Peresztegi Hanna Dorina a rajzművészet, Botka Nándor a gitárművészet eredményeiért és Hasznosi Tamás Pál az elektrotechnika területén elért eredményeiért[352]
- 2021 – Tóth Mária Nikoletta hárfaművész, Labancz Eszter novellaírói, Sáfrány Bence néptáncos és dr. Farkas György Tamás az állam- és jogtudomány területén végzett kimagasló munkájáért[353]
- 2022 – Tollár Vince Levente (történelemtudomány), Varga Levente Péter (néptánc és népzene, hagyományápolás) és Szauer Lilla (irodalom)[367][368]
- 2023 – Pálszabó Andrea (magyar tudomány - biológia-kutatás)[355] és Szauer Lilla (magyar kultúra és irodalom, hagyományőrzés)[358]
- 2024 – Varga Laura (magyar zeneművészet), Varga Levente Péter (magyar kultúra és irodalom, hagyományőrzés)[356]

## Fontosabb közutak
- Veres Péter út
- Csömöri út
- Rákosi út
- Szlovák út
- Újszász utca

## Kerületi média
Nyomtatott média
- XVI. Kerületi Újság – a kerületi önkormányzat kéthetente megjelenő ingyenes újsága
- Helyi Hírek – a rendszerváltás óta megjelenő független kerületi folyóirat
- Fórum (korábban: Civil Fórum) – pártfüggetlennek mondott előbb kétheti majd havi lap. Alapítója és állandó szerzője Hargitai István (az MDF, majd a Civil Mozgalom képviselőjelöltje)[372]
- Szentmihályi Életünk – plébániai újság 2004 óta[373]

Televízió
- 16tv Közösségi Televízió[374]

## Testvérvárosai
- Krakkó VII. és XVI. kerülete  Lengyelország (az 1999-es megkereséstől a kerületi Lengyel Kisebbségi Önkormányzat támogatásával aktív kapcsolatot 2003-ban határozatban is megerősítette az önkormányzat, azonban Krakkó város Tanácsa nem hagyta jóvá ezt a szándékot)[375][376]
- Novi Vinodolski  Horvátország (nem hivatalosan - szándéknyilatkozat: 2000. március 11., de volt már Magyarországi testvértelepülésük – a kapcsolat nem aktív)[377][378]
- Waltershausen  Németország (2003, az együttműködés főbb területei: a német nemzetiségi önkormányzat által diákcsere, kultúra[378])[379]
- Pozsonypüspöki  Szlovákia (2005, az együttműködés főbb területei: kultura, oktatás és sport[378])[380]
- Canistro  Olaszország (2005, a partnerkapcsolat célja: együttes partnerkapcsolatok kiépítése az élet minden területén lett volna – nem aktív/megszakadt)[377][378]
- Kishegyes  Szerbia (2008., az együttműködés főbb területei: oktatás, kultúra)[380][* 13]
- Érmihályfalva  Románia (2008, az együttműködés főbb területei: oktatás, kultúra[378])[379]
- Hanoi Tay Ho kerülete  Vietnám (2010, az együttműködés főbb területei: kultúra, sport, gazdaság)[378][383]
- Zápszony  Ukrajna (2011; az együttműködés főbb területei: oktatás, kultúra, életminőség javítás[378])[380]
- Csíkszentmihály  Románia (2017, az együttműködés főbb területe: kultúra)[384]

### „Szomszédvárosi kapcsolatok”
- Budapest XV. kerülete Rákosszentmihállyal – testvérkerület[385]
- Budapest XV. és IV. kerületével – Szilas-menti Együttműködés[385]

## Képgaléria

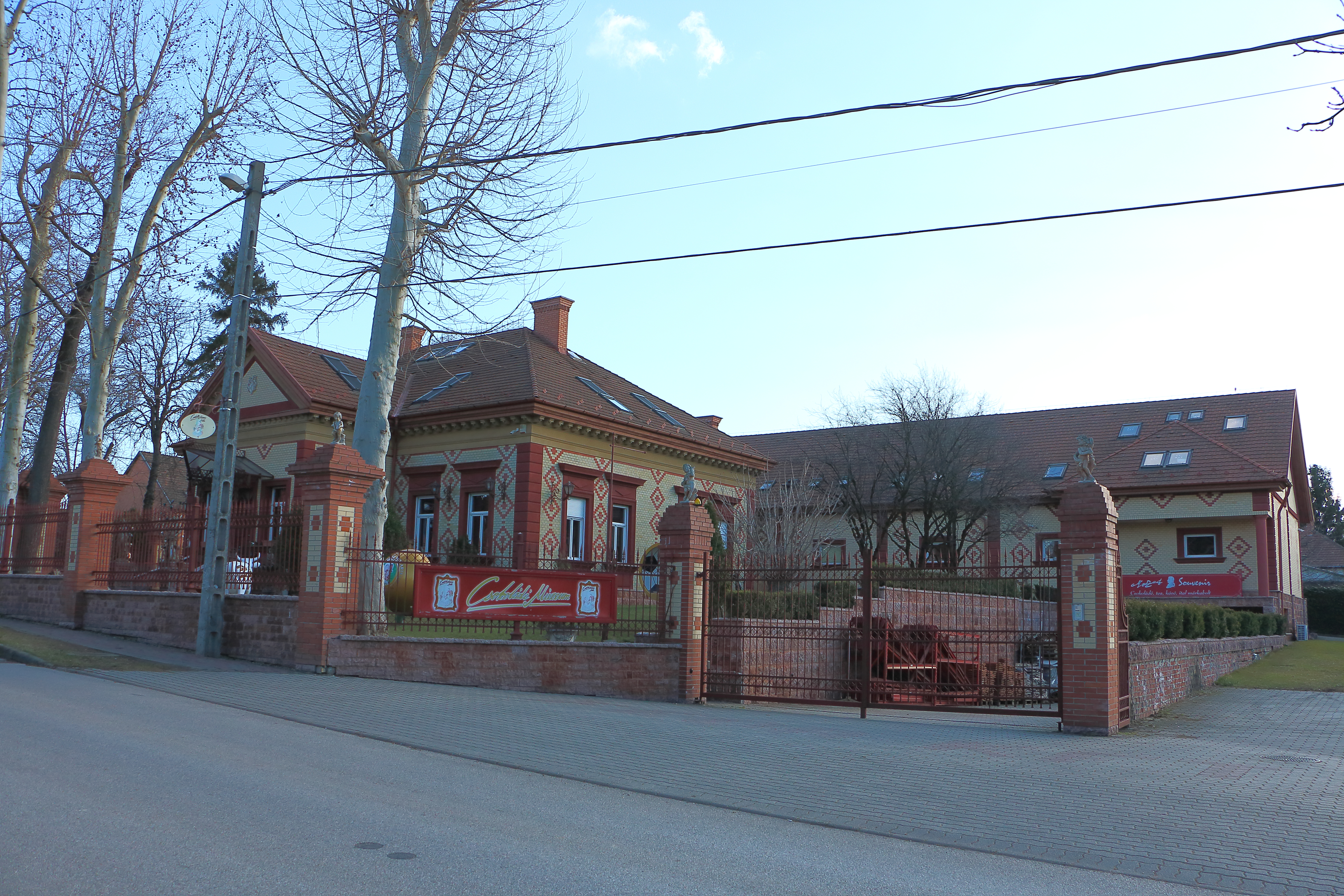
Árpádföld – a Csokoládé Múzeum kerítése
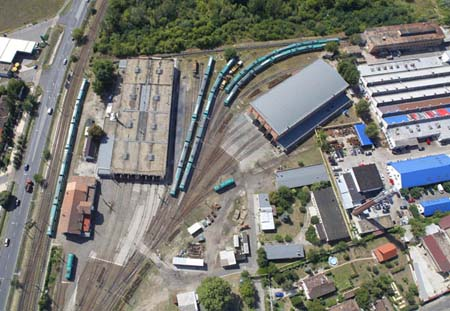
Cinkota – HÉV remiz
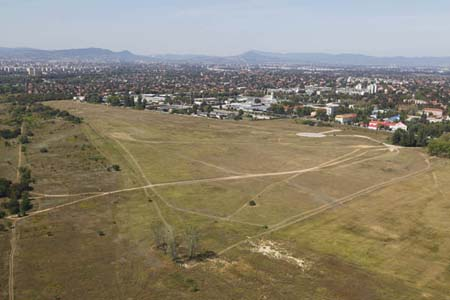
Mátyásföld – repülőtér
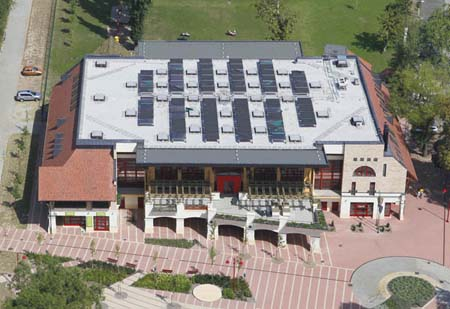
Az Erzsébetligeti uszoda
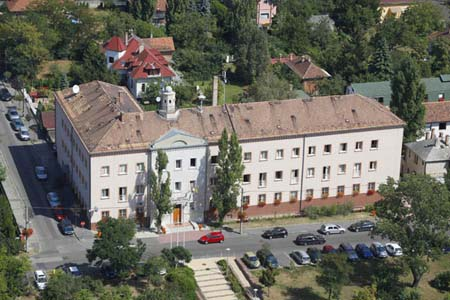
Sashalom – az önkormányzat épülete
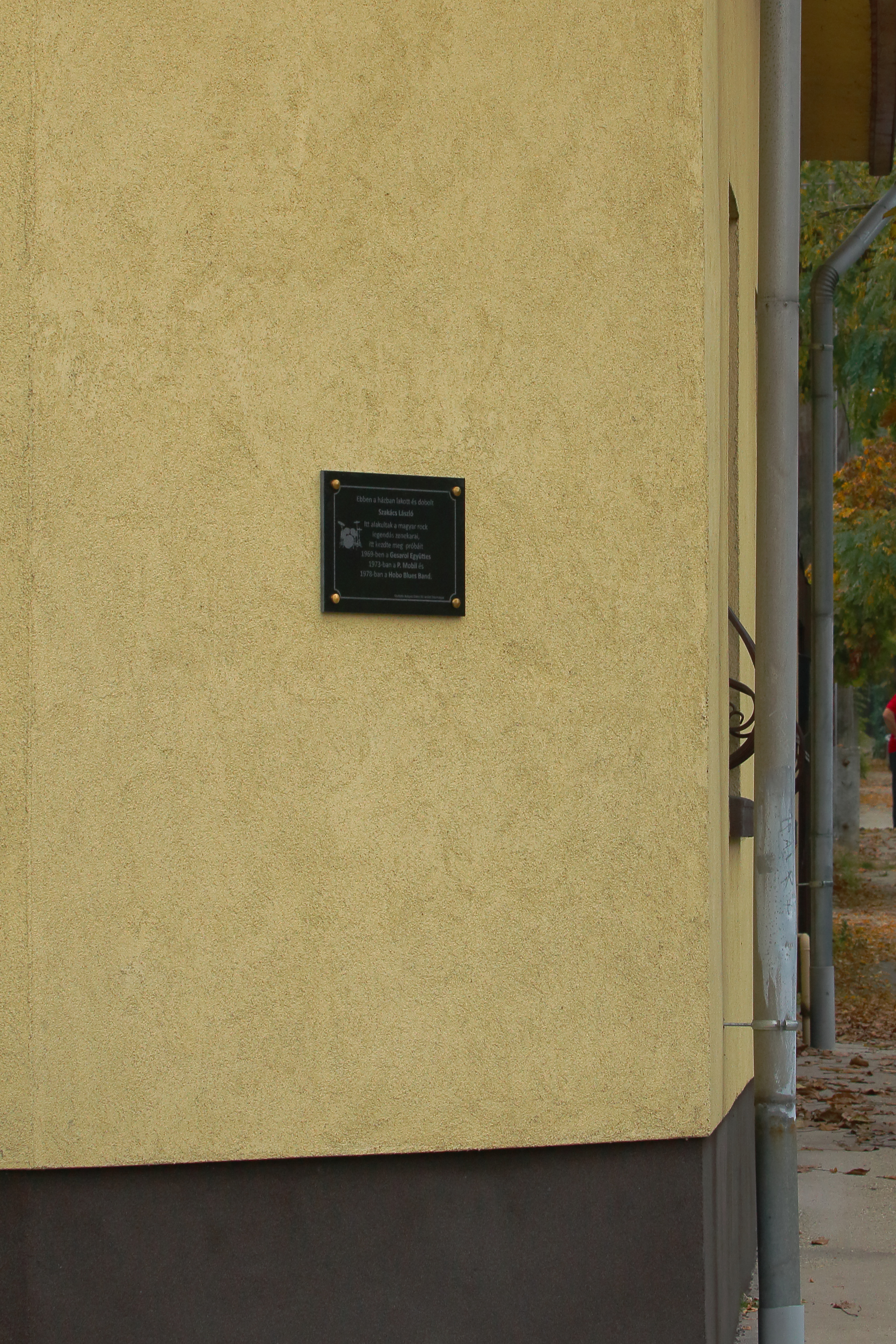
A Budapest Főváros XVI. Kerületéért díjas P. Mobil és  több más együttes egykori zenekari próbahelye
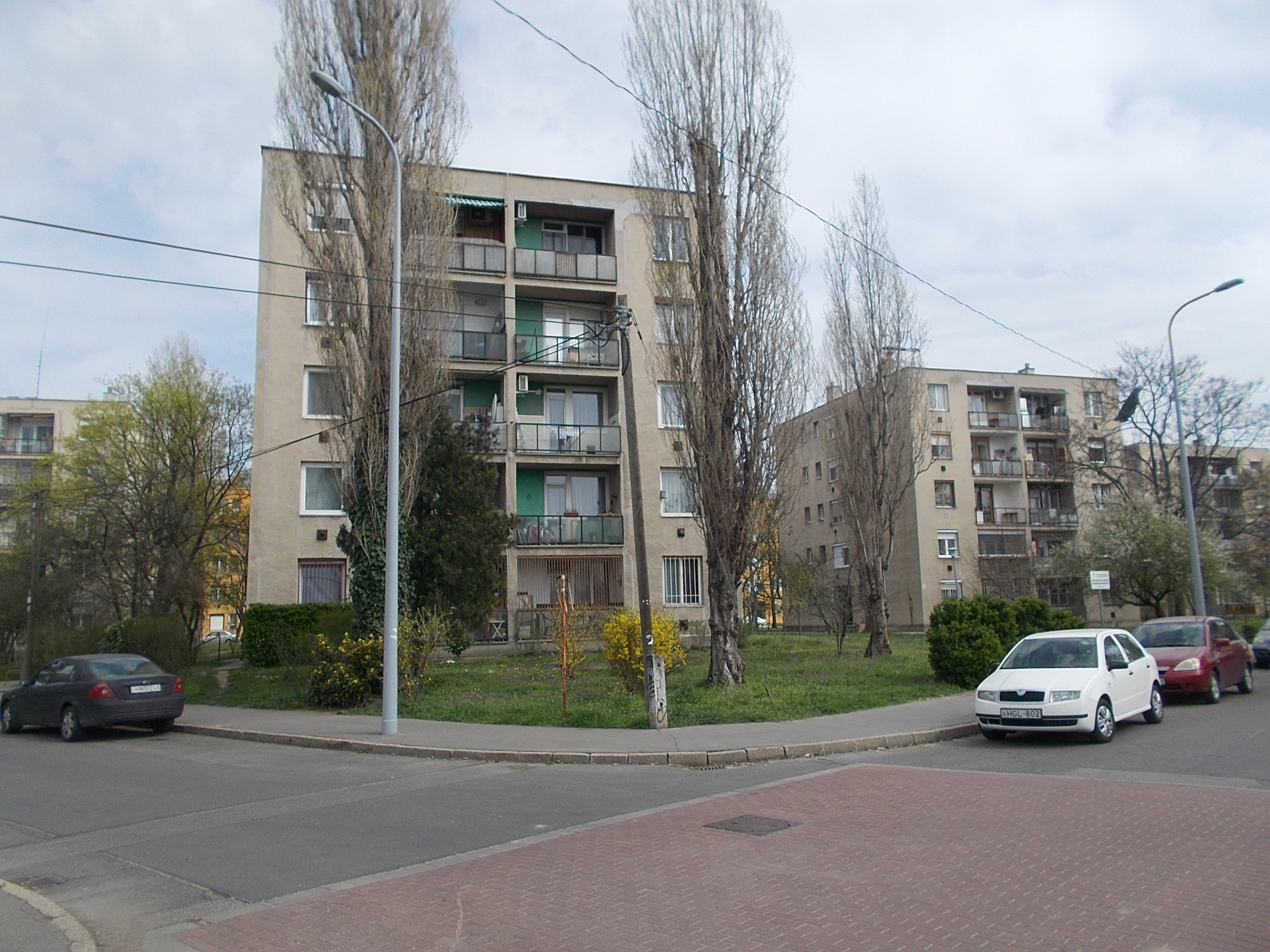
Rákosszentmihály – Szent Korona lakótelep
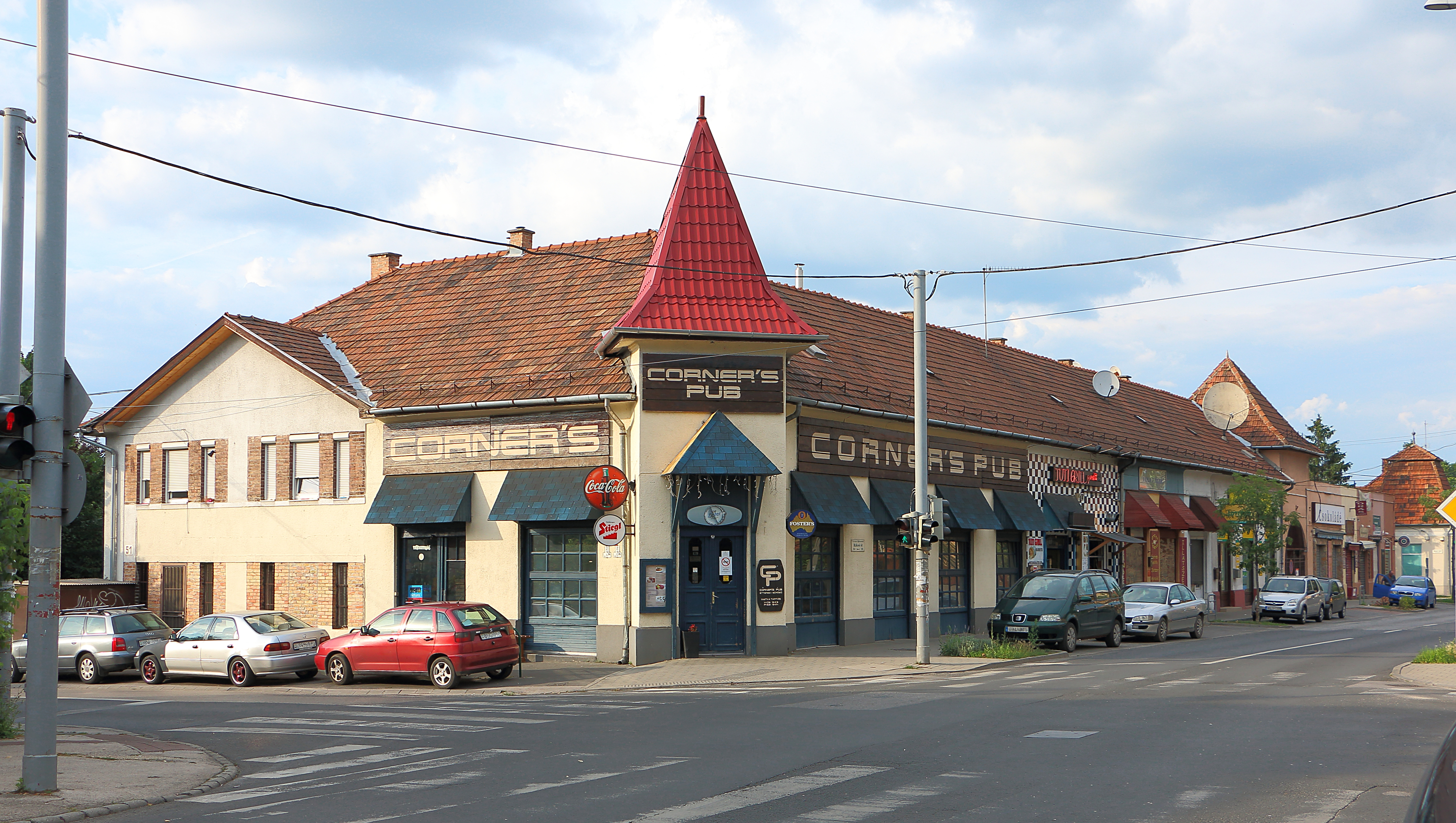
A Harcsa-sor